# Liste der Biografien/Sin
Liste der Biografien |
Portal Biografien |
Personensuche
# |
A |
B |
C |
D |
E |
F |
G |
H |
I |
J |
K |
L |
M |
N |
O |
P |
Q |
R |
S |
T |
U |
V |
W |
X |
Y |
Z |
?
 
Sa |
Sb |
Sc |
Sd |
Se |
Sf |
Sg |
Sh |
Si |
Sj |
Sk |
Sl |
Sm |
Sn |
So |
Sp |
Sq |
Sr |
Ss |
St |
Su |
Sv |
Sw |
Sy |
Sz
 
Sia |
Sib |
Sic |
Sid |
Sie |
Sif |
Sig |
Sih |
Sii |
Sij |
Sik |
Sil |
Sim |
Sin |
Sio |
Sip |
Siq |
Sir |
Sis |
Sit |
Siu |
Siv |
Siw |
Six |
Siy |
Siz
Die Liste der Biografien führt alle Personen auf, die in der deutschsprachigen Wikipedia einen Artikel haben. Dieses ist eine Teilliste mit 1038 Einträgen von Personen, deren Namen mit den Buchstaben „Sin“ beginnt.

## Sin
- Sin with Sebastian (* 1971), deutscher Musiker, Sänger und SongwriterSin with Sebastian (* 1971)

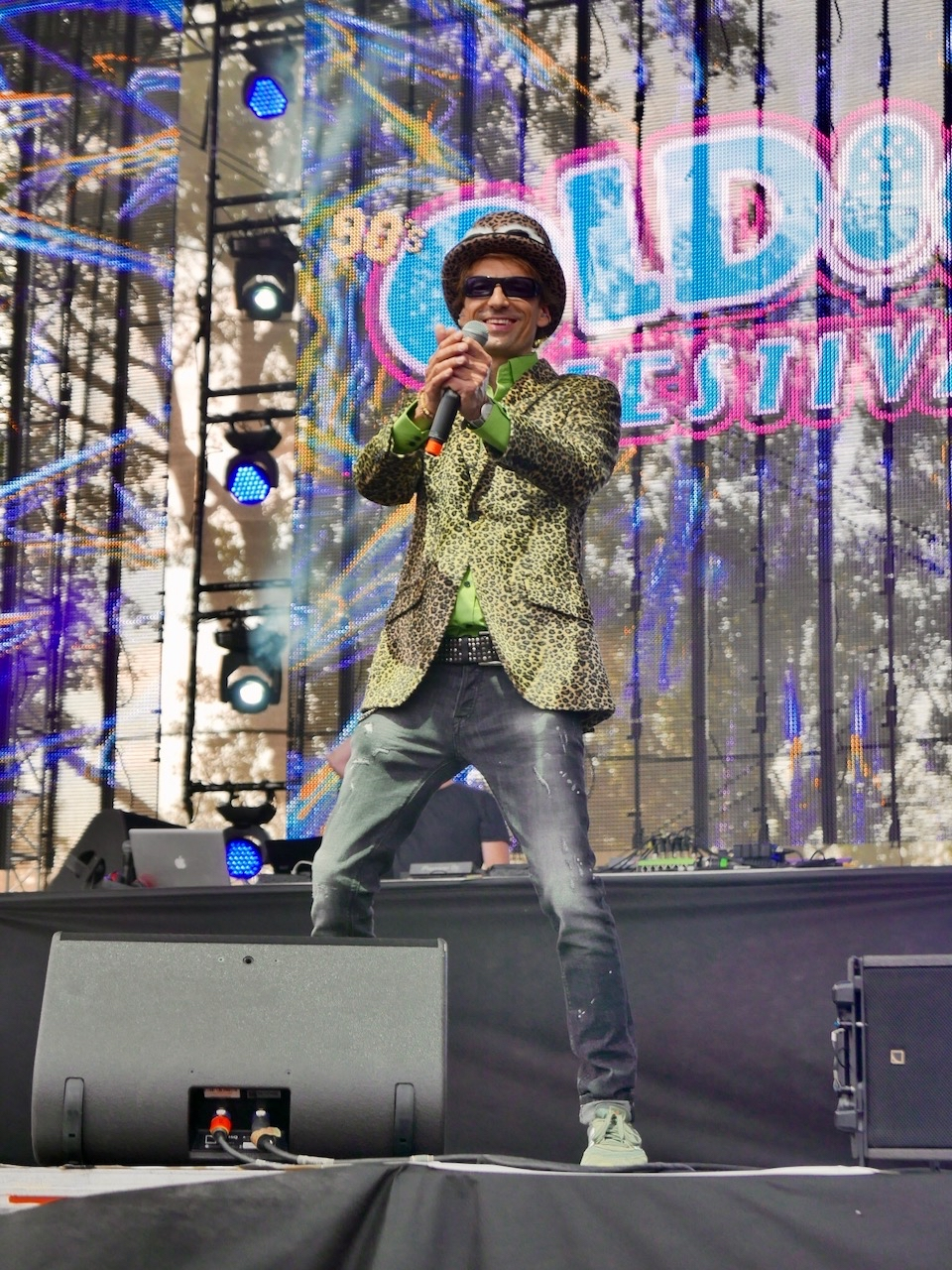
Sin with Sebastian (* 1971)

- Sin, Angelica (* 1974), US-amerikanische Pornodarstellerin, Schauspielerin und Wrestlerin
- Sin, Da-woon (* 1993), südkoreanischer Shorttracker
- Sin, Jaime Lachica (1928–2005), philippinischer Kardinal und Erzbischof von Manila
- Sin, Joon-sik (* 1980), südkoreanischer Taekwondoin
- Sin, Kyong-suk (* 1963), südkoreanische Schriftstellerin
- Sin, Mehmet (* 1993), deutsch-türkischer Fußballspieler
- Šin, Oliver (* 1985), ungarischer Maler
- Šín, Otakar (1881–1943), tschechischer Komponist, Musiktheoretiker und -pädagoge
- Sin, Pius Hozol (* 1968), koreanischer römisch-katholischer Geistlicher, Weihbischof in Pusan
- Sin, Rim-bon, nordkoreanische Basketballspielerin
- Sin, Yong-nam (* 1978), nordkoreanischer Fußballspieler
- Sîn-aḫḫe-eriba († 680 v. Chr.), König von Assyrien
- Sin-iddinam, altbabylonischer Beamter
- Sîn-leqe-unnīnī, angeblicher Verfasser des Gilgameš-Epos
- Sin-muballit († 1793 v. Chr.), König der ersten Dynastie von Babylonien
- Sin-Pfältzer, Marianne (1926–2015), deutsche Fotografin
- Sîn-šarru-iškun († 612 v. Chr.), König von Assyrien (627 v. Chr.-612 v. Chr.)
- Sîn-šumu-līšir († 627 v. Chr.), König von Assyrien

### Sina
- Sina (* 1966), Schweizer Mundartrocksängerin
- Sina Khenpo Sherab Yeshe, 1. Sina Rinpoche, Lama der Sakya-Schule
- Sina, Georg Simon von (1783–1856), griechisch-österreichischer Unternehmer
- Sina, Kai (* 1981), deutscher Germanist
- Sina, Ralph (* 1955), deutscher Hörfunkjournalist
- Sina, Ramin (* 1990), deutscher Journalist
- Sina, Simon Georg der Ältere (1753–1822), griechisch-österreichischer Kaufmann
- Sina, Simon Georg von (1810–1876), griechisch-österreichischer Philosoph und Mäzen
- Sina, Véronique (* 1979), deutsche Medienwissenschaftlerin
- Sina-drums (* 1999), deutsche Schlagzeugerin und YouTuberinSina-drums (* 1999)

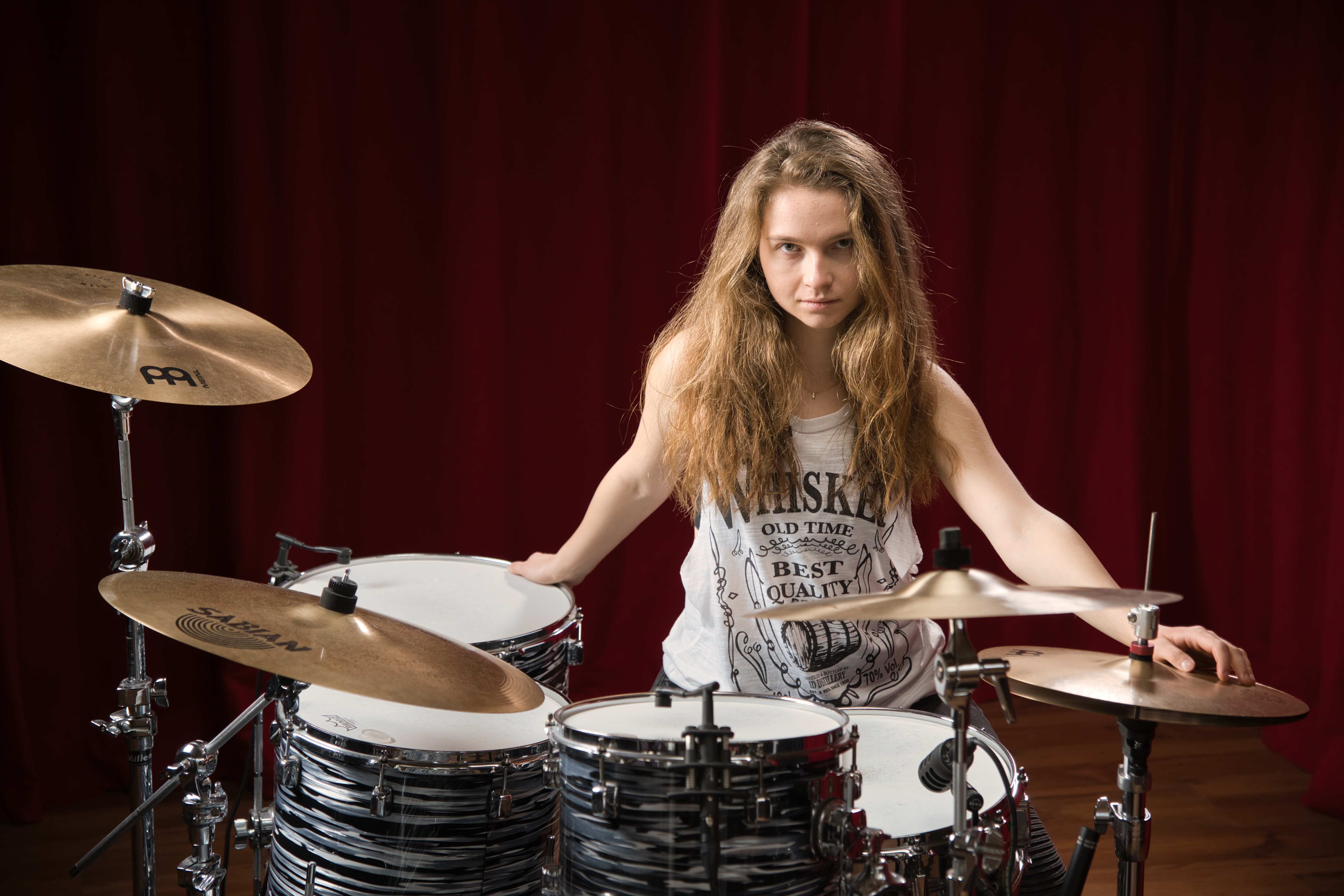
Sina-drums (* 1999)

- Sinaba, Bakary (* 1983), malischer Fußballspieler
- Sinabell, Gabriela (1924–2016), österreichische römisch-katholische Benediktinerin und Äbtissin der Abtei Nonnberg
- Sinach (* 1973), nigerianische Sängerin, Songwriterin
- Sinadinou, Melina, britische Schauspielerin
- Sinaga, Anicetus Bongsu Antonius (1941–2020), indonesischer Ordensgeistlicher, römisch-katholischer Erzbischof von Medan
- Sinaga, Fransiskus Tuaman (* 1972), indonesischer Geistlicher, römisch-katholischer Bischof von Sibolga
- Sinaga, Lamhot (* 1973), indonesischer Politiker
- Sinai, Arik (* 1949), israelischer Sänger
- Sinai, Jakow Grigorjewitsch (* 1935), russischer Mathematiker und theoretischer Physiker
- Sinai, Khosrow (1941–2020), iranischer Regisseur
- Sinai, Nicolai (* 1976), deutscher Islamwissenschaftler
- Sinai, Samuel (1915–2003), türkisch-französischer Maler
- Sinaisky, Vassily (* 1947), russischer Dirigent und Pianist
- Sinama-Pongolle, Florent (* 1984), französischer Fußballspieler
- Sinan († 1588), osmanischer ArchitektSinan († 1588)

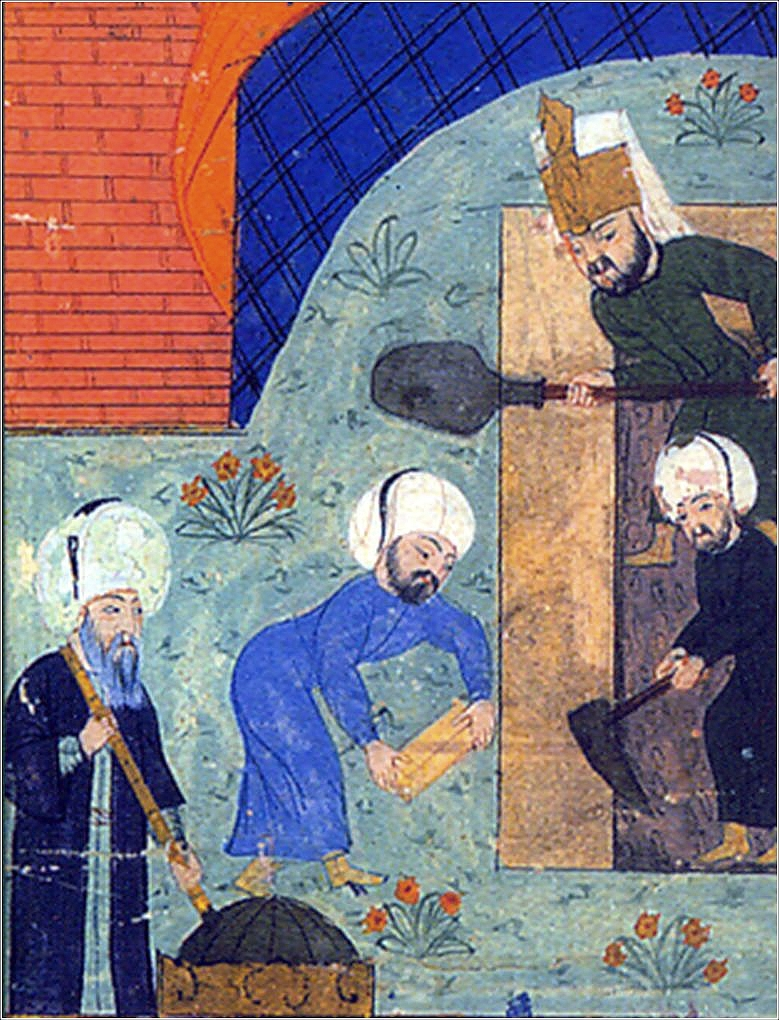
Sinan († 1588)

- Sinan ibn Thabit († 943), islamischer Mathematiker und Arzt
- Sinan Pascha († 1553), osmanischer Großadmiral
- Sinan, Marc (* 1976), deutsch-türkisch-armenischer Gitarrist
- Sinán, Rogelio (1902–1994), panamaischer Schriftsteller
- Sinan-G (* 1987), deutscher RapperSinan-G (* 1987)

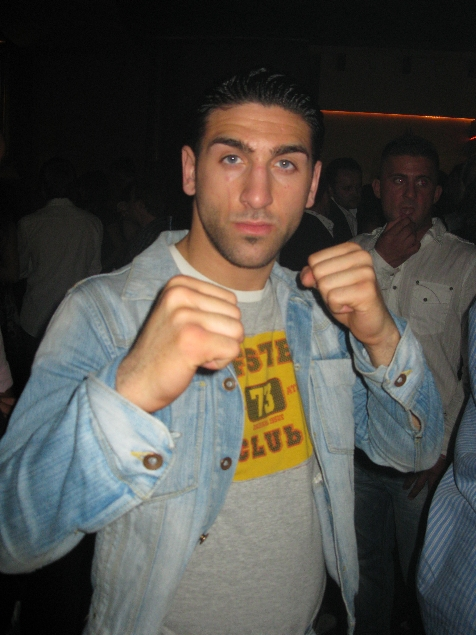
Sinan-G (* 1987)

- Sinančević, Armin (* 1996), serbischer Kugelstoßer
- Sinani, Danel (* 1997), luxemburgischer Fußballspieler
- Sinani, Dejvid (* 1993), serbisch-luxemburgischer Fußballspieler
- Sinanoğlu, Gökhan (* 1986), türkischer Fußballspieler
- Sinanoğlu, Oktay (1935–2015), türkischer Chemiker
- Sinanoğlu, Zeki (* 1993), türkischer Fußballspieler
- Sinanović, Elma (* 1974), serbische Turbo-Folk-Sängerin
- Sinanović, Nedžad (* 1983), bosnischer Basketballspieler
- Sinapi, Jean-Pierre (* 1949), französischer Filmregisseur
- Sinapius, Hilde (* 1929), deutsche Malerin und Lyrikerin
- Sinapius, Johann (1657–1725), schlesischer Gelehrter (Historiker)
- Sinapius, Werner (1928–2022), deutscher Maler
- Sinapius-Horčička, Ján (1625–1682), slowakischer Humanist und Theologe
- Sinapow, Anton (* 1993), bulgarischer Biathlet und Skilangläufer
- Sinar, Michail (1951–2021), ukrainischer Schachkomponist
- Şinasi (1826–1871), osmanischer Autor, Journalist und Übersetzer
- Sinatic (* 1982), deutscher Produzent, Remixer und DJ
- Sinató, Massimo (* 1980), deutscher Tänzer in der Sparte Lateinamerikanische Tänze, Tanzsporttrainer und Choreograf
- Sinatra, Barbara (1927–2017), US-amerikanisches Model und Showgirl
- Sinatra, Brenk (* 1979), österreichischer Musikproduzent, DJ und Komponist
- Sinatra, Frank (1915–1998), US-amerikanischer Schauspieler, Sänger und EntertainerFrank Sinatra (1915–1998)

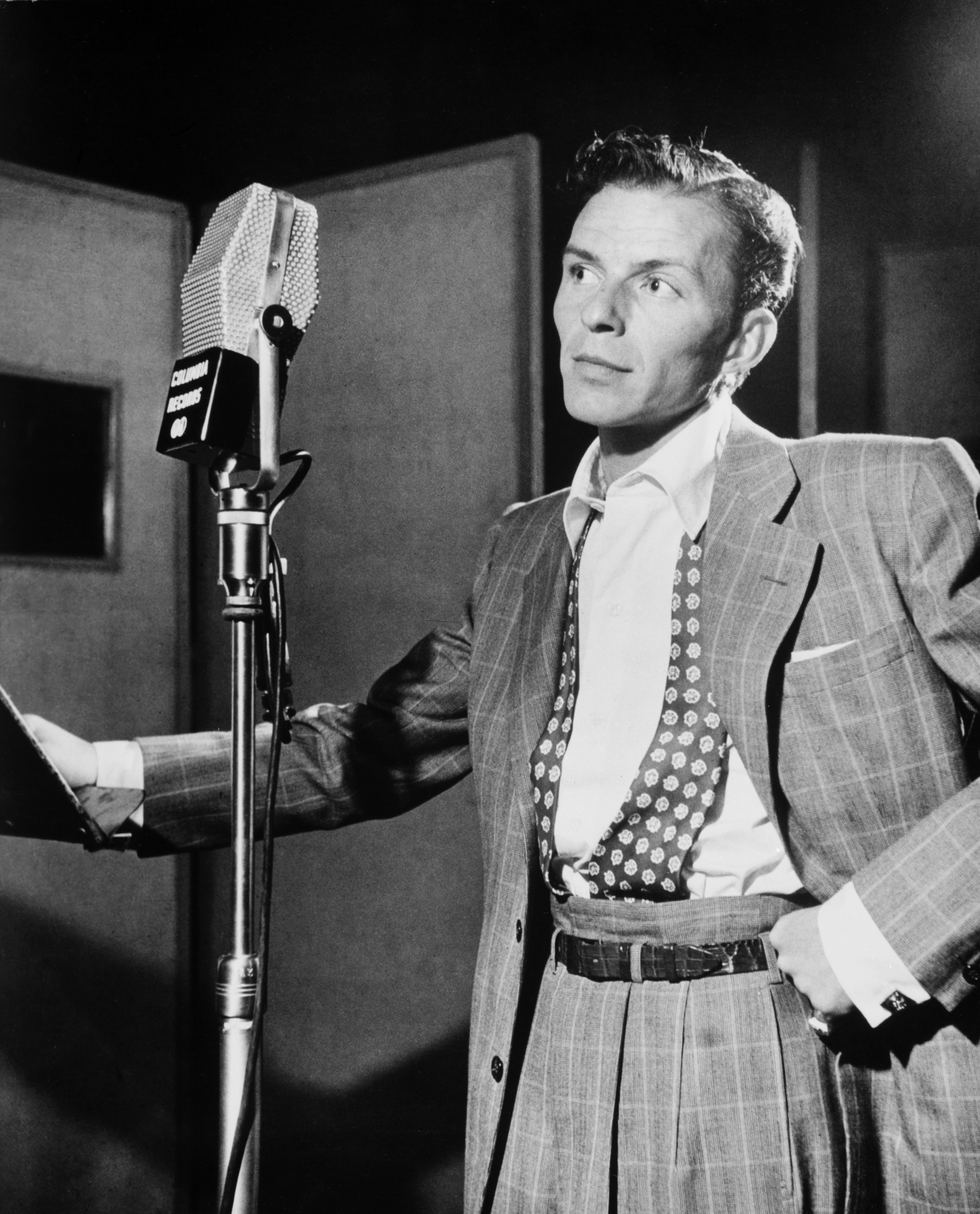
Frank Sinatra (1915–1998)

- Sinatra, Frank junior (1944–2016), US-amerikanischer Pianist, Sänger, Schauspieler und Entertainer
- Sinatra, Nancy (* 1940), US-amerikanische Sängerin und Schauspielerin
- Sinatra, Tina (* 1948), US-amerikanische Schauspielerin und Filmproduzentin
- Sinatra, Vincenzo, italienischer Architekt
- Sinatrukes I., parthischer König
- Sinauer, Erika (* 1898), deutsche Rechtshistorikerin
- Sinayobye, Edouard (* 1966), ruandischer Geistlicher, römisch-katholischer Bischof von Cyangugu
- Sinayoko, Lassine (* 1999), malisch-französischer Fußballspieler

### Sinb
- Sinbad (* 1956), US-amerikanischer Schauspieler und Stand-Up ComedianSinbad (* 1956)

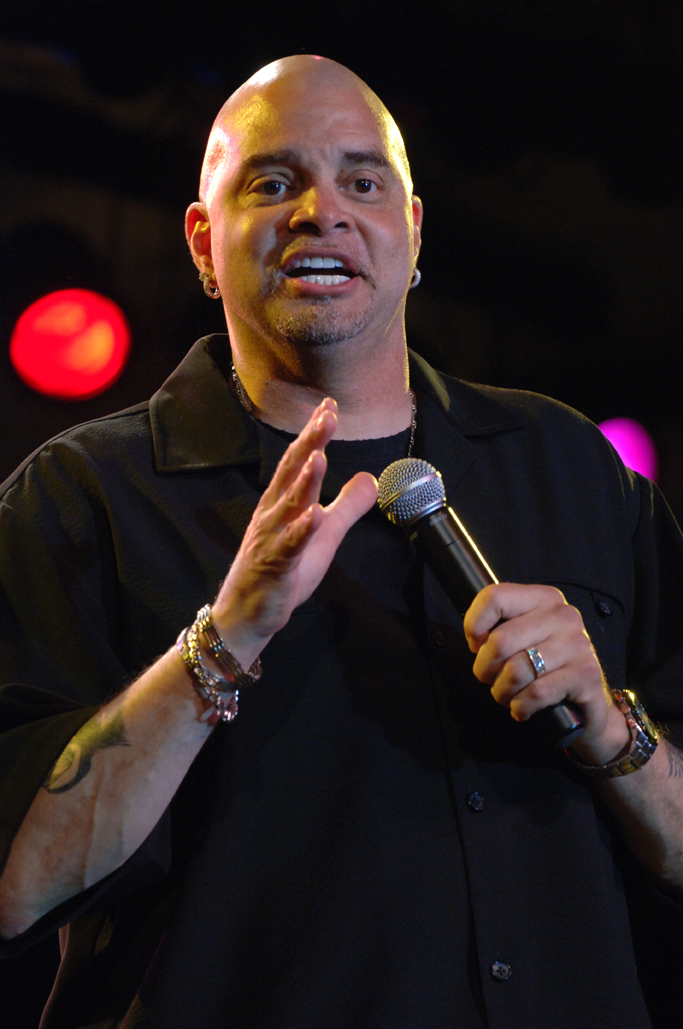
Sinbad (* 1956)

### Sinc
- Șincai, Gheorghe (1754–1816), rumänischer Theologe, Historiker und Romanist
- Sincar, Hamdullah (* 1996), türkischer Fußballspieler
- Sincer, Engin (1969–2003), kurdischer Kämpfer der PKK, wird als Märtyrer verehrt
- Sincère, Claudius von (1696–1769), k. k. Feldzeugmeister, Inhaber des Infanterieregiments No.54, Träger des Großkreuz des Maria-Theresia-Ordens
- Sincere, Jean (1919–2013), US-amerikanische Schauspielerin mit Charakterrollen im Film, Fernsehen und dem Theater
- Sincere, Seth (* 1998), nigerianischer Fußballspieler
- Sincero, Luigi (1870–1936), italienischer Geistlicher, Kurienkardinal der römisch-katholischen Kirche
- Sinchi Roca, zweiter Inka-Herrscher
- Sinčić, Ivan Vilibor (* 1990), kroatischen Politiker
- Sinckler, Kyle (* 1993), englischer Rugbyspieler
- Sinclair de Rochemont, H. A. (1901–1942), niederländischer Faschist und Kollaborateur mit den Deutschen
- Sinclair, Adam (* 1977), britischer Schauspieler
- Sinclair, Adelaide (1900–1982), kanadische Beamtin und Kommandantin
- Sinclair, Alan (* 1985), britischer Ruderer
- Sinclair, Alexander (1911–2002), kanadischer Eishockeyspieler
- Sinclair, Alistair (* 1960), britischer Informatiker
- Sinclair, Andrew (1935–2019), britischer Schriftsteller, Regisseur und Drehbuchautor
- Sinclair, Anne (* 1948), französische JournalistinAnne Sinclair (* 1948)

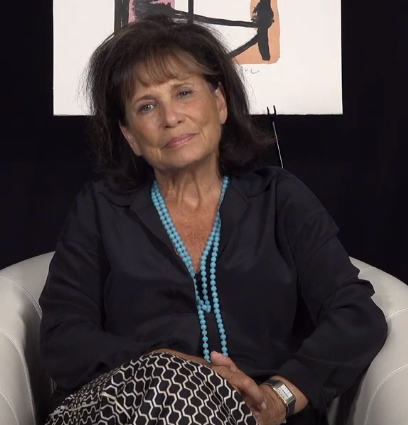
Anne Sinclair (* 1948)

- Sinclair, Archibald, 1. Viscount Thurso (1890–1970), britischer Politiker der Liberal Party, Unterhausabgeordneter und Peer
- Sinclair, Barry (1936–2022), neuseeländischer Cricketspieler
- Sinclair, Brian (1915–1988), englischer Tierarzt und Kollege von James Herriot
- Sinclair, Christine (* 1983), kanadische Fußballspielerin
- Sinclair, Claire (* 1991), US-amerikanisches Model
- Sinclair, Clive (1940–2021), britischer Erfinder und Unternehmer
- Sinclair, Colin (* 1994), US-amerikanischer Tennisspieler
- Sinclair, Dan, US-amerikanischer Schauspieler, Drehbuchautor und Filmregisseur
- Sinclair, Dave (* 1947), englischer Pianist, Keyboarder, Komponist und Sänger
- Sinclair, David A. (* 1969), australischer Biologe und Professor für GenetikDavid A. Sinclair (* 1969)

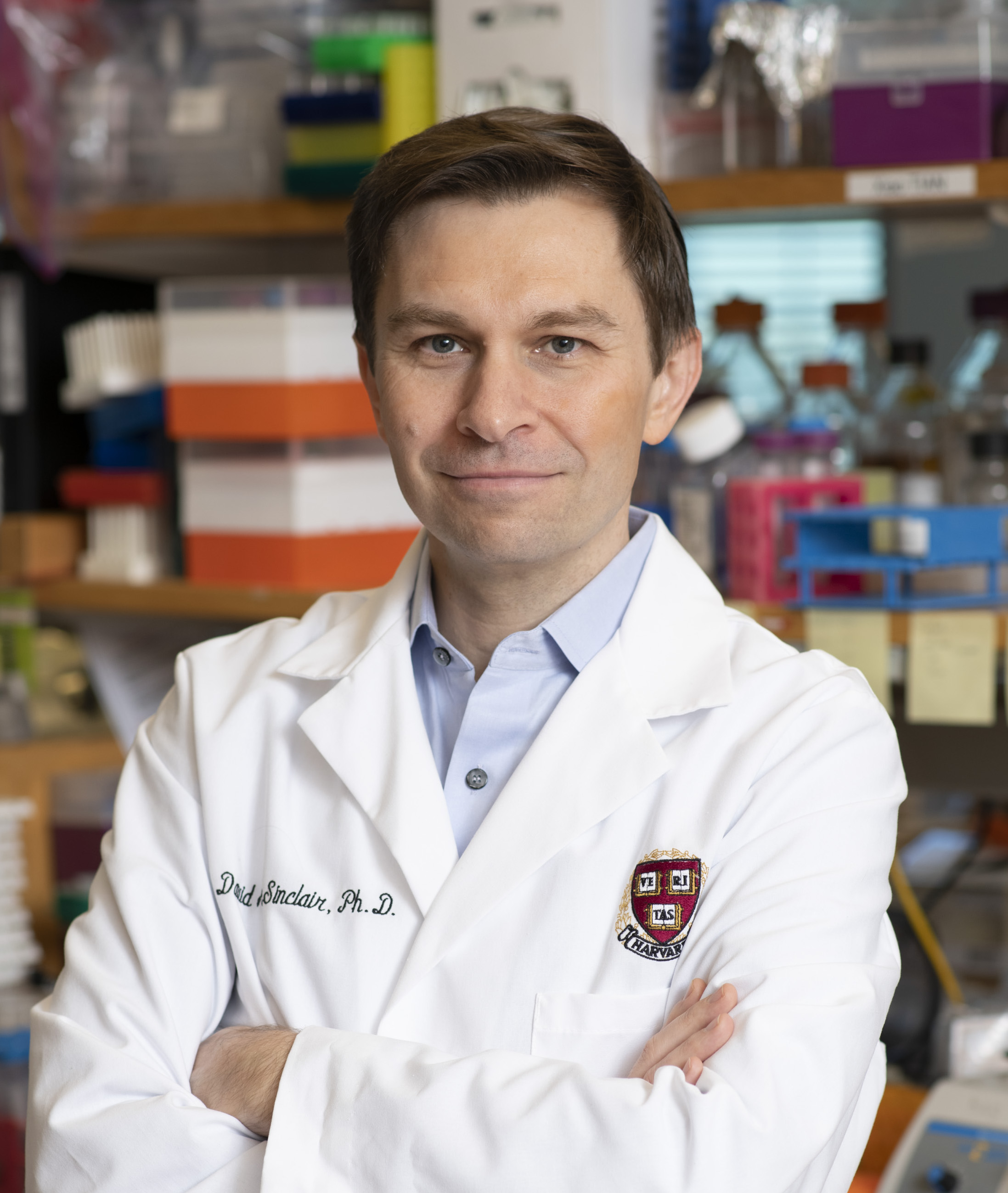
David A. Sinclair (* 1969)

- Sinclair, Eddie (1937–2005), schottischer Snookerspieler
- Sinclair, Emile (* 1987), englischer Fußballspieler
- Sinclair, Frank (* 1971), jamaikanischer Fußballspieler und -trainer
- Sinclair, Fredrik Carl (1723–1776), schwedischer Adliger, Militär und Politiker
- Sinclair, George (1786–1834), britischer Gärtner und Autor
- Sinclair, Graeme (* 1957), schottischer Fußballspieler
- Sinclair, Harry (* 1959), neuseeländischer Regisseur, Autor und Schauspieler
- Sinclair, Henry, schottischer Adliger
- Sinclair, Henry († 1400), Jarl von Orkney
- Sinclair, Henry II. († 1420), norwegisch-schottischer Adliger
- Sinclair, Hugh (1873–1939), britischer Admiral und Geheimdienstoffizier
- Sinclair, Iain (* 1943), britischer Filmschaffender und Schriftsteller
- Sinclair, Ian (* 1929), australischer Politiker
- Sinclair, Isaac von (1775–1815), deutscher Diplomat und Schriftsteller
- Sinclair, Jack (* 1990), britischer Pokerspieler
- Sinclair, Jackie (1943–2010), schottischer Fußballspieler
- Sinclair, James (1908–1984), kanadischer Politiker (Liberale Partei)
- Sinclair, James H. (1871–1943), US-amerikanischer Politiker
- Sinclair, Jasmine (* 1982), britisches Glamour- und Bondage-Model
- Sinclair, Jaz (* 1994), US-amerikanische SchauspielerinJaz Sinclair (* 1994)

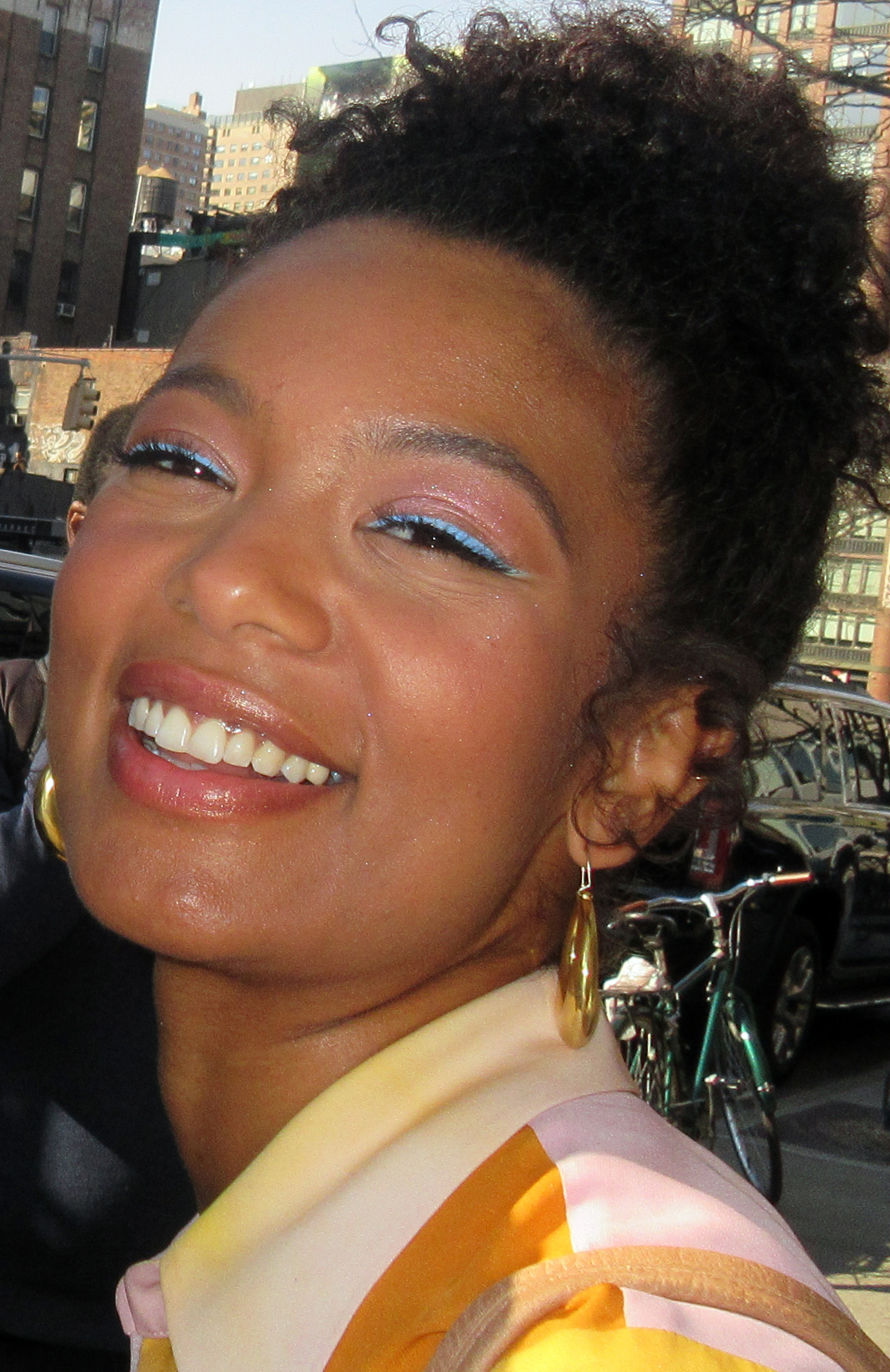
Jaz Sinclair (* 1994)

- Sinclair, Jim (* 1940), US-amerikanische autistische und aktivistische Person
- Sinclair, Jimmy (1876–1913), südafrikanischer Cricketspieler
- Sinclair, John (1754–1835), schottischer Ökonom und Politiker
- Sinclair, John (1941–2024), US-amerikanischer Dichter und Schriftsteller; ehemaliger Manager der MC5 und Vorstandsvorsitzender der White Panther Party
- Sinclair, John McHardy (1933–2007), schottischer Sprachwissenschaftler
- Sinclair, John, 1. Baron Pentland (1860–1925), britischer Politiker und Kolonialadministrator
- Sinclair, Joshua (* 1953), US-amerikanischer Drehbuchautor und Regisseur
- Sinclair, Kenia (* 1980), jamaikanische Leichtathletin
- Sinclair, Kim (* 1954), neuseeländischer Szenenbildner und Artdirector
- Sinclair, Laurence (1908–2002), britischer Offizier der Luftstreitkräfte des Vereinigten Königreichs
- Sinclair, Madge (1938–1995), US-amerikanische Film- und Theaterschauspielerin jamaikanischer HerkunftMadge Sinclair (1938–1995)

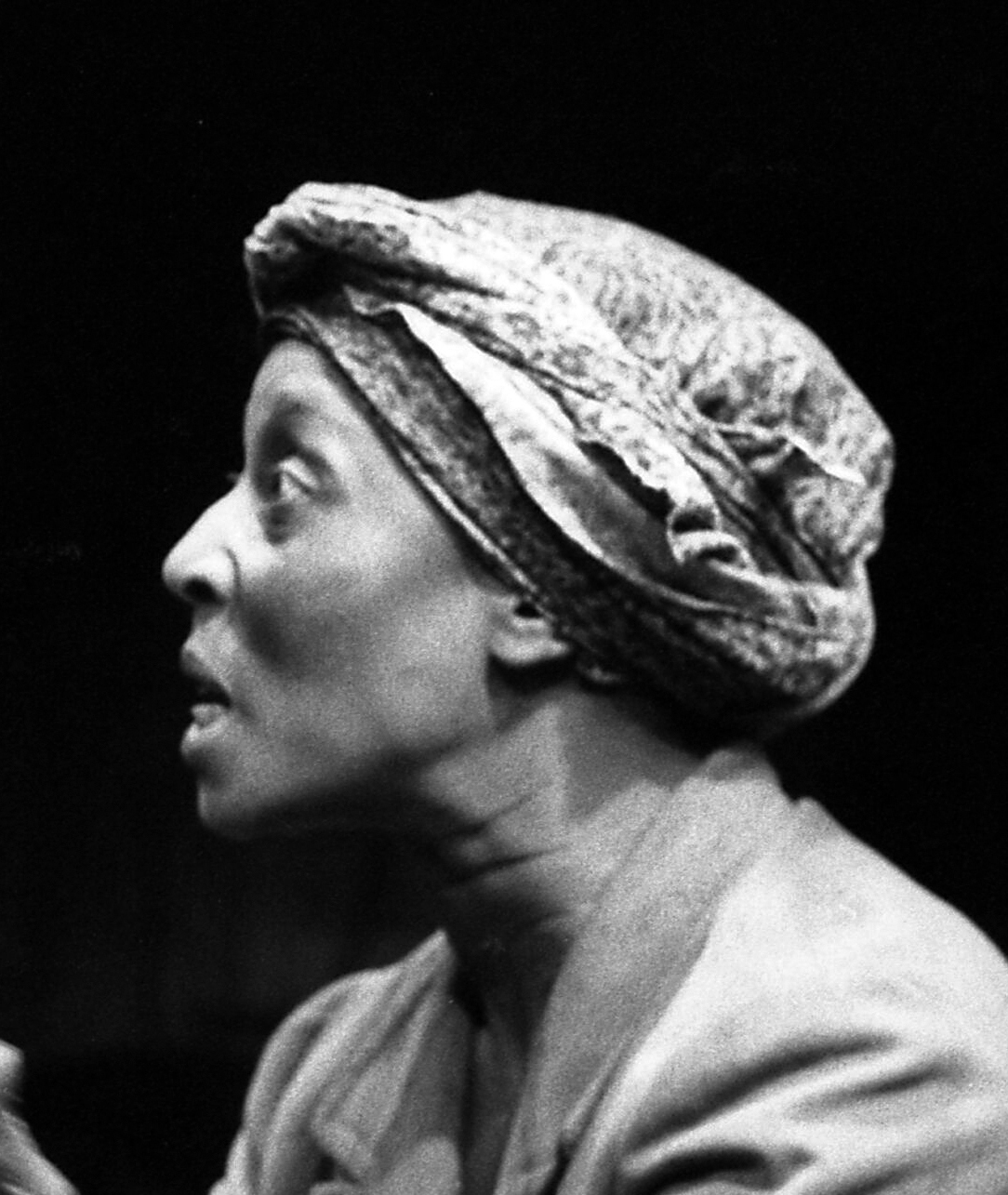
Madge Sinclair (1938–1995)

- Sinclair, Malcolm (* 1950), britischer Schauspieler
- Sinclair, Malcolm, 20. Earl of Caithness (* 1948), britischer Politiker
- Sinclair, Mary Emily (1878–1955), US-amerikanische Mathematikerin und Hochschullehrerin
- Sinclair, May (1863–1946), britische Schriftstellerin, Literaturkritikerin und Suffragette
- Sinclair, Mike (1938–2017), englischer Fußballspieler
- Sinclair, Peggy (1911–1933), inspirierte Samuel Beckett zu seinem ersten Roman
- Sinclair, Rebecca (* 1991), neuseeländische Snowboarderin
- Sinclair, Reg (1925–2013), kanadischer Eishockeyspieler
- Sinclair, Richard (* 1948), englischer Progressive-Rock- und Fusion-Musiker
- Sinclair, Ronald (1924–1992), neuseeländischer Schauspieler und Filmeditor
- Sinclair, Rosabelle (1890–1981), US-amerikanische Lacrosse-Spielerin
- Sinclair, Scott (* 1989), englischer Fußballspieler
- Sinclair, Sharon (* 1991), deutsche Squashspielerin
- Sinclair, Timothy J. (1963–2022), neuseeländisch-britischer Ökonom und Politikwissenschaftler
- Sinclair, Titanic (* 1987), US-amerikanischer Webvideoproduzent und Singer-Songwriter
- Sinclair, Trevor (* 1973), englischer Fußballspieler
- Sinclair, Upton (1878–1968), US-amerikanischer SchriftstellerUpton Sinclair (1878–1968)

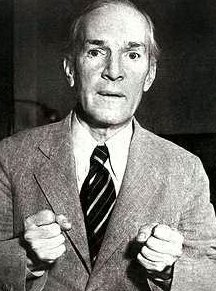
Upton Sinclair (1878–1968)

- Sinclair, William, schottischer Adliger
- Sinclair, William († 1330), schottischer Ritter
- Sinclair, William († 1337), schottischer Geistlicher
- Sinclair, William, schottischer Adliger
- Sinclair, William, 1. Earl of Caithness († 1480), norwegisch-schottischer Adliger
- Sinclair-Evans, Joshua (* 1995), britischer Schauspieler
- Sinclair-MacLagan, Ewen (1868–1948), britisch-australischer Generalmajor und Divisionskommandeur
- Sinclair-Webb, Emma, britische Menschenrechtsaktivistin für Human Rights Watch
- Sinclaire, Bratt (* 1967), italienischer Komponist und Produzent
- Sinclaire, Denzal (* 1969), kanadischer Jazzsänger
- Sinclaire, Nikki (* 1968), britische Politikerin (UKIP), MdEP
- Sinclar, Bob (* 1969), französischer Plattenproduzent, DJ und House-InterpretBob Sinclar (* 1969)

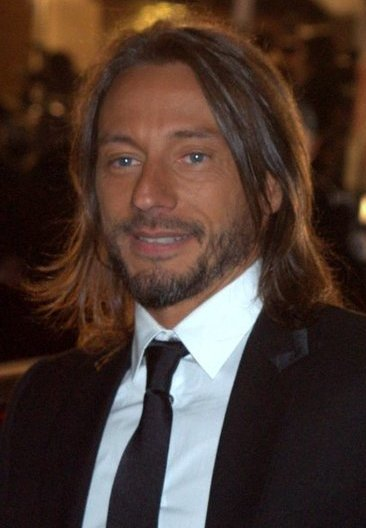
Bob Sinclar (* 1969)

- Sîncrăian, Gabriel (* 1988), rumänischer Gewichtheber
- Sinčukovs, Maksims (* 1998), lettischer Hürdenläufer

### Sind
- Sind, Johann, russischer Marine-Offizier und Polarforscher
- Sindae (89–179), König von Goguryeo
- Sindarov, Javohir (* 2005), usbekischer Schachspieler
- Sindayigaya, Musa, Mufti von Ruanda
- Sindballe, Torbjørn (* 1976), dänischer Triathlet
- Sindberg, Laura K. (* 1958), US-amerikanische Musikpädagogin
- Sindel, Anführer der Roma
- Sindel, Eberhard, deutscher Autorennfahrer
- Šindel, Jakub (* 1986), tschechischer Eishockeyspieler
- Šindel, Jan, böhmischer Mathematiker, Astronom und Arzt
- Šindel, Jaromír (* 1959), tschechischer Eishockeytorwart, -trainer und -funktionär
- Sindelar, Brigitte (* 1952), österreichische Psychotherapeutin
- Sindelar, Matthias (1903–1939), österreichischer Fußballspieler
- Šindelář, Petr (* 1975), tschechischer Snowboarder
- Šindelka, Marek (* 1984), tschechischer Schriftsteller
- Sindemann, Katja (* 1969), deutsche Regisseurin, Autorin und Journalistin
- Sindemann, Werner (1932–2019), deutscher Opernsänger (Bariton)
- Sinden, Bradly (* 1998), britischer Taekwondoin
- Sinden, Celina (* 1987), britische Filmschauspielerin
- Sinden, Donald (1923–2014), britischer Schauspieler
- Sinden, Harry (* 1932), kanadischer Eishockeyspieler und -trainer
- Sinden, Jeremy (1950–1996), britischer Schauspieler
- Sindermann, Andreas (* 1962), deutscher Schauspieler
- Sindermann, Dierk (1945–2021), deutscher Journalist
- Sindermann, Eric (* 1988), deutscher HandballspielerEric Sindermann (* 1988)

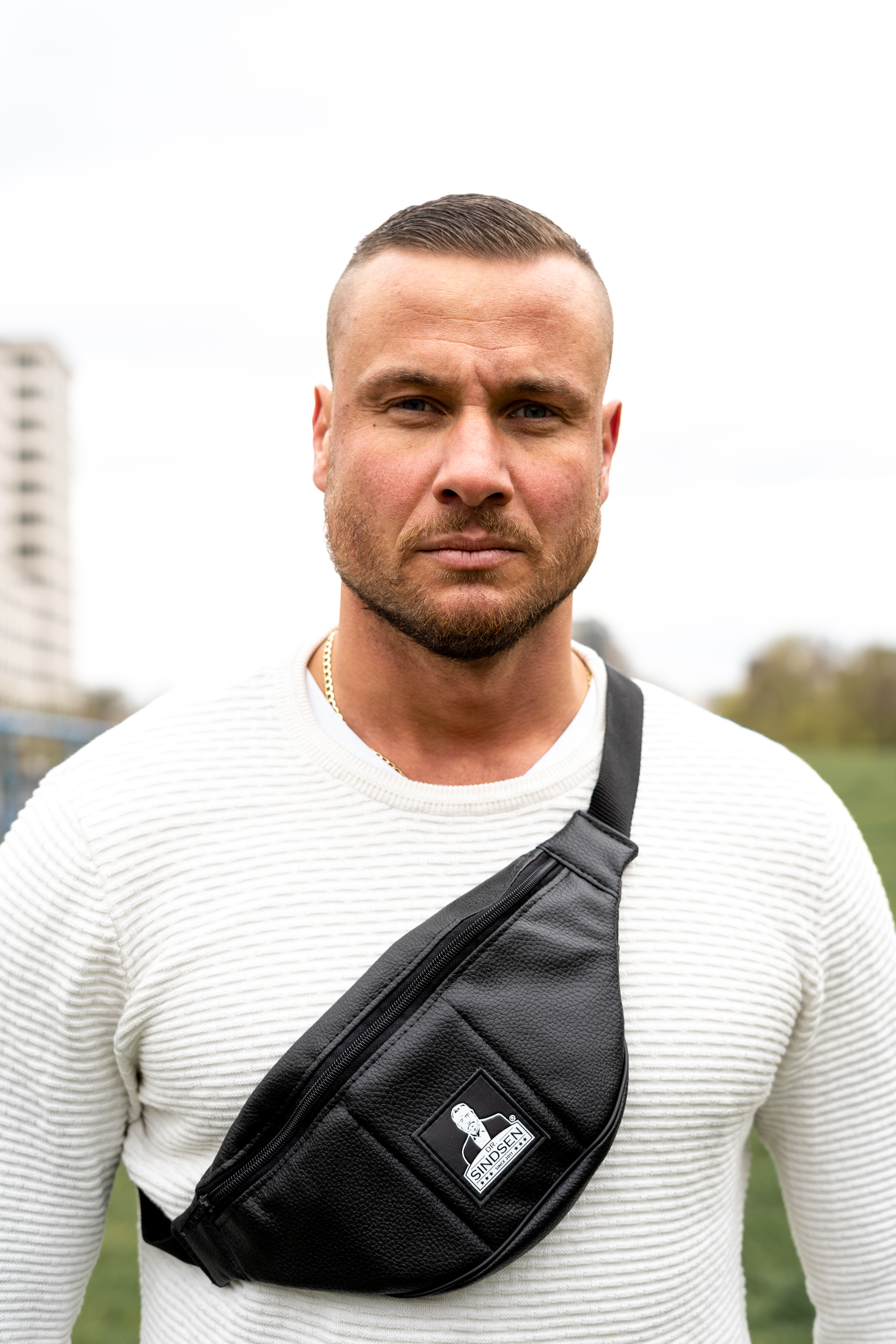
Eric Sindermann (* 1988)

- Sindermann, Horst (1915–1990), deutscher Politiker (KPD, SED), MdV, Präsident der Volkskammer der DDR
- Sindermann, Karl (1869–1922), deutscher und Politiker (SPD), sächsischer Landtagsabgeordneter im Kaiserreich und der Weimarer Republik, MdR
- Sindermann, Kim (* 2001), deutsche Fußballspielerin
- Sindermann, Kurt (1904–1945), sächsischer KPD-Landtagsabgeordneter in der Weimarer Republik
- Sindermann, Peter (1939–1971), deutscher Schauspieler in der DDR
- Sindern, Eckhart (* 1960), deutscher Neurologe
- Sindhu, Amar (* 1968), pakistanische Autorin
- Sindhu, P. V. (* 1995), indische Badmintonspielerin
- Sindi, Hayat (* 1967), saudi-arabische Pharmakologin und Wissenschaftlerin
- Sindi, Karoj (* 1989), deutsch-irakischer Fußballspieler
- Sindî, Kovan (* 1965), kurdischer Dichter und Schriftsteller
- Sindichakis, Eva (* 1975), griechische Komponistin
- Sindikubwabo, Théodore (* 1928), ruandischer Politiker und Interimspräsident
- Sinding, Christian (1856–1941), norwegischer KomponistChristian Sinding (1856–1941)

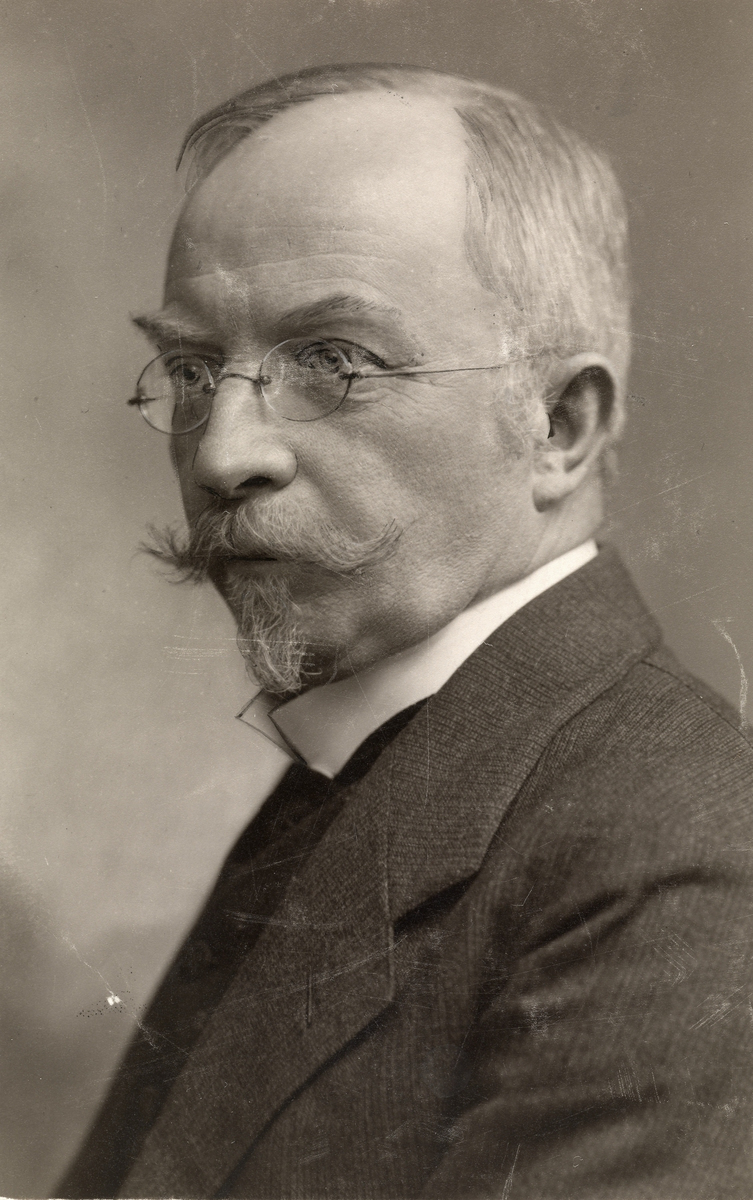
Christian Sinding (1856–1941)

- Sinding, Otto (1842–1909), norwegischer Maler
- Sinding, Stephan (1846–1922), dänisch-norwegischer Bildhauer
- Sinding-Larsen, Christian Magnus Falsen (1866–1930), norwegischer Arzt
- Sinding-Larsen, Holger (1869–1938), norwegischer Architekt
- Sinđelić, Stevan (1770–1809), serbischer Freiheitskämpfer und Wojwodenführer
- Sindler, Adolf (1899–1965), Kinderarzt in Düsseldorf und Haifa
- Sindlinger, Ernst (1883–1963), deutscher Verwaltungsbeamter und Politiker, MdL
- Sindlis, griechischer Vergolder
- Sindona, Michele (1920–1986), italienischer Rechtsanwalt und Bankier
- Sindoro, Aji Basuki (* 1982), australischer Badmintonspieler
- Sindowski, Karl-Heinz (1910–1991), deutscher Geologe
- Sindram, Daniela (* 1968), deutsche Mezzosopranistin
- Sindram, Fahr (* 1981), deutsche Mangazeichnerin und Kinderbuchautorin
- Sindringer, Pleikard († 1551), deutscher Rechtswissenschaftler
- Sindt, Sven (* 1976), deutscher Fotograf und Regisseur von Werbespots und Musikvideos
- Sinduhije, Alexis (* 1967), burundischer Journalist

### Sine
- Siné (1928–2016), französischer Zeichner und Satiriker, Herausgeber des satirischen Wochenmagazins Siné Hebdo
- Sine, Johann († 1467), deutscher Kaufmann und Ratsherr der Hansestadt Lübeck
- Sineenat Wongvajirapakdi (* 1985), thailändische Neben-Gemahlin von Rama X.
- Sinegal, Bill (1928–2014), US-amerikanischer Rhythm-&-Blues-Musiker
- Sinegal, James (* 1936), US-amerikanischer Unternehmer und Co-Gründer der Einzelhandelskette Costco Wholesale
- Sinej, Marija (* 1997), ukrainische Dreispringerin
- Sinek, Simon (* 1973), britisch-US-amerikanischer Hochschullehrer, Autor, Journalist und UnternehmensberaterSimon Sinek (* 1973)

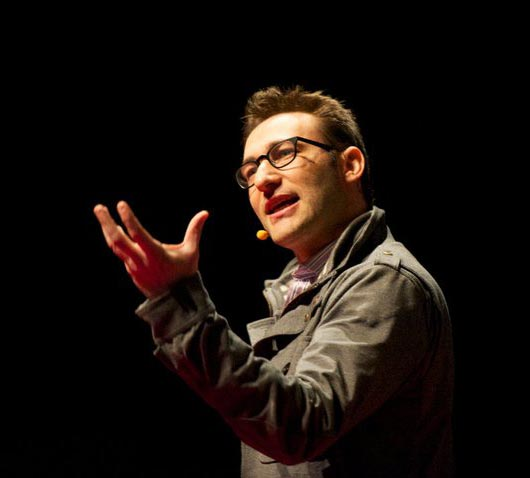
Simon Sinek (* 1973)

- Sinell, Hans-Jürgen (1926–2020), deutscher Veterinärmediziner und Professor für Lebensmittelhygiene
- Sinell, Hermann (1862–1938), deutscher Arzt
- Sinelli, Emerich (1622–1685), Kapuziner und katholischer Bischof der Diözese Wien
- Sinelnikoff, Michael (1928–2024), britischer Schauspieler
- Sinelnikova, Alexandra (* 1994), deutsche Schauspielerin russischer Herkunft
- Sinelnikova, Natalia (* 1989), deutsche Filmregisseurin und Drehbuchautorin russischer Herkunft
- Siņeļņikovs, Alans (* 1990), lettischer Fußballspieler
- Sinelnikow, Igor Sacharowitsch (1942–2020), russischer Shōgispieler und Präsident des russischen Shōgi-Verbandes
- Sinelnikow, Kirill Dmitrijewitsch (1901–1966), sowjetisch-ukrainischer Kernphysiker
- Sinema, Kyrsten (* 1976), amerikanische Politikerin der Demokratischen Partei
- Sinemus, Kristina (* 1963), deutsche Unternehmerin und hessische StaatsministerinKristina Sinemus (* 1963)

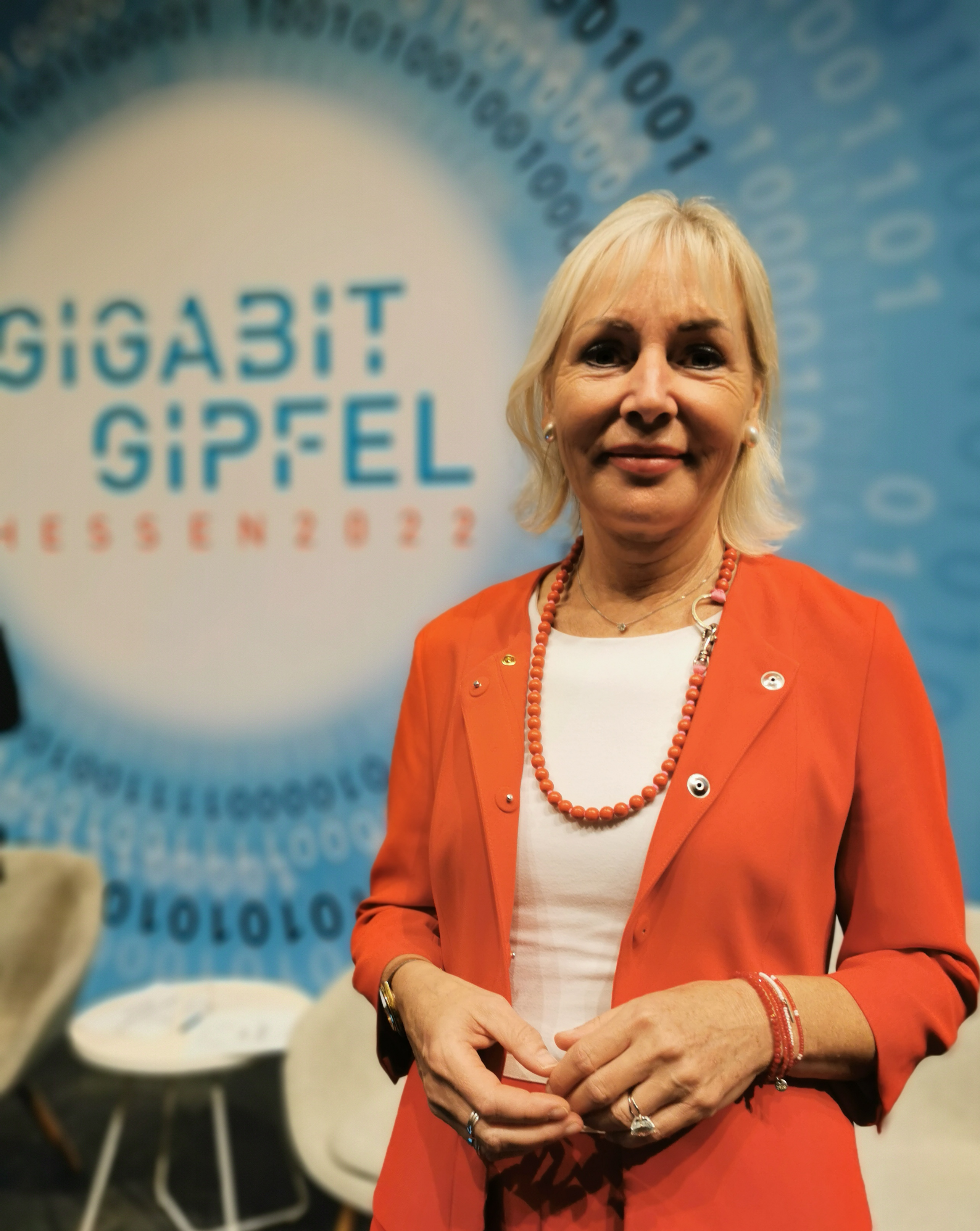
Kristina Sinemus (* 1963)

- Sinemus, Martin (1881–1964), deutscher Pfarrer und Historiker
- Sinephro, Nala (* 1996), belgische Jazzmusikerin und -komponistin
- Sinesi, Quique (* 1960), argentinischer Gitarrist
- Sinesubow, Nikolai Wladimirowitsch (1891–1956), russischer Maler
- Sineus, warägischer Fürst von Belosersk (862–864)
- Sinevičius, Albertas (* 1943), litauischer Manager und Politiker
- Sinezkaja, Irina Wladimirowna (* 1978), russische Boxerin

### Sinf
- Sinfelt, John H. (1931–2011), US-amerikanischer Chemieingenieur
- Sinfield, Peter (1943–2024), britischer Lyriker und Songtexter
- Sinfrónio, Miguel (* 1999), portugiesischer Volleyballspieler

### Sing
- Sing, Albert (1917–2008), deutscher Fußballspieler und -trainer
- Sing, Johann Kaspar (1651–1729), bayerischer Kunstmaler und kurfürstlich bayerischer Hofmaler
- Sing, Sebastiano (* 1988), deutscher Künstler
- Sing, Thomas (* 1961), deutscher Spieleautor
- Sing, Thomas (* 1979), deutscher Künstler

#### Singa
- Singace, Abduljalil al- (* 1962), bahrainischer Blogger und Menschenrechtsaktivist
- Singalewicz, Zeno von (* 1875), österreichischer Schwimmer
- Singana, Margaret (1938–2000), südafrikanische Musikerin
- Singaroyan, Sebastianappan (* 1952), indischer Geistlicher und römisch-katholischer Bischof von Salem

#### Singe
- Singe, Martin (* 1955), deutscher Publizist und Aktivist der Friedensbewegung
- Singeisen, Fred (1909–1982), Schweizer Psychiater
- Singeisen, Verena (* 1945), Schweizer Politikerin (GFL), Biologin und Paläontologin
- Singel, Mark (* 1953), US-amerikanischer Politiker
- Singelée, Jean-Baptiste (1812–1875), belgischer Komponist, Violinist und Dirigent
- Singelnstein, Christoph (* 1955), deutscher Hörfunkjournalist und Medienmanager
- Singelnstein, Tobias (* 1977), deutscher Rechtswissenschaftler und Kriminologe
- Singenberger, Johann Baptist (1848–1924), schweizerischer Komponist, Kirchenmusiker, Musikpädagoge und Herausgeber
- Singenstreu, Hilde (1902–1988), deutsche Sängerin (Sopran)
- Singer Brugh, Anna (1873–1962), US-amerikanische Kunstsammlerin
- Singer Kaplan, Helen (1929–1995), österreichisch-US-amerikanische Sexualtherapeutin
- Singer Sargent, John (1856–1925), US-amerikanischer MalerJohn Singer Sargent (1856–1925)

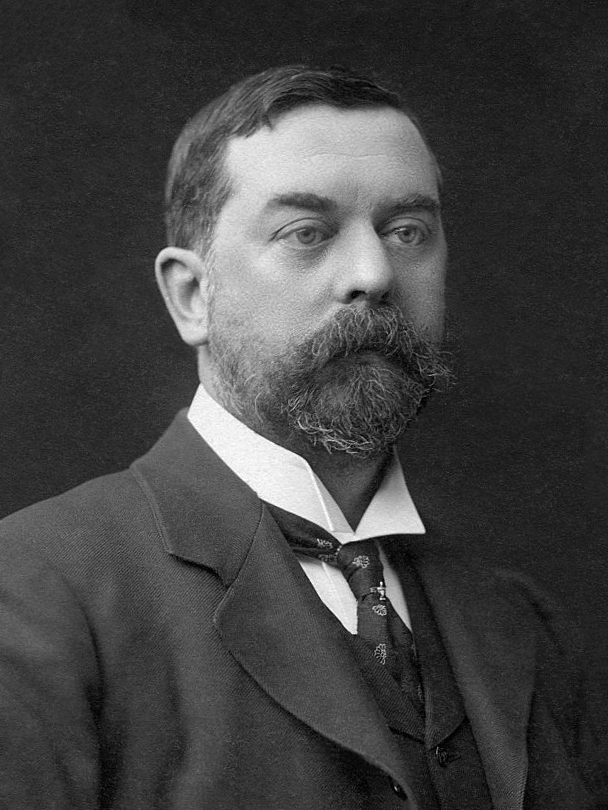
John Singer Sargent (1856–1925)

- Singer von Mossau, Maria Renata (1679–1749), deutsche Nonne
- Singer, Adam Mortimer (1863–1929), anglo-amerikanischer Philanthrop und Sportler
- Singer, Al (1909–1961), US-amerikanischer Boxer
- Singer, Albert (1869–1922), deutscher Tier- und Landschaftsmaler
- Singer, Alexander (* 1928), US-amerikanischer Regisseur
- Singer, Alexandra (* 1987), US-amerikanische Fußballspielerin
- Singer, Alfons (1884–1951), deutscher Kirchenmusiker und Musikpädagoge
- Singer, Alois (1769–1841), Schweizer Politiker (liberal)
- Singer, Andreas (* 1971), deutscher Richter und Verwaltungsjurist
- Singer, Armand E. (1914–2007), US-amerikanischer Romanist und Hochschullehrer an der West Virginia University
- Singer, Arthur B. (1917–1990), US-amerikanischer Tiermaler
- Singer, Aubrey (1927–2007), britischer Fernseh-Produzent
- Singer, Avery (* 1987), US-amerikanische bildende Künstlerin
- Singer, Bobbie (* 1981), österreichische Sängerin, Musikproduzentin und Songwriterin
- Singer, Bryan (* 1965), US-amerikanischer Regisseur, Filmproduzent und DrehbuchautorBryan Singer (* 1965)

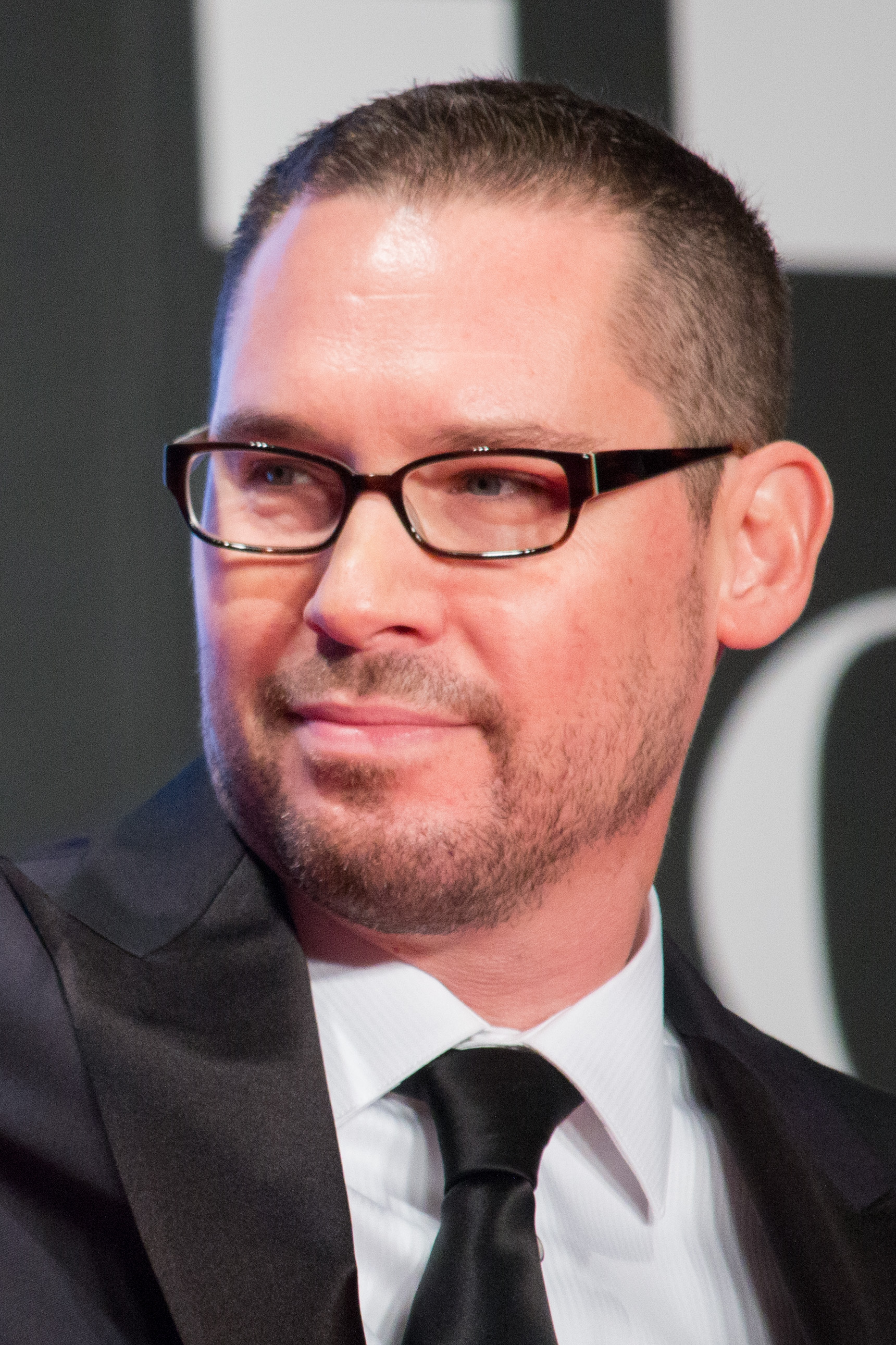
Bryan Singer (* 1965)

- Singer, Charles (1876–1960), britischer Wissenschafts- und Medizinhistoriker
- Singer, Christian van (* 1950), Schweizer Politiker
- Singer, Christiane (1943–2007), französische Schriftstellerin
- Singer, Christina (* 1968), deutsche Tennisspielerin
- Singer, Christine (* 1965), deutsche Politikerin (Freie Wähler), MdEP
- Singer, Curt (1905–1989), israelisch-deutsch-tschechoslowakischer Maler
- Singer, David (1865–1932), Landtagsabgeordneter Großherzogtum Hessen
- Singer, Dominic Marcus (* 1993), österreichischer Schauspieler und Filmregisseur
- Singer, Dorothea Waley (1882–1964), britische Wissenschaftshistorikerin
- Singer, Edmund (1831–1912), ungarischer Violinist und Violinpädagoge
- Singer, Emil (* 1881), Maler, Radierer und Holocaustopfer
- Singer, Eric (1896–1960), britischer Dichter und Graphologe
- Singer, Eric (* 1958), US-amerikanischer SchlagzeugerEric Singer (* 1958)

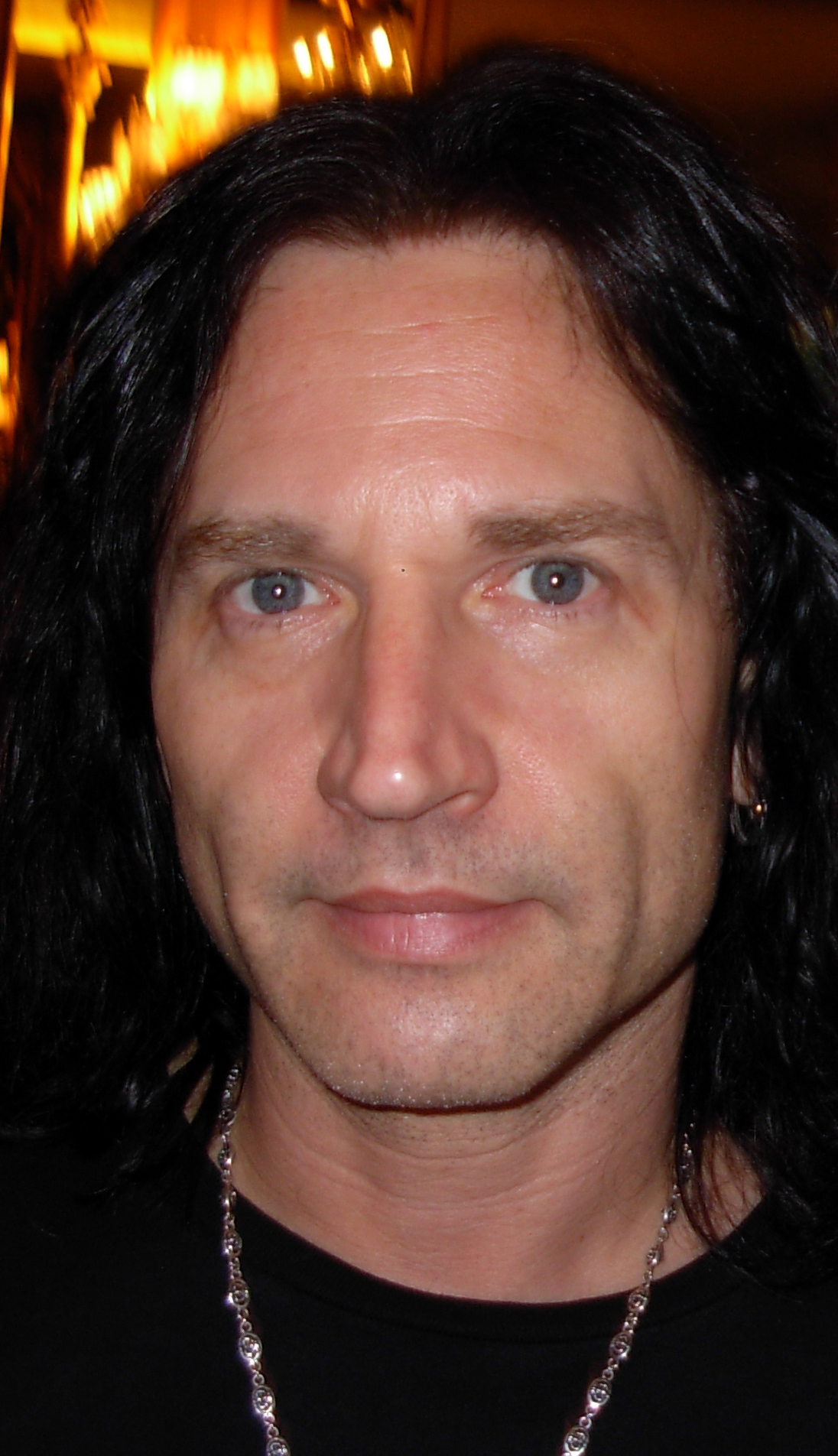
Eric Singer (* 1958)

- Singer, Eric Warren (* 1968), US-amerikanischer Drehbuchautor
- Singer, Ernst (* 1949), österreichischer Pharmakologe
- Singer, Franz (1701–1757), österreichischer Baumeister
- Singer, Franz (1724–1789), österreichischer Baumeister und Stuckateur
- Singer, Franz (1896–1954), österreichischer Architekt und Designer
- Singer, Franz (1898–1953), deutscher Journalist und Politiker (Zentrum, CVP), MdL
- Singer, Franziska (* 1986), österreichische Schauspielerin, Kabarettistin, Podcasterin und Autorin
- Singer, Fred (1924–2020), US-amerikanischer Atmosphärenphysiker und „Klimaskeptiker“
- Singer, Friedrich Wilhelm (1918–2003), deutscher Chronist und Heimatforscher
- Singer, Georg (1898–1942), deutscher Journalist, Politiker (KPD) und Widerstandskämpfer gegen das NS-System
- Singer, Geraldine (* 1948), US-amerikanische Schauspielerin
- Singer, Gideon (1926–2015), israelischer Schauspieler
- Singer, Gottlob Heinrich (1854–1927), Oberbürgermeister in Jena
- Singer, Günter (* 1967), österreichisch-amerikanischer Filmemacher, Privater Sicherheits- und Militärunternehmer und ehemaliger professioneller Kickboxer und K1-Kämpfer
- Singer, Günther (1922–1989), Vorsitzender einer jüdischen Landesgemeinde in Deutschland
- Singer, Hal (1919–2020), US-amerikanischer Jazz-Saxophonist des Swing und Rhythm and Blues
- Singer, Hans (* 1688), österreichischer Stuckateur
- Singer, Hans (1921–1979), deutscher Chemiker
- Singer, Hans Wolfgang (1867–1957), deutscher Kunsthistoriker
- Singer, Hans Wolfgang (1910–2006), deutsch-amerikanisch-britischer Entwicklungsökonom
- Singer, Hans-Rudolf (1925–1999), deutscher Arabist und Semitist
- Singer, Heike (* 1964), deutsche Kanutin
- Singer, Heinrich (1855–1934), österreichischer Kirchenrechtler und Rechtshistoriker
- Singer, Heinz (1923–2020), deutscher Handballweltmeister
- Singer, Herbert (1923–1970), deutscher Literaturwissenschaftler
- Singer, Hermann (* 1954), deutscher Wirtschaftswissenschaftler und Statistiker
- Singer, Horst (1935–2025), deutscher Handballspieler
- Singer, Ilona (* 1905), ungarische Malerin und Grafikerin
- Singer, Isaac Bashevis († 1991), polnisch-US-amerikanischer Schriftsteller und Literaturnobelpreisträger 1978
- Singer, Isaac Merritt (1811–1875), US-amerikanischer Unternehmer und ErfinderIsaac Merritt Singer (1811–1875)

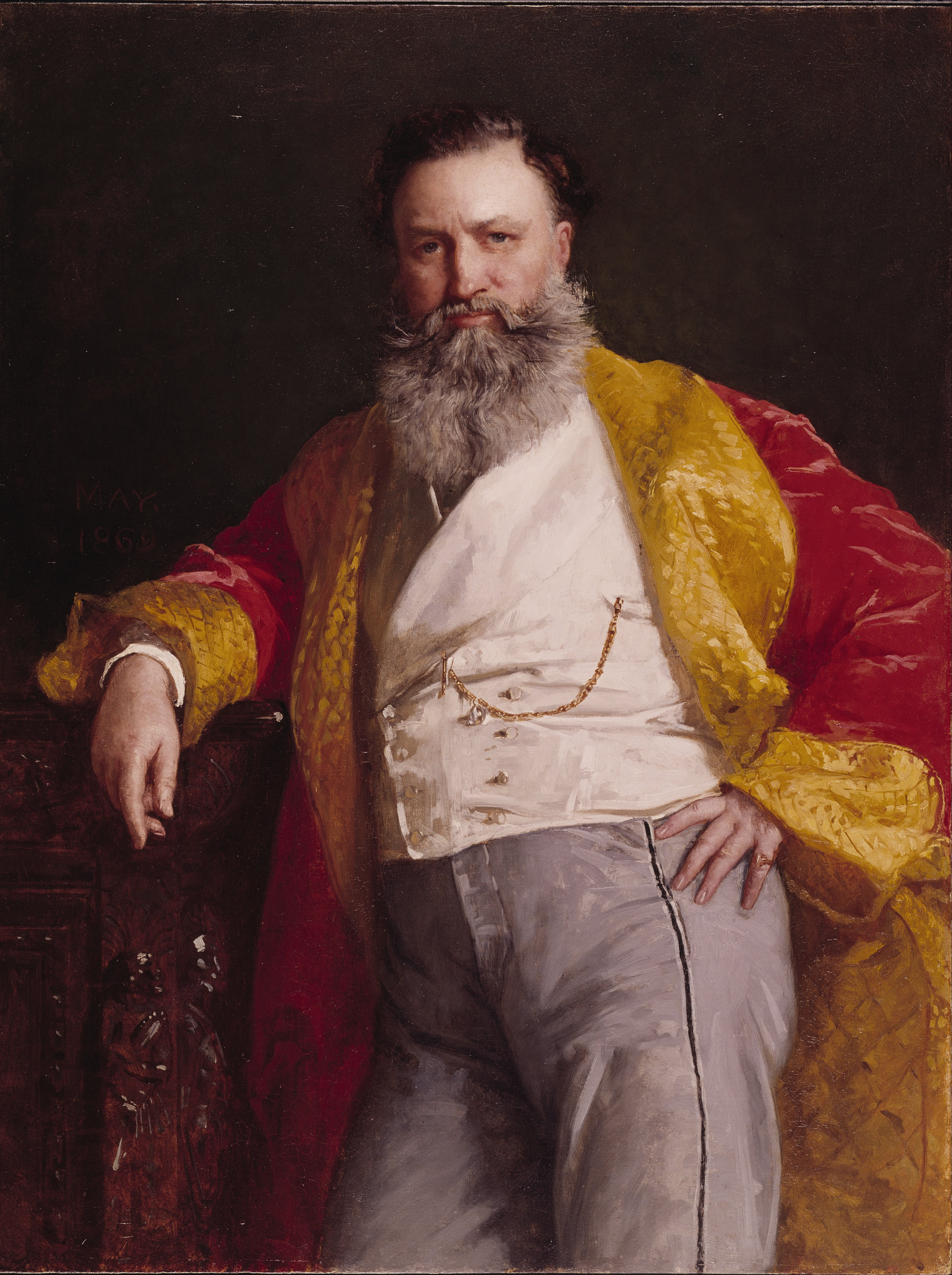
Isaac Merritt Singer (1811–1875)

- Singer, Isadore M. (1924–2021), US-amerikanischer Mathematiker
- Singer, Isidor (1857–1927), österreichischer Journalist und Zeitungsherausgeber
- Singer, Isidore (1859–1939), austroamerikanischer Schriftsteller und Lexikograph
- Singer, Israel (* 1942), US-amerikanischer Politikwissenschaftler, Generalsekretär des World Jewish Congress
- Singer, Israel Joschua (1893–1944), polnisch-US-amerikanischer jiddischer Prosaiker und Übersetzer
- Singer, Itamar (1946–2012), rumänisch-israelischer Hethitologe und Vorderasiatischer Archäologe
- Singer, Ivan (1929–2020), rumänischer Mathematiker
- Singer, J. David (1925–2009), US-amerikanischer Politikwissenschaftler und Friedensforscher
- Singer, Jacques (1910–1980), US-amerikanischer Violinist und Dirigent
- Singer, Jakob (1685–1760), österreichischer Barockbaumeister
- Singer, Jakob (1718–1788), österreichisch-schweizerischer Baumeister
- Singer, Jerome E. (1934–2010), amerikanischer Sozialpsychologe
- Singer, Joachim (* 1942), deutscher Leichtathlet
- Singer, Johann (1869–1938), deutscher Funktionär (NSDAP)
- Singer, Johann (* 1958), österreichischer Politiker (ÖVP), Abgeordneter zum Nationalrat
- Singer, Johanna (* 2002), deutsche Schauspielerin
- Singer, Johannes (1921–2007), österreichischer römisch-katholischer Theologe
- Singer, Johannes (1943–2008), deutscher Politiker (SPD), MdB
- Singer, Josef (1888–1980), deutscher Politiker und bayerischer Senatspräsident
- Singer, Josef Anton (1810–1882), österreichischer Franziskaner (OFM) und Musiker
- Singer, Josh (* 1972), US-amerikanischer DrehbuchautorJosh Singer (* 1972)

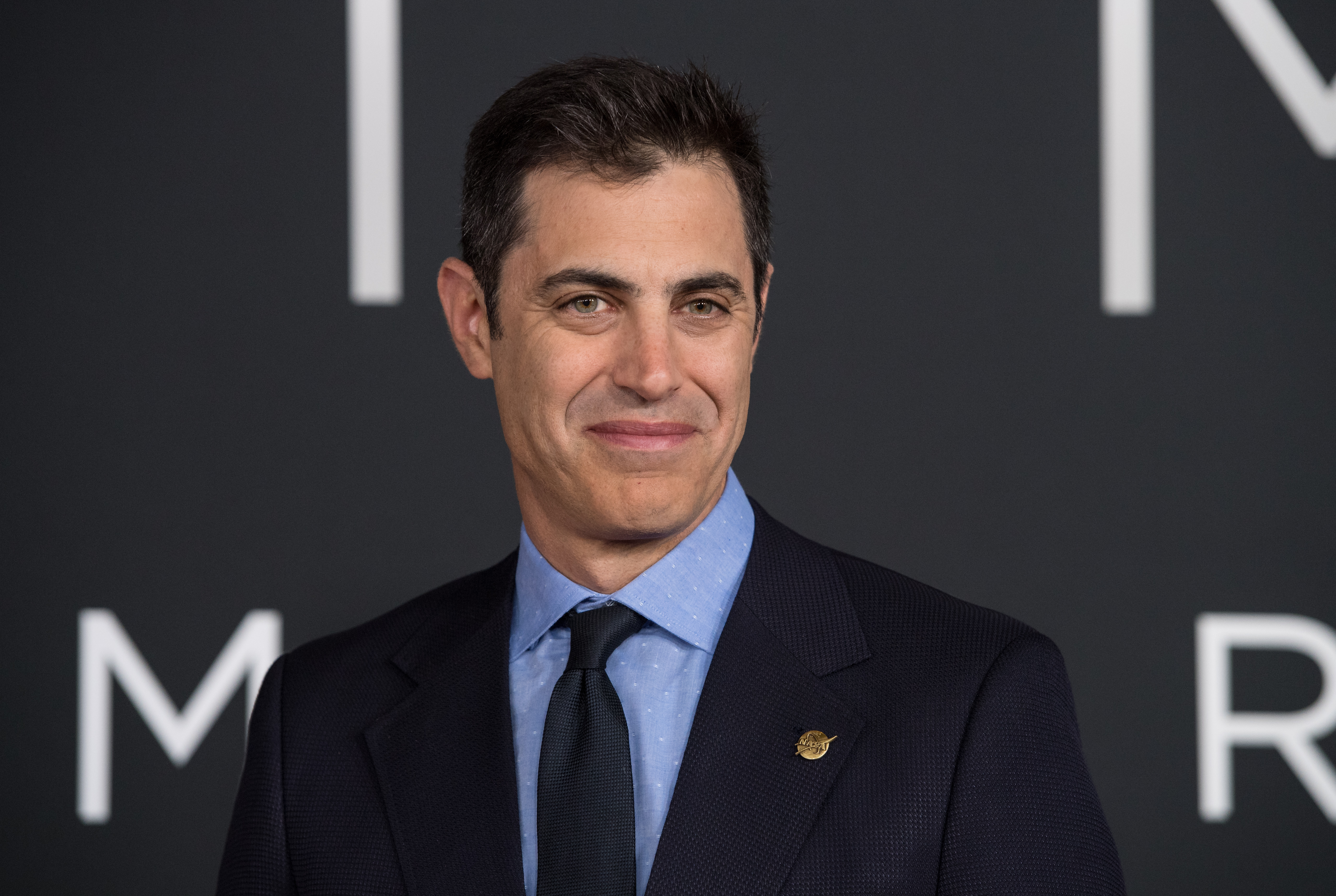
Josh Singer (* 1972)

- Singer, Karl (1940–2015), rumänischer Mathematiker und Hochschullehrer
- Singer, Karl-Heinz (1928–2005), deutscher Fußballspieler (DDR)
- Singer, Kaspar (* 1974), Schweizer Cellist
- Singer, Kassian (1712–1759), österreichischer Baumeister und Stuckateur
- Singer, Konrad (* 1978), deutscher Schauspieler
- Singer, Kurt, US-amerikanischer Filmschaffender und Erfinder
- Singer, Kurt (1885–1944), deutscher Neurologe und Musikwissenschaftler
- Singer, Kurt (1886–1962), deutscher Philosoph und Wirtschaftswissenschaftler
- Singer, Kurt (1929–2009), deutscher Pädagoge, Psychoanalytiker und Hochschullehrer
- Singer, Kurt D. (1911–2005), österreichisch-amerikanischer Publizist und Spion
- Singer, Ladislaus (* 1898), österreichischer Verleger, Autor und Journalist
- Singer, Leo (1877–1951), österreichischer Schausteller
- Singer, Linda, kanadische Schauspielerin
- Singer, Lori (* 1957), US-amerikanische SchauspielerinLori Singer (* 1957)

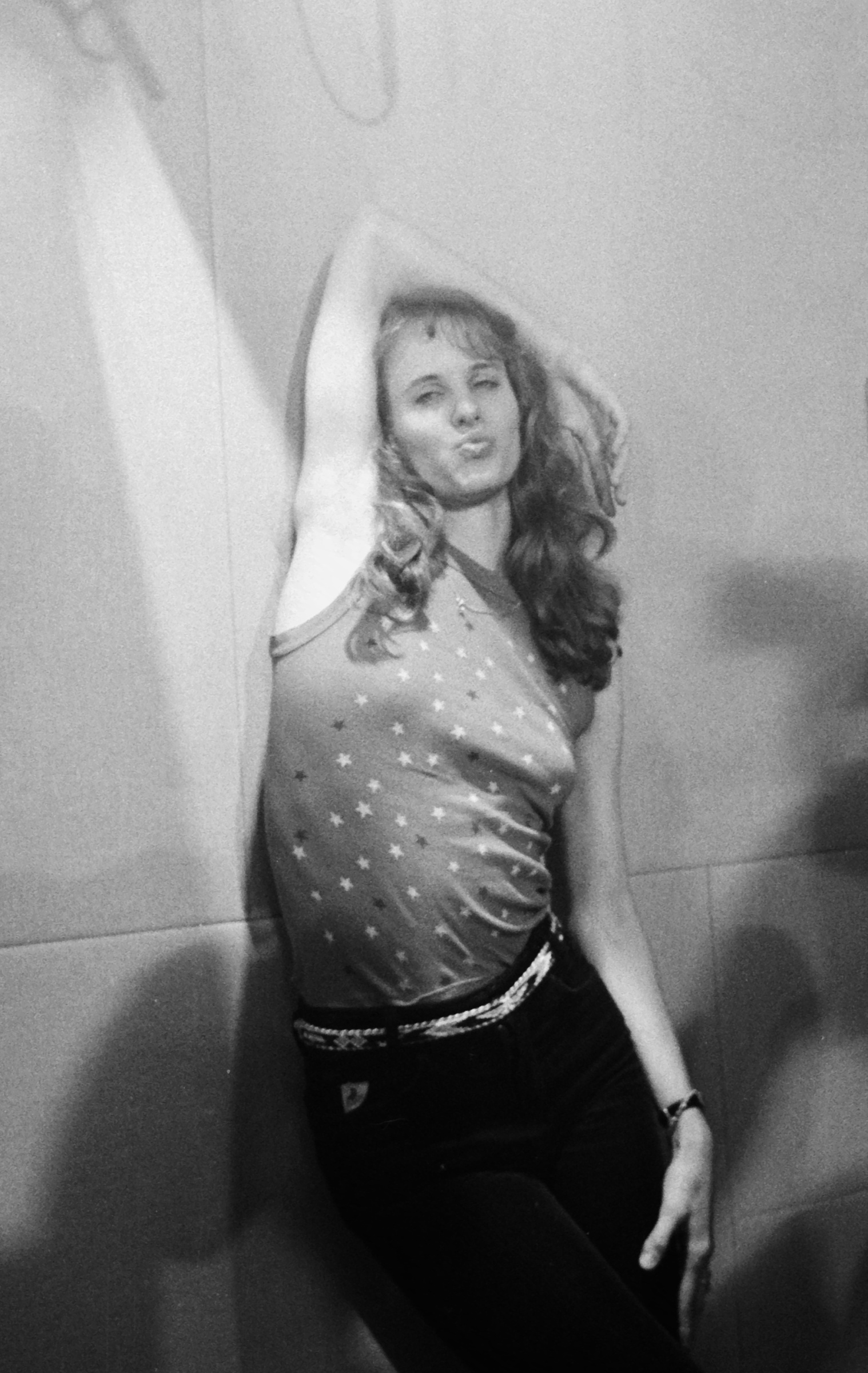
Lori Singer (* 1957)

- Singer, Ludvík (1876–1931), tschechoslowakischer Politiker des tschechischen Judentums
- Singer, Marc (* 1948), US-amerikanischer Schauspieler kanadischer Herkunft
- Singer, Marcus George (1926–2016), US-amerikanischer Philosoph
- Singer, Margaret (1921–2003), US-amerikanische Psychologin und Hochschullehrerin
- Singer, Maria (1914–2003), österreichische Schauspielerin und bayerische Volksschauspielerin und Charakterdarstellerin
- Singer, Martha (1910–2003), deutsche Bildhauerin, Ehefrau und Expeditionsbegleiterin von Rolf Singer
- Singer, Maximilian (* 1857), österreichischer Schriftsteller
- Singer, Maxine (1931–2024), US-amerikanische Biochemikerin und Molekularbiologin
- Singer, Melania (* 1967), Schweizer Filmeditorin
- Singer, Mendel (1890–1976), österreichisch-israelischer Journalist
- Singer, Michael (* 1945), US-amerikanischer Bildhauer, Landschaftsarchitekt und Konzeptkünstler.
- Singer, Michael F. (* 1950), US-amerikanischer Mathematiker
- Singer, Mike (* 2000), deutscher PopsängerMike Singer (* 2000)

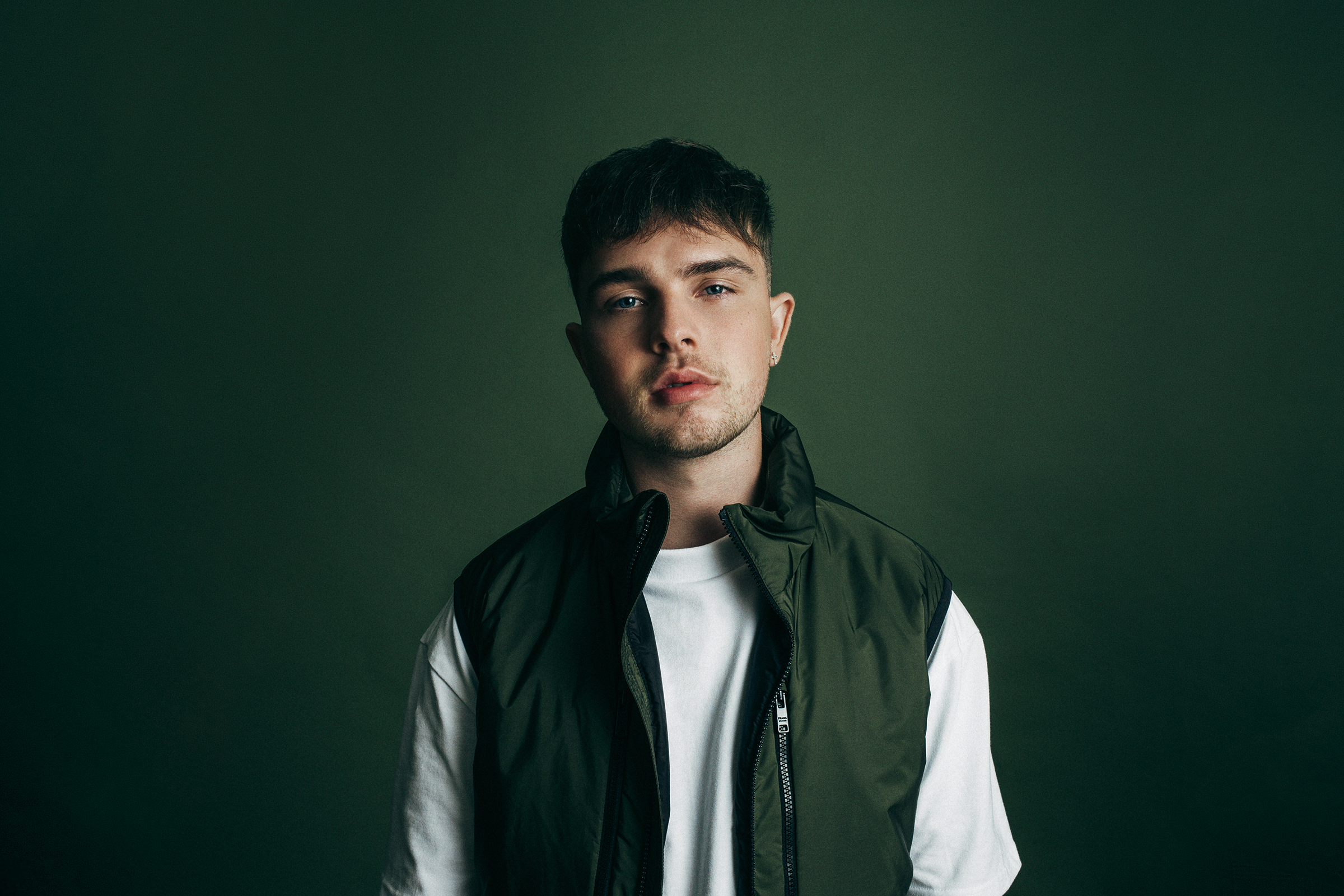
Mike Singer (* 2000)

- Singer, Milton (1912–1994), US-amerikanischer Anthropologe
- Singer, Miriam (1898–1989), israelische Schriftstellerin, Lyrikerin, Journalistin, Übersetzerin und Kibbuz-Kindergärtnerin deutscher Sprache
- Singer, Norbert (* 1939), deutscher Ingenieur
- Singer, Oskar (1893–1944), österreichischer Jurist, Schriftsteller, Journalist, Hauptredakteur und Opfer des Holocaust
- Singer, Otto (1833–1894), deutscher Musiker und Komponist
- Singer, Otto junior (1863–1931), deutscher Kapellmeister, Komponist und Verfasser von Klavierauszügen
- Singer, Ottomar (1865–1945), deutscher Unternehmer und nationalliberaler Politiker
- Singer, Paul (1844–1911), deutscher Fabrikant und Politiker (SPD), SPD-Mitbegründer, Vorsitzender und MdR
- Singer, Paul (1932–2018), brasilianischer Soziologe, Ökonom, brasilianischer Staatssekretär
- Singer, Paul (* 1944), amerikanischer Unternehmer
- Singer, Paulina (* 1991), US-amerikanische Schauspielerin
- Singer, Pavel (* 1962), österreichischer Komponist, Pianist und Arrangeur
- Singer, Peter (* 1946), australischer Philosoph und EthikerPeter Singer (* 1946)

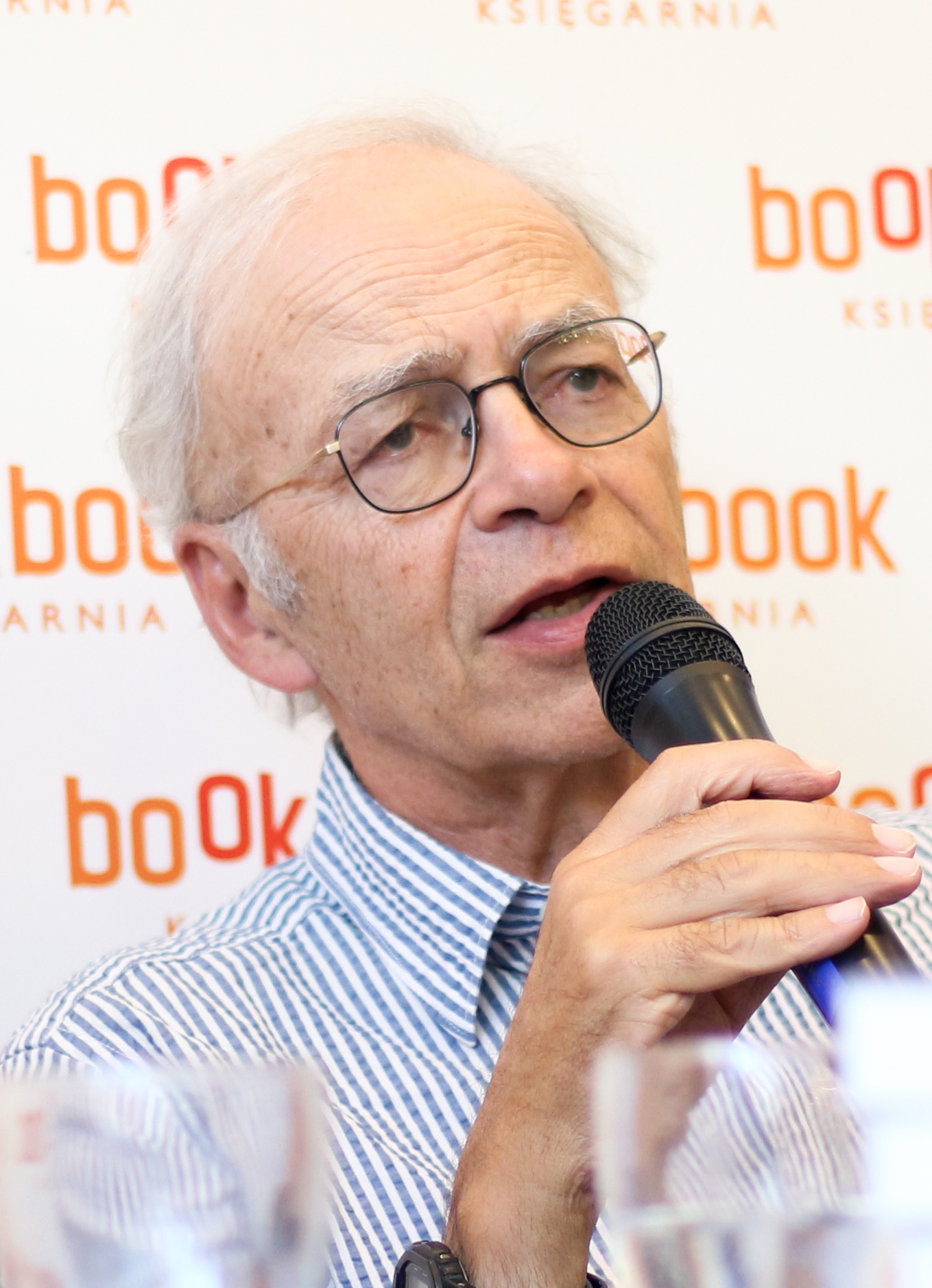
Peter Singer (* 1946)

- Singer, Peter W. (* 1974), US-amerikanischer Politikwissenschaftler
- Singer, Raik (* 1963), deutscher Schauspieler
- Singer, Ramona (* 1956), US-amerikanische Fernsehdarstellerin und Designerin
- Singer, Randi Mayem, US-amerikanische Drehbuchautorin, Filmproduzentin und Showrunnerin
- Singer, Randy (* 1956), US-amerikanischer Jurist und Schriftsteller
- Singer, Raymond (* 1948), US-amerikanischer Schauspieler und Drehbuchautor
- Singer, Reinhard (* 1951), deutscher Rechtswissenschaftler und Hochschullehrer
- Singer, Robert F. (1950–2019), deutscher Werkstoffwissenschaftler
- Singer, Robert H. (* 1945), US-amerikanischer Zell- und Molekularbiologe
- Singer, Roland (* 1940), deutscher Sportpsychologe, Sportwissenschaftler und Hochschullehrer
- Singer, Rolf (1906–1994), deutscher Mykologe
- Singer, Ronald (1924–2006), südafrikanischer Anatom und Paläoanthropologe
- Singer, Rudolf (1907–1979), österreichischer Politiker (SPÖ), Abgeordneter zum Nationalrat, Mitglied des Bundesrates, Bürgermeister
- Singer, Rudolf (1915–1980), deutscher Politiker (KPD, SED), MdV und Vorsitzender des Staatlichen Komitees für Rundfunk
- Singer, Samuel (1860–1948), Schweizer Germanist
- Singer, Schlome, jiddischer Dichter
- Singer, Sébastien (* 1974), Schweizer Cellist
- Singer, Sergiu (1928–2018), deutscher Architekt, Bühnenbildner, Schriftsteller und Gastrosoph
- Singer, Seymour Jonathan (1924–2017), US-amerikanischer Zell- und Molekularbiologe
- Singer, Siegfried (* 1947), österreichischer Geiger, Pianist, Organist, Chorleiter, Arrangeur und Komponist
- Singer, Susann (* 1970), deutsche Judoka
- Singer, Susi (1891–1955), österreichisch-US-amerikanische Keramikerin
- Singer, Sydney Ross, US-amerikanischer Biologe, Mediziner, Anthropologe und Autor
- Singer, Tania (* 1969), deutsche Hirnforscherin und Professorin
- Singer, Thomas (* 1960), deutscher Tiermediziner
- Singer, Thomas (* 1989), Schweizer Skirennfahrer
- Singer, Tilman (* 1988), deutscher Regisseur und DrehbuchautorTilman Singer (* 1988)
- Singer, Tovia (* 1960), Rabbiner

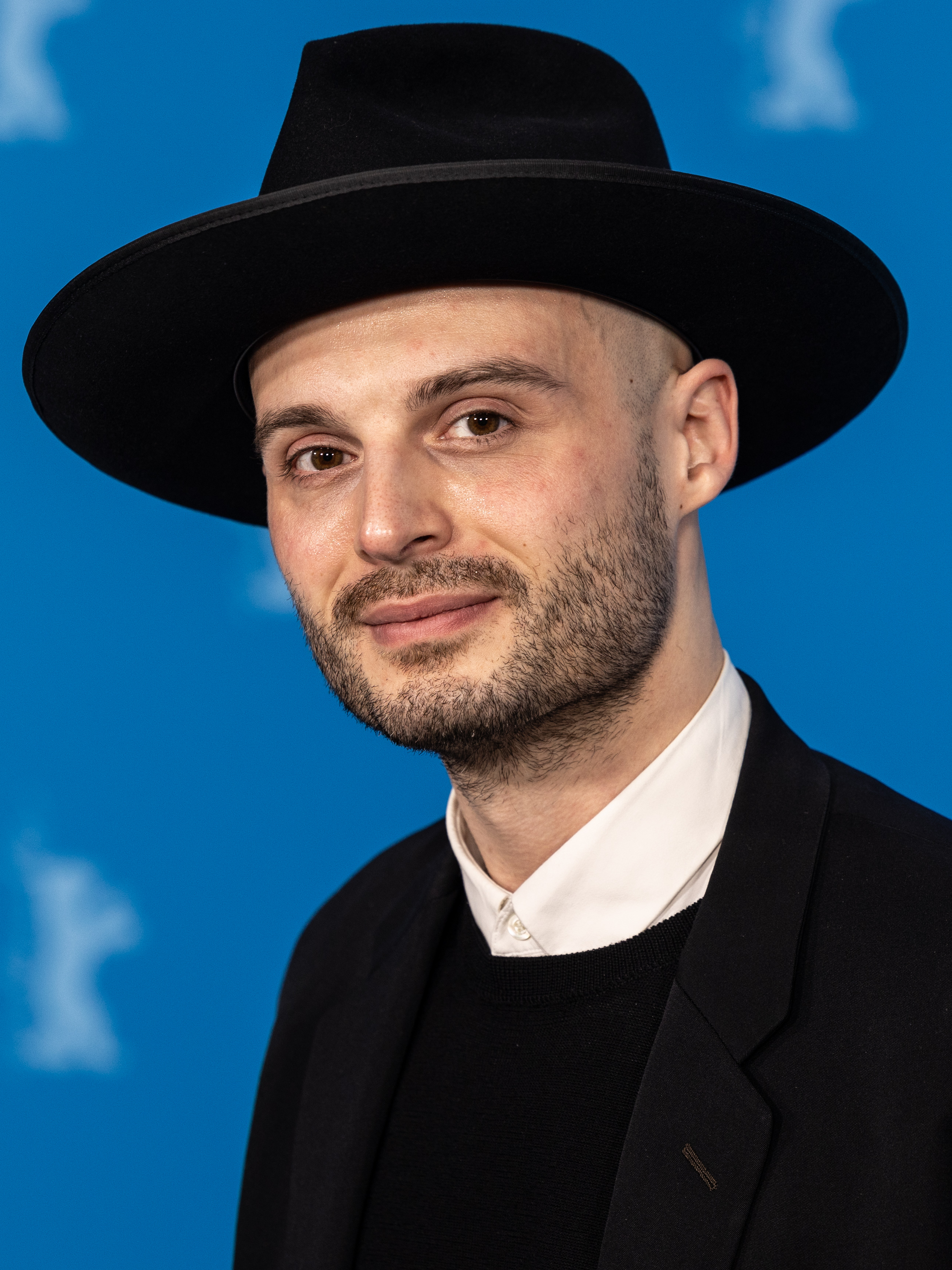
Tilman Singer (* 1988)

- Singer, Ulrich (* 1976), deutscher Politiker (AfD), MdL
- Singer, Vera (1927–2017), deutsche Malerin und Grafikerin
- Singer, Wiktor Alexandrowitsch (1941–2013), sowjetisch-russischer Eishockeyspieler und -trainer
- Singer, William Henry (1868–1943), US-amerikanischer Kunstsammler und Maler
- Singer, Willy (* 1949), deutscher Radrennfahrer
- Singer, Winnaretta (1865–1943), US-amerikanische Musikmäzenin
- Singer, Wolf (* 1943), deutscher HirnforscherWolf Singer (* 1943)

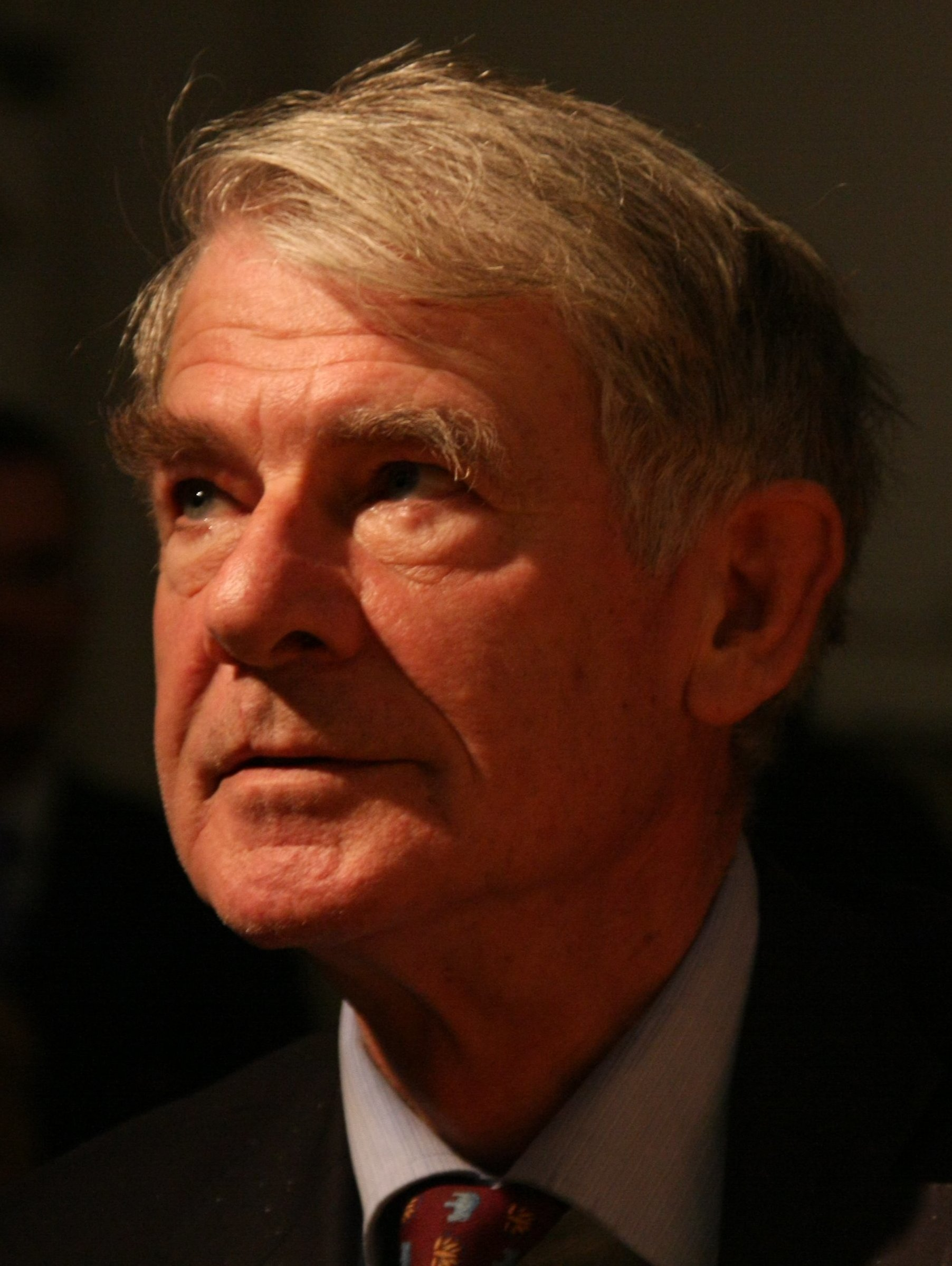
Wolf Singer (* 1943)

- Singer-Brewster, Stephen (* 1945), US-amerikanischer Astronom
- Singer-Burian, Minna (1874–1946), österreichische Sängerin und Hochschullehrerin
- Singerl, Erni (1921–2005), deutsche Schauspielerin
- Singerman, Paulina (1911–1984), argentinische Filmschauspielerin und Geschäftsfrau
- Singermann, Felix (1888–1942), deutscher Rabbiner
- Singéry, Yannick (1929–1995), französischer Jazzmusiker
- Singewald, Gerhard, deutscher Fußballspieler

#### Singh
- Singh Batth, Kripal (* 1992), indischer Diskuswerfer
- Singh Bawa, Tarlochan (1923–2008), indischer Hockeyspieler
- Singh Bhindranwale, Jarnail (1947–1984), indischer Jathedar bzw. Führer der Damdami Taksal
- Singh Billing, Amar (* 1944), indischer Radrennfahrer
- Singh Brar, Tejparkash (1937–2012), kenianischer Hockeyspieler
- Singh Chadha, Ishpreet (* 1996), indischer Snookerspieler
- Singh Ferns, Curran (* 1993), malaysisch-australischer Fußballspieler
- Singh Gentle, Randhir (1922–1981), indischer Hockeyspieler
- Singh Gill, Dalbir (* 1936), indischer Radrennfahrer
- Singh Gill, Darshan (* 1948), malaysischer Rechtsanwalt und Radsportfunktionär
- Singh Gill, Mohinder (* 1947), indischer Weit- und Dreispringer
- Singh Hari, Chetan (* 1936), indischer Radrennfahrer
- Singh Jinda, Harjinder (1961–1992), indischer Mörder, Mitglied der militanten Sikh-Gruppe Khalistan Commando Force, Mörder von General Arun Vaidya
- Singh Kang, Davinder (* 1988), indischer Speerwerfer
- Singh Mangat, Amar (1935–2022), kenianischer Hockeyspieler
- Singh Mathur, Surat (1930–2021), indischer Marathonläufer
- Singh Nijjar, Hardeep (1977–2023), indisch-kanadischer Separatist der Khalistan-Bewegung
- Singh Patel, Priyanka (* 1989), indische Leichtathletin
- Singh Randhawa, Gurbachan (* 1939), indischer Hürdenläufer, Hochspringer und Zehnkämpfer
- Singh Rawat, Nitendra (* 1986), indischer Langstreckenläufer
- Singh Roy, Bijoy Prasad (1894–1961), indischer Unternehmer und Politiker
- Singh Saini, Nayab (* 1970), indischer Politiker
- Singh Saini, Parminder (1957–2021), kenianischer Hockeyspieler
- Singh Sidhu, Nashatar (* 1939), malaysischer Speerwerfer
- Singh Sodhi, Balbir (1949–2001), indisch-amerikanischer Unternehmer
- Singh Sokhi, Amar (* 1935), indischer Radrennfahrer
- Singh Sukha, Sukhdev († 1992), indischer Mörder, Mitglied der militanten Sikh-Gruppe Khalistan Commando Force, Mörder von General Arun Vaidya
- Singh Yadav, Kritika (* 1997), indische Schauspielerin
- Singh, Abhay (* 1998), indischer Squashspieler
- Singh, Ajit (* 1938), malaysischer Diplomat und ASEAN-Generalsekretär
- Singh, Ajitpal (* 1947), indischer Hockeyspieler
- Singh, Alvin (* 1988), fidschianischer Fußballspieler
- Singh, Amarinder (* 1942), indischer Politiker
- Singh, Amarjeet (* 1981), indischer Dreispringer
- Singh, Amarjit, malaysischer Diplomat
- Singh, Amrita (* 1958), indische Filmschauspielerin
- Singh, Anahat (* 2008), indische Squashspielerin
- Singh, Anant (* 1956), südafrikanischer Filmproduzent und Apartheidgegner
- Singh, Andrea (* 1966), deutsche ehemalige Reality-TV-Teilnehmerin
- Singh, Anya (* 1992), indische Schauspielerin
- Singh, Arijit (* 1987), indischer MusikerArijit Singh (* 1987)

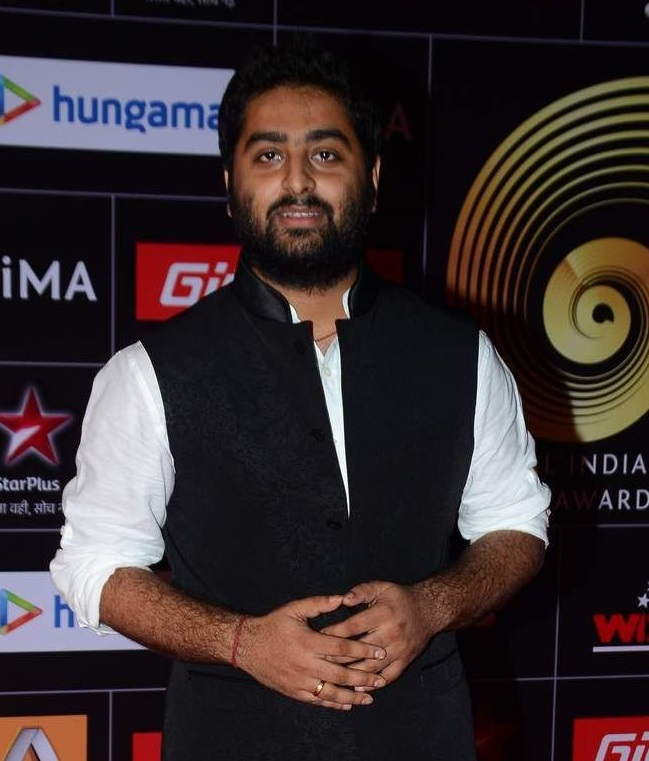
Arijit Singh (* 1987)

- Singh, Arjun (1930–2011), indischer Politiker
- Singh, Arpinder (* 1992), indischer Dreispringer
- Singh, Arshdeep (* 1999), indischer Cricketspieler
- Singh, Arun (* 1944), indischer Politiker
- Singh, Ashutosh (* 1982), indischer Tennisspieler
- Singh, Avadhesh Narayan (1901–1954), indischer Mathematikhistoriker
- Singh, Awadesh Pratap (1888–1967), indischer Politiker, Rajya Sabha-Mitglied, Chief Minister von Vindhya Pradesh
- Singh, Bakht (1903–2000), indischer christlicher Prediger und Evangelist
- Singh, Balbir (1924–2020), indischer Hockeyspieler und -trainer
- Singh, Baljit (* 1962), indischer Führer der neuen religiösen Bewegung Sant Mat
- Singh, Balkrishan (1933–2004), indischer Hockeyspieler und -trainer
- Singh, Basawon (1909–1989), indischer Unabhängigkeitsaktivist
- Singh, Beant (1959–1984), indischer Leibwächter und Attentäter
- Singh, Benedict (1927–2018), guyanischer Geistlicher, römisch-katholischer Bischof von Georgetown
- Singh, Bhagat (1907–1931), indischer FreiheitskämpferBhagat Singh (1907–1931)

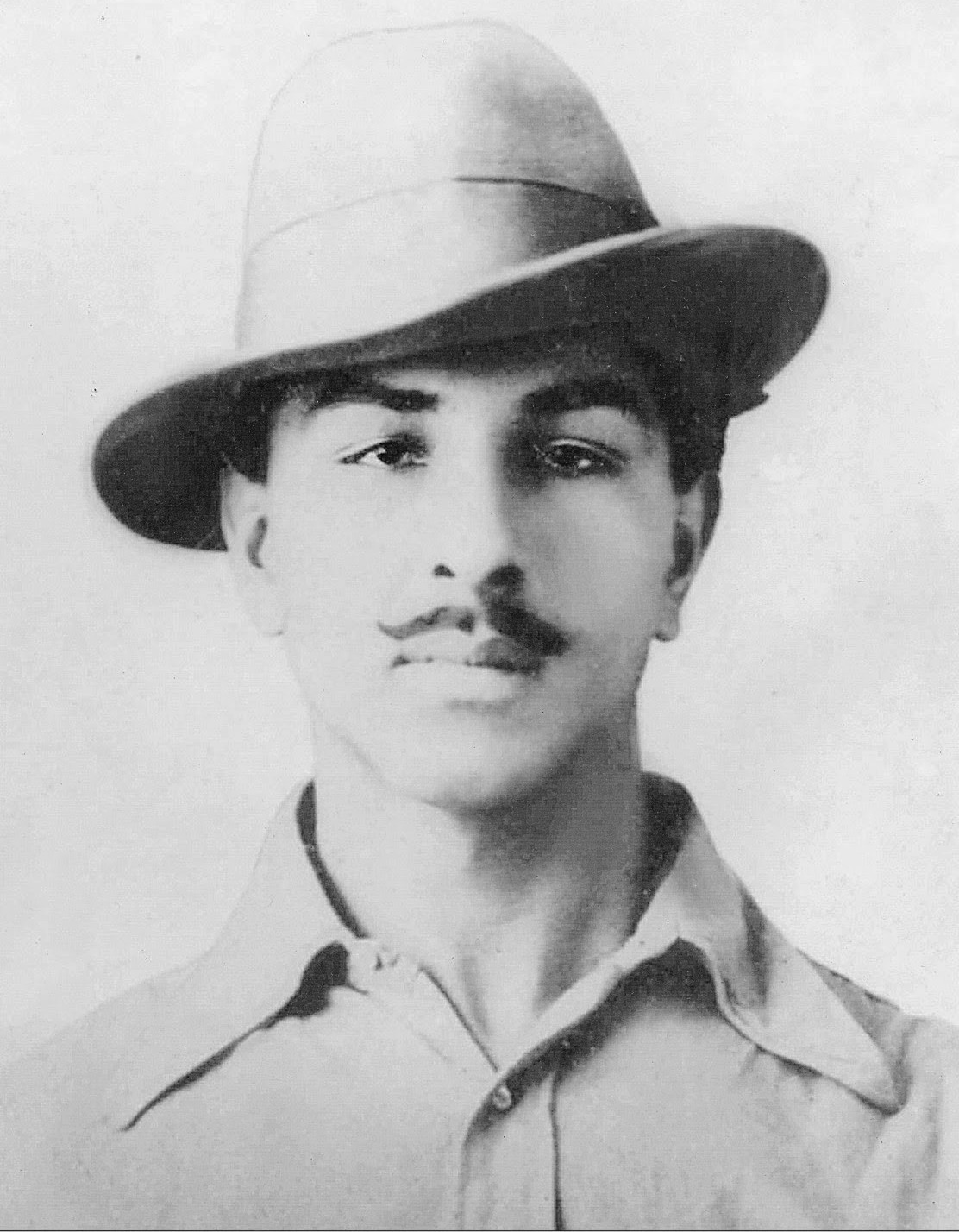
Bhagat Singh (1907–1931)

- Singh, Bharatinder (* 1988), indischer Zehnkämpfer
- Singh, Bhawani (1931–2011), indischer Maharadscha des früheren Königreichs Jaipur
- Singh, Bhim (* 1945), indischer Hochspringer
- Singh, Bhishma Narain (1933–2018), indischer Politiker, Rajya Sabha-Mitglied, Unionsminister, Vizegouverneur und Gouverneur
- Singh, Billy Arjan (1917–2010), indischer Jäger, Naturschützer und Autor
- Singh, Bir Bahadur (1935–1989), indischer Politiker, Rajya Sabha-Mitglied, Chief Minister von Uttar Pradesh und Kommunikationsminister
- Singh, Budhia (* 2002), indischer Marathonläufer und jüngster Marathonläufer der Welt
- Singh, Charanjit (1931–2022), indischer Hockeyspieler
- Singh, Charanjit (1940–2015), indischer Musiker
- Singh, Chaudhary Charan (1902–1987), indischer Politiker, Ministerpräsident Indiens
- Singh, Chet (* 1960), jamaikanischer Musiker, Dichter, Professor für Philosophie und Politik
- Singh, Dara (1928–2012), indischer Wrestler, Schauspieler, Filmregisseur und Filmproduzent
- Singh, Darbara (1916–1990), indischer Politiker
- Singh, Darshan (1921–1989), indischer Mystiker
- Singh, Darshan (1932–2021), singapurischer Chefhenker
- Singh, Dayanita (* 1961), indische Fotografin
- Singh, Devendra (1938–2010), US-amerikanischer Psychologe an der University of Texas at Austin
- Singh, Devendro (* 1992), indischer Boxer
- Singh, Devinder (* 1952), indischer Hockeyspieler
- Singh, Dhana (* 1930), indischer Radrennfahrer
- Singh, Dharam (1919–2001), indischer Hockeyspieler und -trainer
- Singh, Dharam (* 1937), indischer Hockeyspieler
- Singh, Dharambir (* 1990), indischer Sprinter
- Singh, Dinesh (1925–1995), indischer Politiker
- Singh, Dingko (1979–2021), indischer Boxer
- Singh, Duleep (1838–1893), Maharadscha des Reichs der Sikh
- Singh, Elam (* 1982), indischer Hindernisläufer
- Singh, Fateh († 2016), indischer Sportschütze und Armeeoffizier
- Singh, Fauja († 2025), britisch-indischer Langstreckenläufer und angeblich ältester Marathonläufer der WeltFauja Singh († 2025)

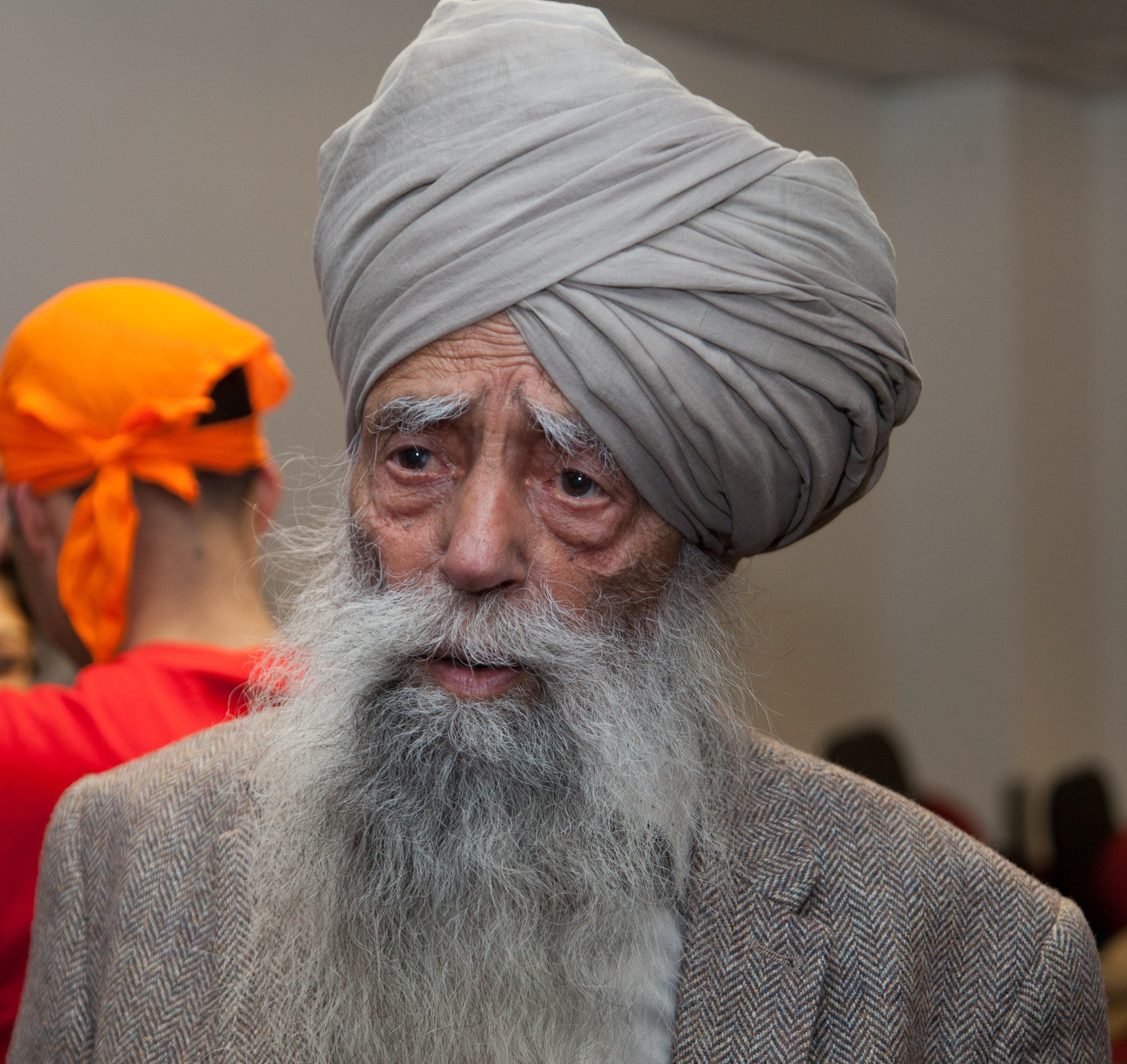
Fauja Singh († 2025)

- Singh, Ganga (1880–1943), Maharadscha von Bikaner
- Singh, Gaurika (* 2002), nepalesische Schwimmerin
- Singh, Giani Zail (1916–1994), indischer Politiker; Staatspräsident Indiens (1982–1987)
- Singh, Gouramangi Moirangthem (* 1986), indischer Fußballspieler
- Singh, Gracy (* 1980), indische Bollywood-Schauspielerin
- Singh, Grahanandan (1926–2014), indischer Hockeyspieler
- Singh, Gulveer (* 1998), indischer Langstreckenläufer
- Singh, Gunjan (* 1989), indische Hammerwerferin
- Singh, Gurjant (* 1995), indischer Hockeyspieler
- Singh, Gurmail (* 1959), indischer Hockeyspieler
- Singh, Hanumant (1939–2006), indischer Cricketspieler
- Singh, Harbinder (* 1943), indischer Hockeyspieler
- Singh, Harcharan (* 1950), indischer Hockeyspieler
- Singh, Harjeet, indischer Badmintonspieler
- Singh, Harmanpreet (* 1996), indischer Hockeyspieler
- Singh, Harmeet (* 1990), norwegischer Fußballspieler
- Singh, Harmik (* 1947), indischer Hockeyspieler
- Singh, Harpal (* 1981), indisch-englischer Fußballspieler
- Singh, Harpreet (* 1984), indischer Sprinter
- Singh, Indarjit, Baron Singh of Wimbledon (* 1932), britischer Journalist und Moderator
- Singh, Irungbam Surkumar (* 1983), indischer Fußballspieler
- Singh, Ishwari (1718–1750), Maharadscha des Fürstenstaats Jaipur (Indien) in den Jahren 1743 bis 1750
- Singh, Jag, amerikanischer Internet-Unternehmer, Business Angel und ehemaliger politischer Stratege mit Sitz in Berlin, Deutschland
- Singh, Jagdish (* 1993), malaysischer Badmintonspieler
- Singh, Jagjit (1944–2010), indischer Hockeyspieler
- Singh, Jagmeet (* 1979), kanadischer PolitikerJagmeet Singh (* 1979)

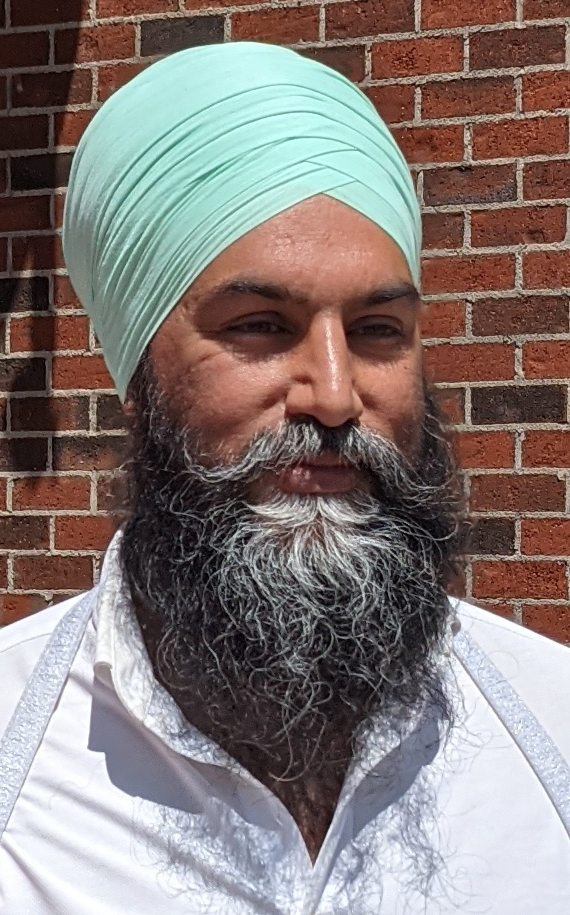
Jagmeet Singh (* 1979)

- Singh, Jasdeep (* 1990), indischer Kugelstoßer
- Singh, Jaswant (1931–2022), indischer Hockeyspieler
- Singh, Jaswant (1938–2020), indischer Politiker der Bharatiya Janata Party (BJP)
- Singh, Jaypal (* 1949), tansanischer Hockeyspieler
- Singh, Jeev Milkha (* 1971), indischer Golfspieler
- Singh, Joginder (1932–2013), kenianisch-britischer Rallyefahrer
- Singh, Joginder (1940–2002), indischer Hockeyspieler
- Singh, Joginder (* 1997), malaysische Leichtathletin
- Singh, Joseph A. († 1941), indischer Missionar
- Singh, Kalyan (1932–2021), indischer Politiker
- Singh, Kanwal Thakar (* 1954), indische Badmintonspielerin
- Singh, Karan (* 1931), indischer Schriftsteller, Politiker und Diplomat
- Singh, Karan (* 2003), indischer Tennisspieler
- Singh, Karanveer (* 1997), indischer Kugelstoßer
- Singh, Khushwant (1915–2014), indischer Schriftsteller und Journalist
- Singh, Kuldip (1934–2020), indischer Architekt und Kunstsammler
- Singh, Kunwar Digvijay (1922–1978), indischer Hockeyspieler
- Singh, Kushal Pal (* 1931), indischer Unternehmer im Immobiliengeschäft
- Singh, Labh (* 1939), indischer Weit- und Dreispringer
- Singh, Lenford (* 1985), Fußballspieler (Turks- und Caicosinseln)
- Singh, Lilly (* 1988), kanadisch-indische YouTuberin, Vloggerin, Comedian, Autorin und SchauspielerinLilly Singh (* 1988)

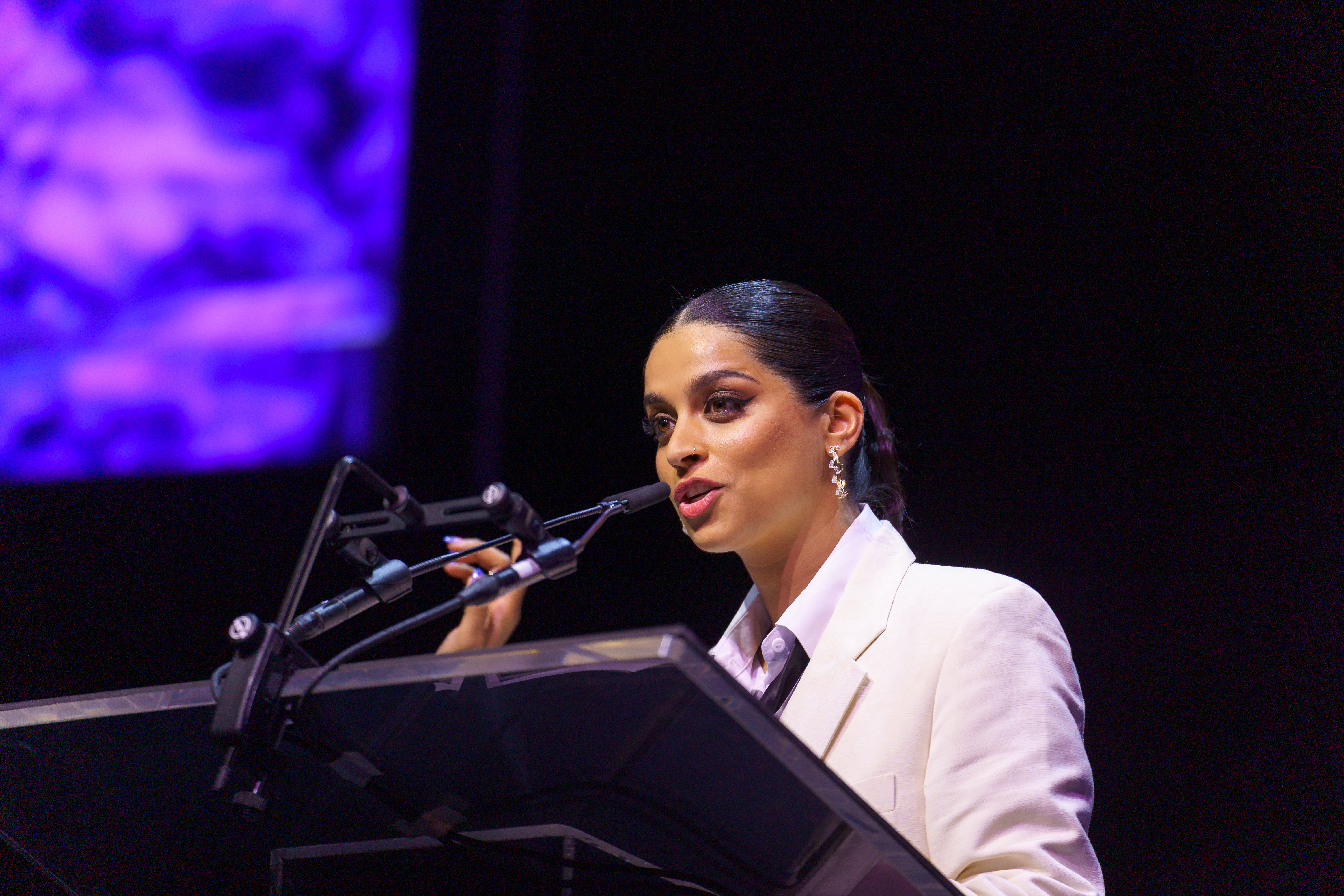
Lilly Singh (* 1988)

- Singh, Maha (* 1982), indischer Weitspringer
- Singh, Man (* 1989), indischer Langstreckenläufer
- Singh, Mandeep (* 1995), indischer Hockeyspieler
- Singh, Manjit (* 1986), indischer Fußballspieler
- Singh, Manjit (* 1989), indischer Mittelstreckenläufer
- Singh, Manmohan (1932–2024), indischer PremierministerManmohan Singh (1932–2024)

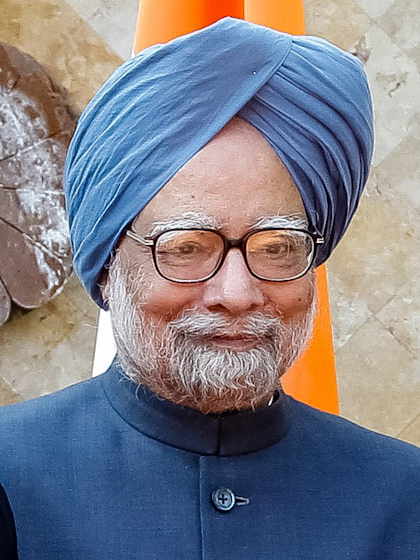
Manmohan Singh (1932–2024)

- Singh, Manpreet (* 1992), indischer Hockeyspieler
- Singh, Maria Filomena (* 1966), philippinische Richterin
- Singh, Maya, Musikerin, Komponistin und Songschreiberin für Pop- und Kindermusik
- Singh, Meghna (* 1994), indische Cricketspielerin
- Singh, Mehtab (1948–2021), indischer Boxer
- Singh, Mohan (1909–1989), indischer General und Politiker
- Singh, Mohana (* 1992), indische Kampfpilotin
- Singh, Moni (1900–1990), bangladeschischer Politiker (Kommunist)
- Singh, N. Dharam (1936–2017), indischer Politiker
- Singh, Nagendra (1914–1988), indischer Jurist, Präsident des Internationalen Gerichtshofs (1985–1988)
- Singh, Nain († 1882), indischer Entdecker im Auftrag des Great Trigonometrical Survey
- Singh, Nalini (* 1977), fidschianische Autorin
- Singh, Nicky Melvin (* 2002), singapurischer Fußballspieler
- Singh, Nikhil Pal (* 1965), US-amerikanischer Historiker
- Singh, Niranjan Sual (* 1961), indischer Geistlicher und Bischof von Sambalpur
- Singh, Okram Ibobi (* 1948), indischer Politiker
- Singh, P. Renedy (* 1979), indischer Fußballspieler
- Singh, Papon (* 1999), bangladeschischer Fußballspieler
- Singh, Pargat (* 1992), indischer Cricketspieler
- Singh, Pooja (* 2007), indische Hochspringerin
- Singh, Pradeep Kumar (1945–2013), indischer Diplomat
- Singh, Prithipal (1932–1983), indischer Hockeyspieler
- Singh, Raghubir (1942–1999), indischer Fotograf, Pionier der Farbfotografie in Indien
- Singh, Raghuvansh Prasad (1946–2020), indischer Politiker (RJD)
- Singh, Raj Kumar Dorendra (1934–2018), indischer Politiker, Rajya Sabha-Mitglied, Chief Minister von Manipur
- Singh, Rajender (* 1986), indischer Speerwerfer
- Singh, Rajinder (* 1946), indischer Mystiker
- Singh, Rajnath (* 1951), indischer Politiker der Bharatiya Janata Party (BJP)
- Singh, Rajvinder (1956–2021), indisch-deutscher Dichter, Schriftsteller und Synchronsprecher
- Singh, Ram Raja Prasad († 2012), nepalesischer Politiker
- Singh, Ram Subhag (1917–1980), indischer Politiker (INC), Lok-Sabha-Mitglied und Unionsminister
- Singh, Raman (* 1952), indischer Politiker
- Singh, Randhir (* 1946), indischer Sportschütze und Sportfunktionär
- Singh, Ranjit (1780–1839), indischer Herrscher, Herrscher von Punjab
- Singh, Ranveer (* 1985), indischer SchauspielerRanveer Singh (* 1985)

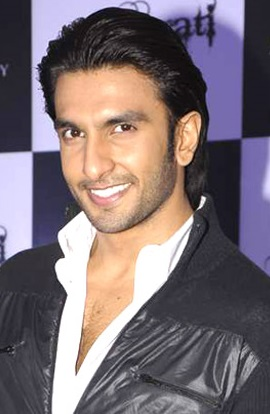
Ranveer Singh (* 1985)

- Singh, Rashi (* 1999), indische Schauspielerin
- Singh, Ravinder Pal (1960–2021), indischer Hockeyspieler
- Singh, Renuka (* 1996), indische Cricketspielerin
- Singh, Rinku (* 1997), indischer Cricketspieler
- Singh, Roop (1910–1977), indischer Hockeyspieler
- Singh, Samarjeet (* 1988), indischer Speerwerfer
- Singh, Sanam (* 1988), indischer Tennisspieler
- Singh, Sanjay (* 1994), malaysischer Squashspieler
- Singh, Sanjeev (* 1965), indischer Bogenschütze
- Singh, Sarabjot (* 2001), indischer Sportschütze
- Singh, Sardar Swaran (1907–1994), indischer Politiker
- Singh, Sarita Romit (* 1989), indische Hammerwerferin
- Singh, Sarpreet (* 1999), neuseeländischer FußballspielerSarpreet Singh (* 1999)

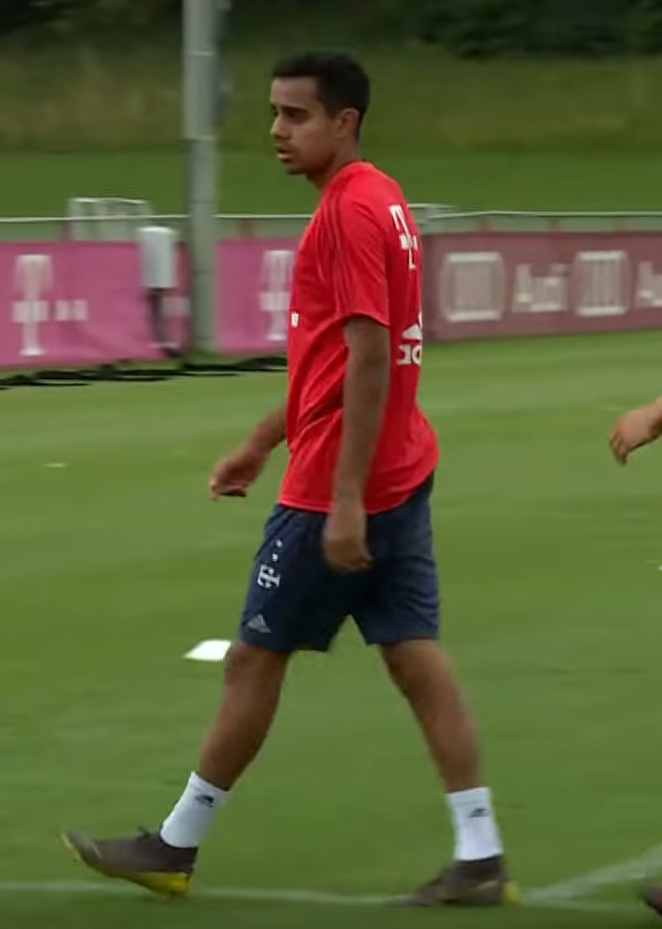
Sarpreet Singh (* 1999)

- Singh, Satinder (* 1987), indischer Hürdenläufer
- Singh, Satwant (1962–1989), indischer Bodyguard und Attentäter
- Singh, Sawan (1858–1948), indischer Mystiker
- Singh, Shailendra Kumar (1932–2009), indischer Politiker und Diplomat
- Singh, Shaili (* 2004), indische Weitspringerin
- Singh, Shiv Dayal (1818–1878), indischer Mystiker
- Singh, Shivpal (* 1995), indischer Speerwerfer
- Singh, Sikander (* 1971), deutscher Germanist und Komparatist, Außerplanmäßiger Professor
- Singh, Simi (* 1987), englischer Cricketspieler
- Singh, Simon (* 1964), britischer Wissenschaftsjournalist, Autor und Produzent
- Singh, Simone (* 1974), indische Schauspielerin
- Singh, Srimati Tara (* 1952), indische Autorin, Dichterin und Schreiberin
- Singh, Sriram (* 1950), indischer Mittelstreckenläufer und Sprinter
- Singh, Subhash (* 1990), indischer Fußballspieler
- Singh, Suchha (* 1933), indischer Radrennfahrer
- Singh, Sudha (* 1986), indische Leichtathletin
- Singh, Sujatha (* 1954), indische Diplomatin
- Singh, Sundar (* 1888), indischer christlicher Mystiker und Wanderprediger
- Singh, Surinder (* 1957), indischer Hockeyspieler
- Singh, Suruchi (* 2006), indische Sportschützin
- Singh, Sushil Kumar (* 1984), indischer Fußballspieler
- Singh, Talvin (* 1970), britischer Musiker, DJ und Tabla-Virtuose
- Singh, Tan, indischer Politiker
- Singh, Tarsem (* 1961), indischer Film- und VideoregisseurTarsem Singh (* 1961)

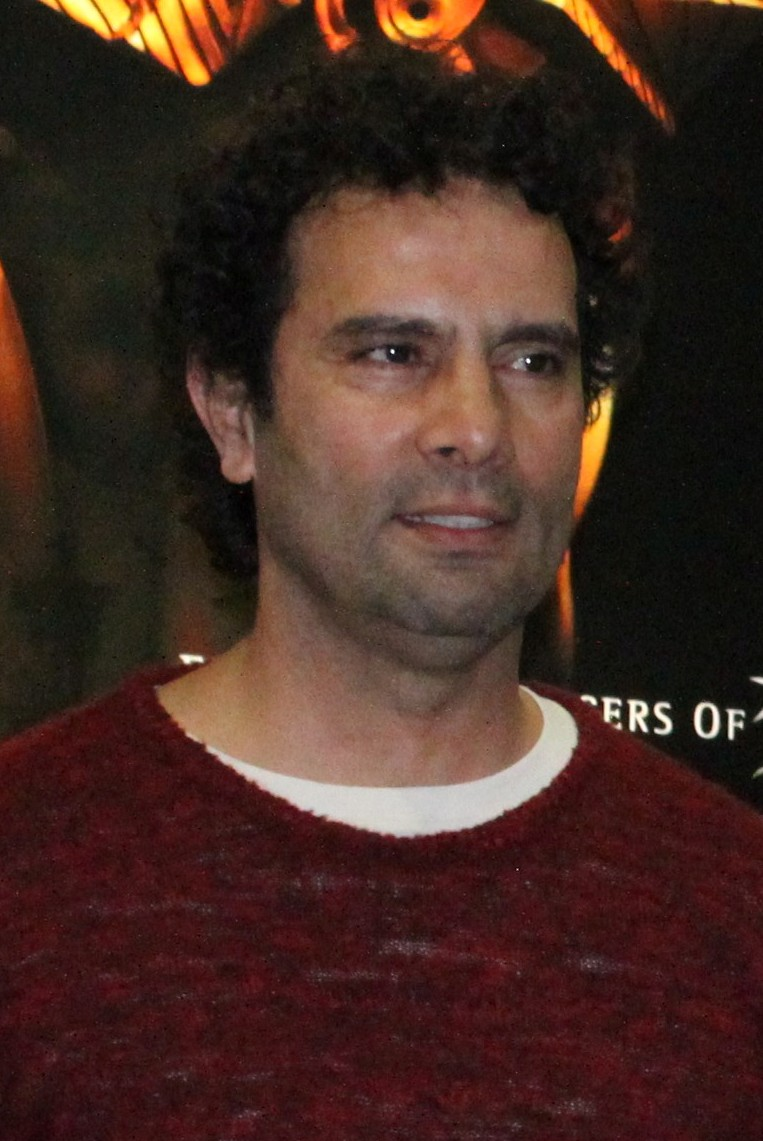
Tarsem Singh (* 1961)

- Singh, Thakar (1929–2005), indischer Sikh, Vertreter der Sant Mat-Lehre
- Singh, Tribhuvan Narain (1904–1982), indischer Politiker, Lok Sabha- und Rajya Sabha-Mitglied, Unionsminister, Chief Minister von Uttar Pradesh und Gouverneur von Westbengalen
- Singh, Udham (1899–1940), Symbolfigur der indischen Geschichte
- Singh, Udham (1928–2000), indischer Hockeyspieler
- Singh, Varinder (1947–2022), indischer Hockeyspieler
- Singh, Veer (* 1987), fidschianischer Fußballschiedsrichter
- Singh, Vijay (* 1963), fidschianischer GolferVijay Singh (* 1963)

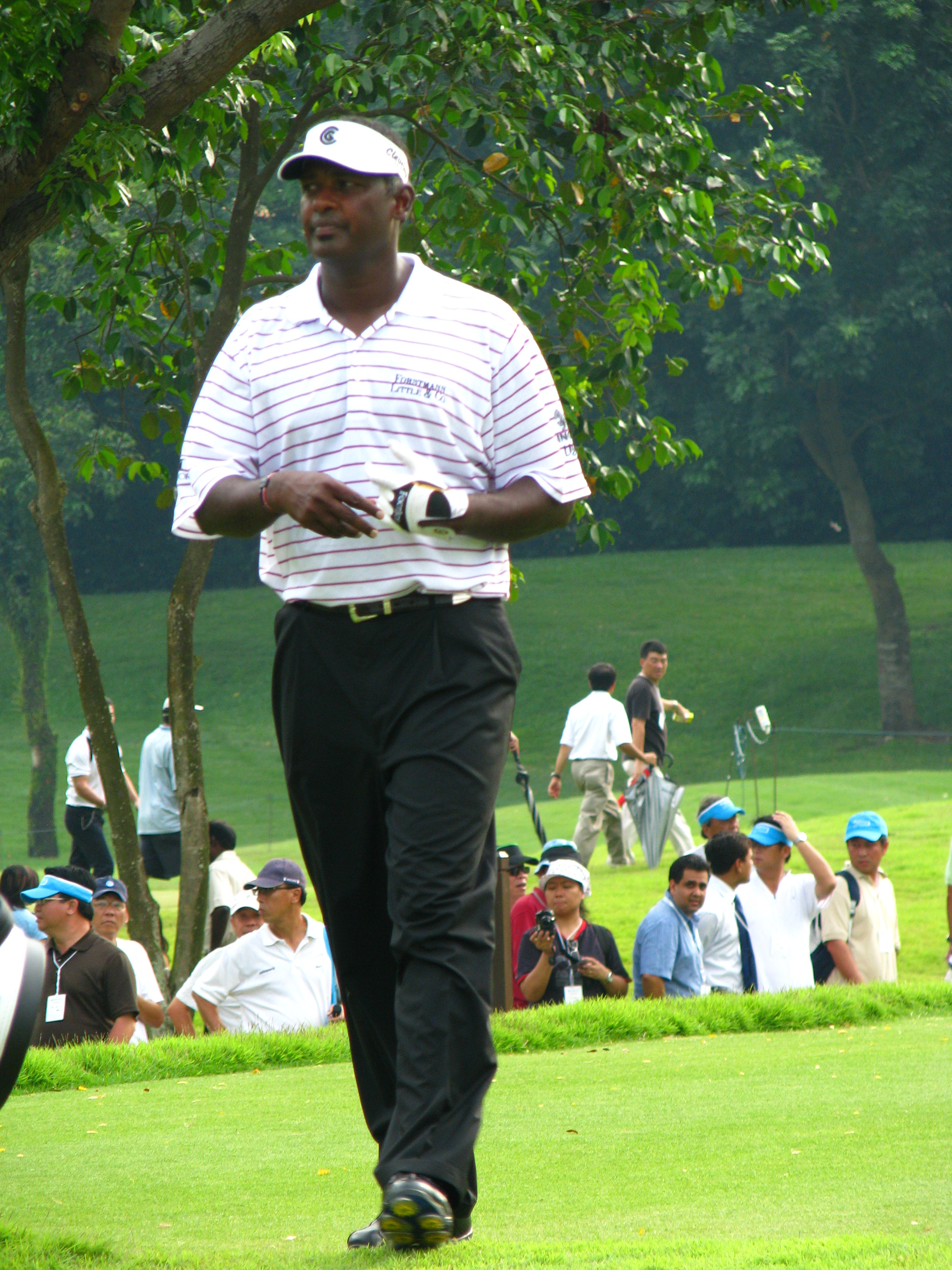
Vijay Singh (* 1963)

- Singh, Vijaydeep (* 1971), indischer Badmintonspieler
- Singh, Vikram, indischer Badmintonspieler
- Singh, Vikramjit (* 2003), niederländischer Cricketspieler
- Singh, Virbhadra (1934–2021), indischer Staatsminister für Stahl
- Singh, Vishwanath Pratap (1931–2008), indischer Premierminister, Chief Minister von Uttar Pradesh
- Singh, Zora (1929–2005), indischer Geher
- Singha Ang, Rosalind (* 1941), malaysische Badmintonspielerin
- Singha Roy, Sushmitha (* 1984), indische Siebenkämpferin
- Singha, Georges-Firmin (1925–1993), kongolesischer römisch-katholischer Geistlicher, Bischof von Pointe-Noire
- Singhal, Anil (1943–2017), indisch-deutscher Arzt
- Singhammer, Christiane (* 1981), deutsche Monoski-Rennsportlerin
- Singhammer, Johannes (* 1953), deutscher Politiker (CSU), MdBJohannes Singhammer (* 1953)

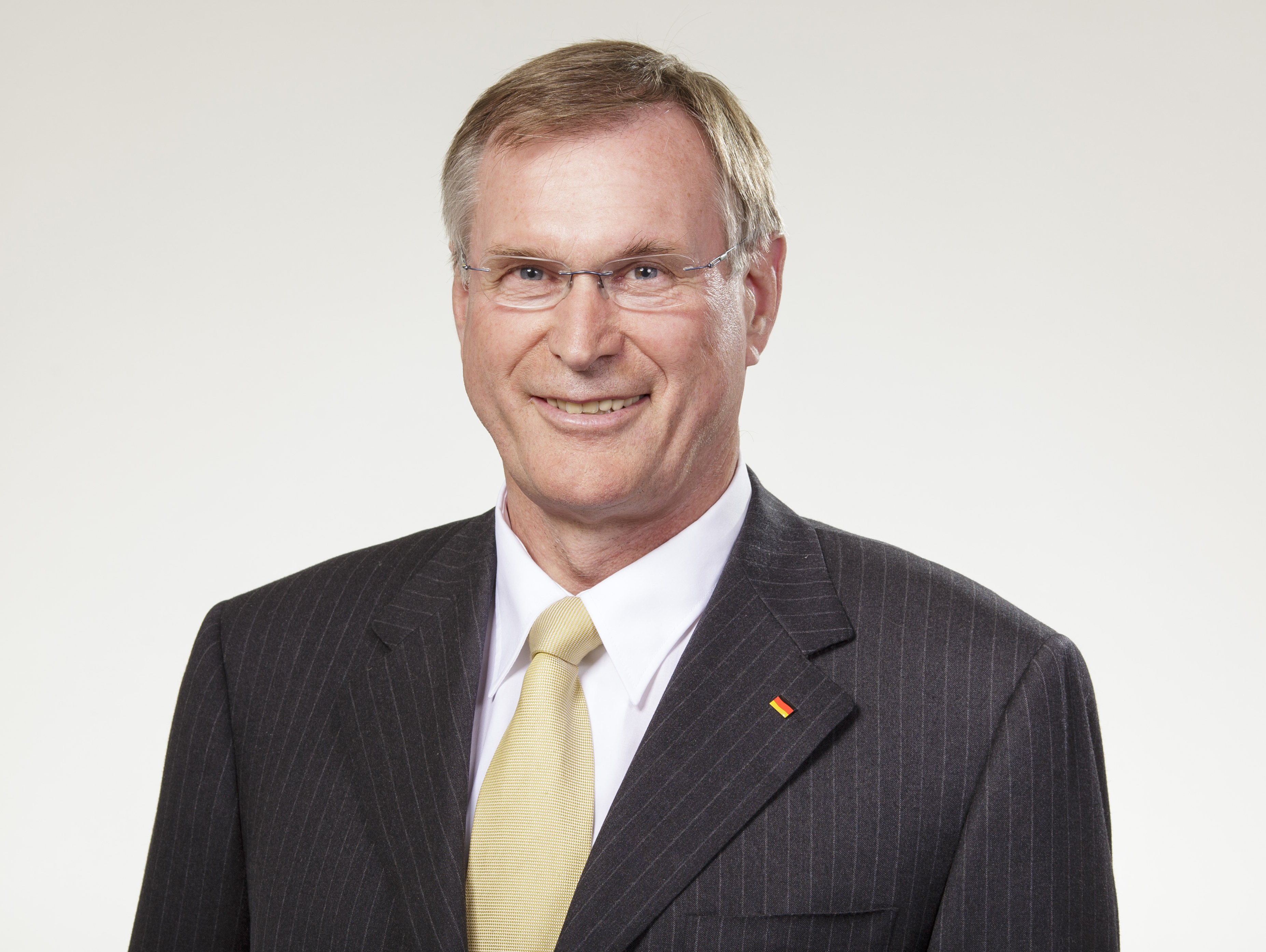
Johannes Singhammer (* 1953)

- Singhania, Gautam (* 1965), indischer Unternehmer und Motorsportfunktionär
- Singhania, Vijaypat (* 1938), indischer Unternehmer und Ballonfahrer
- Singhateh, Abdoulie Suku (* 1970), gambischer Politiker
- Singhateh, Bangally, gambischer Politiker
- Singhateh, Della, gambischer Politiker
- Singhateh, Fanta (1929–2023), gambische First Lady
- Singhateh, Farimang (1912–1977), gambischer Politiker, zweiter und letzter Generalgouverneur von Gambia
- Singhateh, Kalilou (1934–2025), gambischer Politiker
- Singhateh, Kebba F. (1954–2021), gambischer Politiker
- Singhateh, Mama Fatima, gambische Juristin und Politikerin
- Singhateh, Saffiatou, gambische Frauenrechtlerin
- Singhateh, Sally (* 1977), gambische Schriftstellerin
- Singhateh, Seni (1939–2013), gambischer Politiker
- Singhatey, Edward (* 1968), gambischer Politiker
- Singher, Martial (1904–1990), französischer Opernsänger (Bariton) und GesangspädagogeMartial Singher (1904–1990)

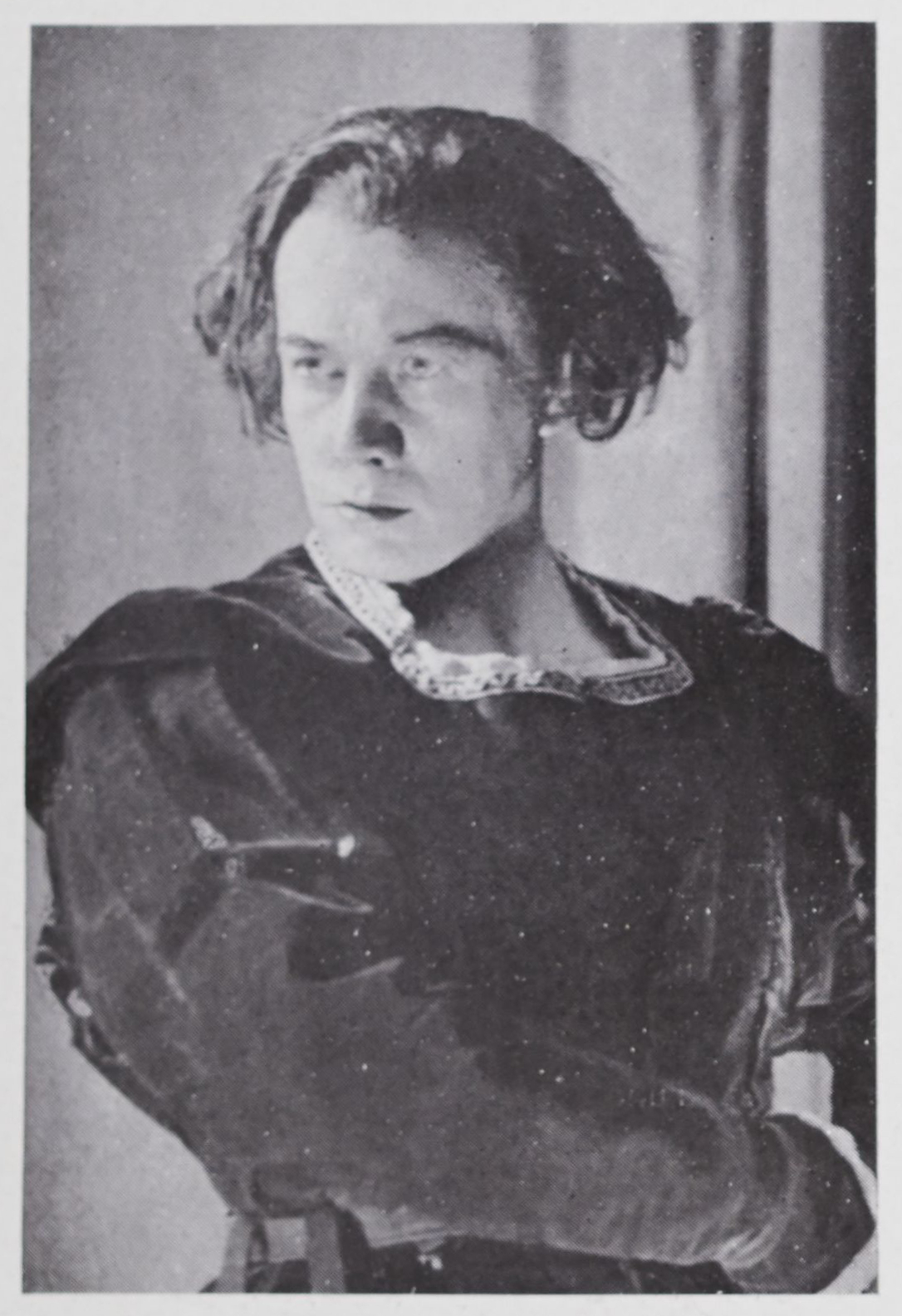
Martial Singher (1904–1990)

- Singhuber, Kurt (1932–2005), deutscher Politiker (SED), Minister für Erzbergbau, Metallurgie und Kali der DDR

#### Singi
- Singier, Gustave (1909–1984), belgischer Maler
- Singisen, Johann Jodok († 1644), Schweizer Benediktinermönch, Abt des Klosters Muri
- Singiser, Theodore Frelinghuysen (1845–1907), US-amerikanischer Politiker

#### Singk
- Singkai, Gregory (1935–1996), papua-neuguineischer römisch-katholischer Geistlicher, Bischof von Bougainville
- Singkhon, Suttisak (* 1996), thailändischer Zehnkämpfer
- Singkorn Mungkud (* 1984), thailändischer Fußballspieler

#### Singl
- Singla, Antoñita (* 1948), spanische Flamenco-Tänzerin
- Singla, Jarry, deutsch-indischer Jazzmusiker (Piano, Komposition)
- Single, Christian (1816–1869), deutscher Winzer, Weinbaufachmann und Gründungsdirektor der Weinbauschule Weinsberg
- Singler, Andreas (* 1961), deutscher Sportwissenschaftler und Journalist
- Singler, Kyle (* 1988), US-amerikanischer Basketballspieler
- Singletary, Devin (* 1997), US-amerikanischer American-Football-Spieler
- Singletary, Mike (* 1958), US-amerikanischer American-Football-Spieler
- Singleton, Andrew (* 1972), britischer Neurowissenschaftler
- Singleton, Charles S. (1909–1985), US-amerikanischer Romanist, Italianist und Mediävist
- Singleton, Charlie, US-amerikanischer R&B- und Jazzmusiker
- Singleton, Chris (* 1957), US-amerikanisch-französischer Basketballspieler, -trainer und -kommentator
- Singleton, Demi (* 2007), US-amerikanische Schauspielerin
- Singleton, Doris (1919–2012), US-amerikanische Sängerin und Schauspielerin
- Singleton, Eric (* 1968), US-amerikanischer Rapper
- Singleton, Georgina (* 1977), britische Judoka
- Singleton, Gordon (1956–2024), kanadischer Radrennfahrer
- Singleton, IronE (* 1975), US-amerikanischer Schauspieler und Komiker
- Singleton, Isaac C. Jr. (* 1967), US-amerikanischer Schauspieler und Synchronsprecher
- Singleton, James (* 1955), US-amerikanischer Jazzmusiker und Komponist
- Singleton, James W. (1811–1892), US-amerikanischer Politiker
- Singleton, John (1968–2019), US-amerikanischer Filmregisseur, Drehbuchautor und FilmproduzentJohn Singleton (1968–2019)

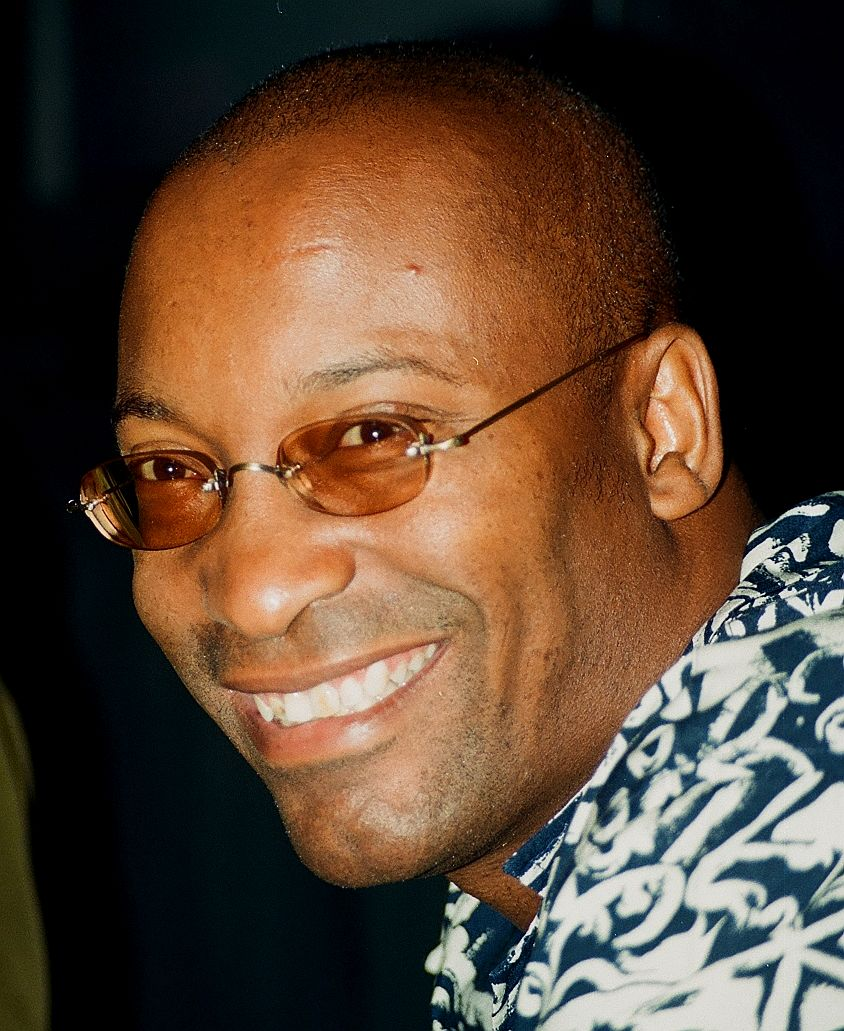
John Singleton (1968–2019)

- Singleton, Kenneth J. (* 1951), US-amerikanischer Ökonom und Professor an der Stanford University
- Singleton, Marge (1899–1982), US-amerikanische Jazzmusikerin
- Singleton, Otho R. (1814–1889), US-amerikanischer Politiker
- Singleton, Patrick (* 1974), bermudischer Skeletonfahrer
- Singleton, Penny (1908–2003), US-amerikanische Sängerin und Filmschauspielerin
- Singleton, Shelby (1931–2009), US-amerikanischer Musikproduzent
- Singleton, Thomas D. († 1833), US-amerikanischer Politiker
- Singleton, William Dean (* 1951), US-amerikanischer Verleger, Gründer und Inhaber der MediaNews Gruppe
- Singleton, Zutty (1898–1975), amerikanischer Jazz-Schlagzeuger

#### Singm
- Singmaster, David (1938–2023), US-amerikanischer Mathematiker

#### Singo
- Singo, Wilfried (* 2000), ivorischer FußballspielerWilfried Singo (* 2000)

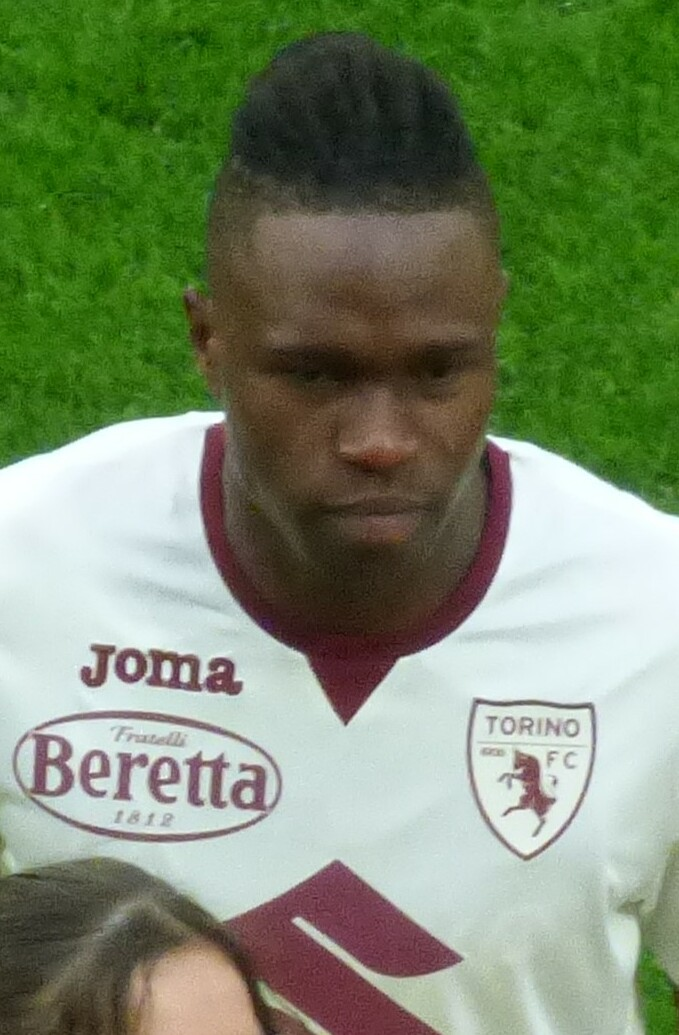
Wilfried Singo (* 2000)

- Singoei, Philip Kipyegon (* 1975), kenianischer Marathonläufer
- Singow, Anton Jewgenjewitsch (* 1986), russischer E-Sportler

#### Singp
- Singprayool-Dinmuong, Panya (* 1950), thailändischer Radrennfahrer

#### Singr
- Singriener, Johannes († 1545), deutscher Buchdrucker
- Singrossi, Giuseppe (* 1879), italienischer Bahnradsportler
- Singrün-Zorn, Edda (1924–2017), deutsche Schauspielerin, Schriftstellerin und Dichterin

#### Sings
- Singsa, Paul Tawat (* 1966), thailändischer Geistlicher, römisch-katholischer Bischof von Nakhon Sawan
- Singsaas, Tor (* 1948), norwegischer lutherischer Geistlicher und emeritierter Bischof
- Singson, Ronald (* 1968), philippinischer Politiker
- Singstad, Karin (* 1958), norwegische Handballspielerin
- Singsurat, Medgoen (* 1978), thailändischer Boxer im Fliegengewicht

#### Singt
- Singto, Lamnao (* 1988), laotischer Fußballspieler

#### Singu
- Singule, Rudolf (1883–1945), österreichischer U-Boot-Kommandant
- Singuluma, Given (* 1986), sambischer Fußballspieler

#### Singw
- Singwald, Konstantin (* 1994), deutscher Handballspieler
- Singwancha, Wandee (* 1980), thailändischer Boxer im Strohgewicht

### Sinh
- Sính, Hoàng Xuân (* 1933), vietnamesische Mathematikerin
- Sinha, Arunima (* 1988), indische Bergsteigerin
- Sinha, Chetna (* 1959), indische Sozialaktivistin
- Sinha, Christopher (* 1951), britischer Psychologe und Linguist
- Sinha, Indra (* 1950), britischer Autor
- Sinha, Lakshmiswar (1905–1977), indischer Esperantist
- Sinha, Manoj (* 1959), indischer Politiker, Hochschulpräsident
- Sinha, Paul (* 1970), britischer professioneller Quizzer und KomikerPaul Sinha (* 1970)

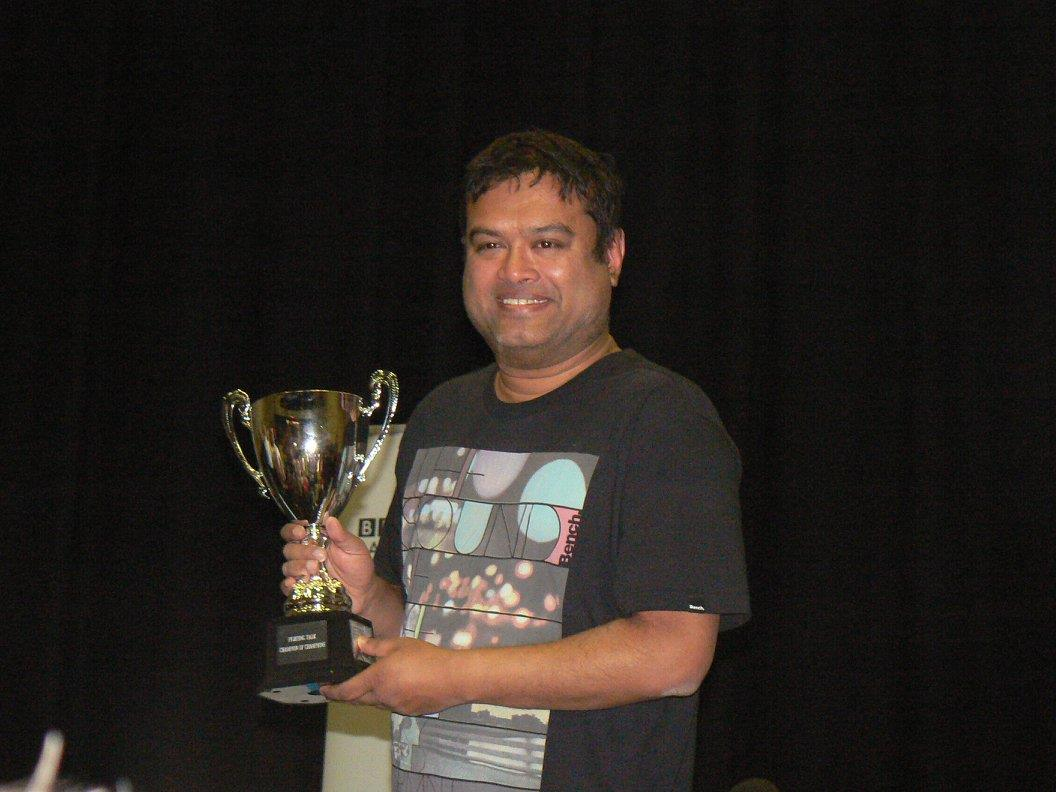
Paul Sinha (* 1970)

- Sinha, Prashanta (1940–2015), indischer Fußballspieler
- Sinha, Satya Narayan (1900–1983), indischer Politiker
- Sinha, Satyendra Narayan († 2006), indischer Politiker
- Sinha, Sharda (1952–2024), indische Volksmusiksängerin
- Sinha, Shumona (* 1973), indisch-französische Schriftstellerin
- Sinha, Siddharth (* 1978), indischer Filmregisseur
- Sinha, Sonakshi (* 1987), indische Schauspielerin
- Sinha, Tapan (1924–2009), indischer Regisseur des bengalischen und Hindi-Films
- Sinha, Yashwant (* 1937), indischer Politiker der Bharatiya Janata Party (BJP)
- Sinhasique, Eliane (* 1969), brasilianische Politikerin und Journalistin
- Sinhuber-Harenberg, Brigitte (* 1944), österreichische Verlegerin

### Sini
- Sini, Carlo (* 1933), italienischer Philosoph
- Sini, Linda (1926–1999), italienische Schauspielerin
- Siniaková, Kateřina (* 1996), tschechische TennisspielerinKateřina Siniaková (* 1996)

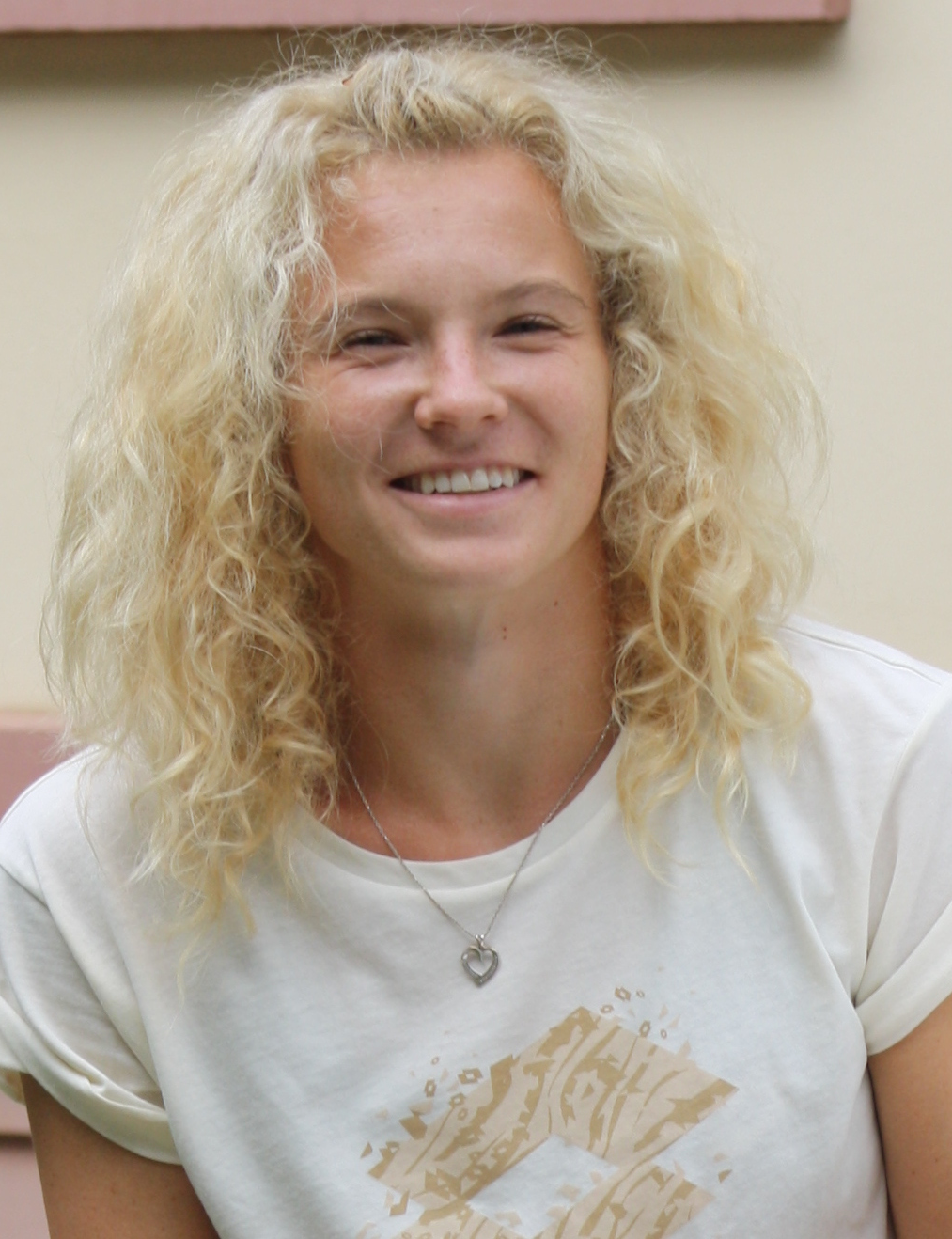
Kateřina Siniaková (* 1996)

- Siniavine, Alec (1906–1996), französischer Musiker und Komponist
- Sinibaldi, Alejandro (1825–1896), Präsident von Guatemala (1885)
- Sinibaldi, Giacomo (1766–1843), italienischer Geistlicher, Kurienbischof der römisch-katholischen Kirche
- Sinibaldi, Giacomo (1856–1928), italienischer Kurienbischof
- Sinibaldi, Jean-Paul (1857–1909), französischer Maler
- Sinibaldi, John (1913–2006), US-amerikanischer Radrennfahrer
- Sinibaldi, Paul (1921–2018), französischer Fußballtorhüter
- Sinibaldi, Pierre (1924–2012), französischer Fußballspieler und Fußballtrainer
- Sinica, Vytautas (* 1990), litauischer Politiker
- Siņicins, Andrejs (* 1991), lettischer Fußballspieler
- Sinigaglia, Leone (1868–1944), italienischer Komponist, Alpinist und Opfer des Holocaust
- Sinigardi, Benedetto (1190–1282), italienischer Franziskaner
- Šinigoj, Dušan (1933–2024), jugoslawischer Politiker und Ökonom
- Sinijärv, Karl Martin (* 1971), estnischer Dichter und Schriftsteller
- Sinijärv, Riivo (* 1947), estnischer Politiker, Mitglied des Riigikogu, Chemiker und Wirtschaftswissenschaftler
- Sinik (* 1980), französischer Hip-Hop-Musiker
- Sinik, Doğukan (* 1999), türkischer Fußballspieler
- Sinimo, Abdi (1920–1967), somalischer Musiker
- Sinin, Nikolai Nikolajewitsch (1812–1880), russischer Chemiker
- Sininta, Aminata (* 1985), malische Basketballspielerin
- Siniora, Fuad (* 1943), libanesischer Ministerpräsident
- Siniora, Randa (* 1961), palästinensische Menschenrechtsaktivistin
- Sinirlioğlu, Feridun (* 1956), türkischer Diplomat und BeamterFeridun Sinirlioğlu (* 1956)

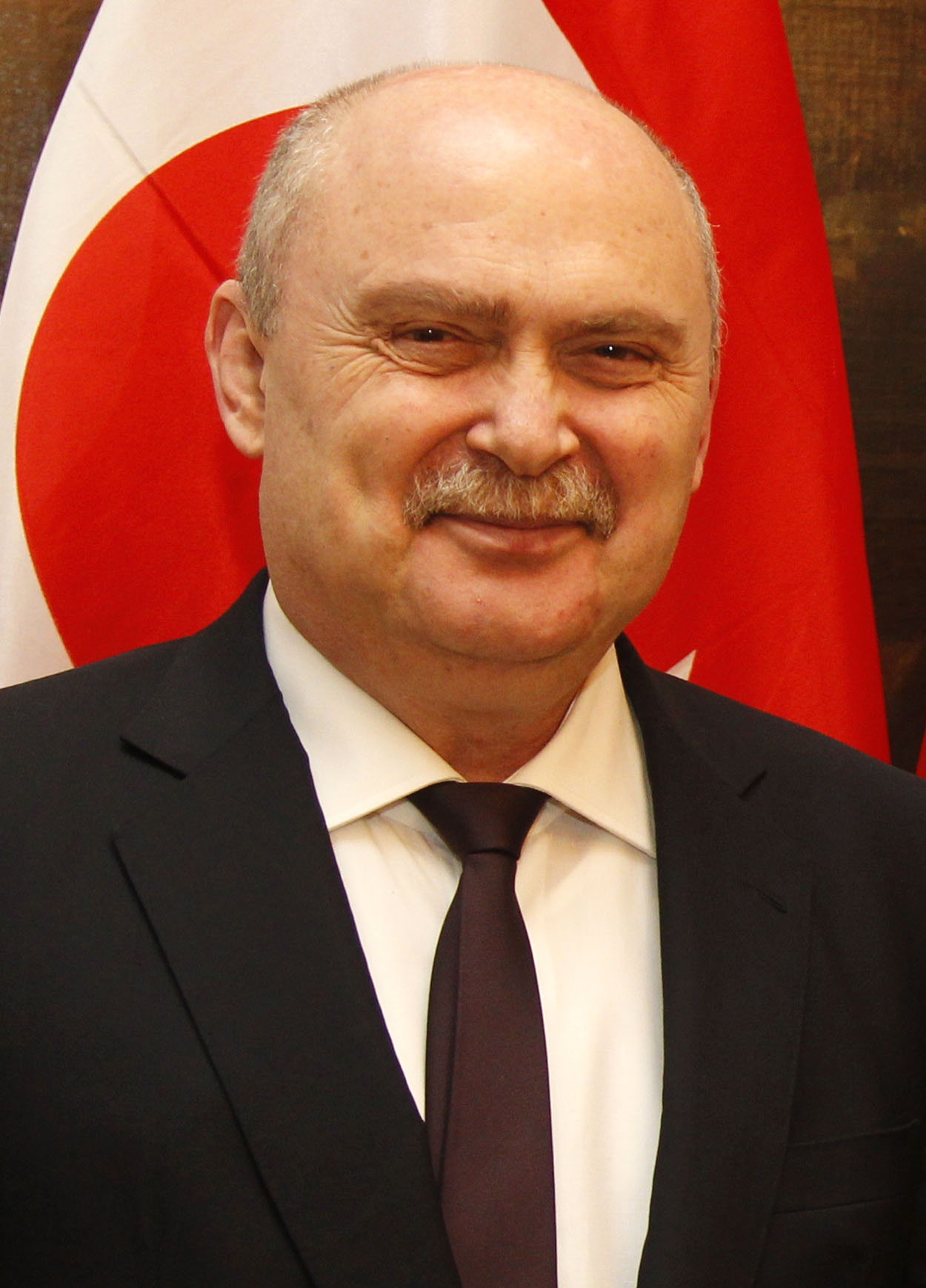
Feridun Sinirlioğlu (* 1956)

- Sinisalo, Anu (* 1966), finnische Schauspielerin
- Sinisalo, Helmer-Rainer (1920–1989), sowjetischer Flötist und Komponist
- Sinisalo, Ida (* 1997), finnische Beachvolleyballspielerin
- Sinisalo, Ilkka (1958–2017), finnischer Eishockeyspieler
- Sinisalo, Johanna (* 1958), finnische Schriftstellerin
- Sinisalo, Sara (* 2004), finnische Volleyball- und Beachvolleyballspielerin
- Sinisalo, Taisto (1926–2002), finnischer Politiker (SKP, SKPy), Mitglied des Reichstags
- Sinisalo, Tomas (* 1986), finnischer Eishockeyspieler
- Sinisalo, Viljami (* 2001), finnischer Fußballtorhüter
- Sinisalu, Arnold (* 1970), estnischer Nachrichtendienstler
- Siniscalco, Domenico (* 1954), italienischer Wirtschaftswissenschaftler
- Sinise, Gary (* 1955), US-amerikanischer SchauspielerGary Sinise (* 1955)

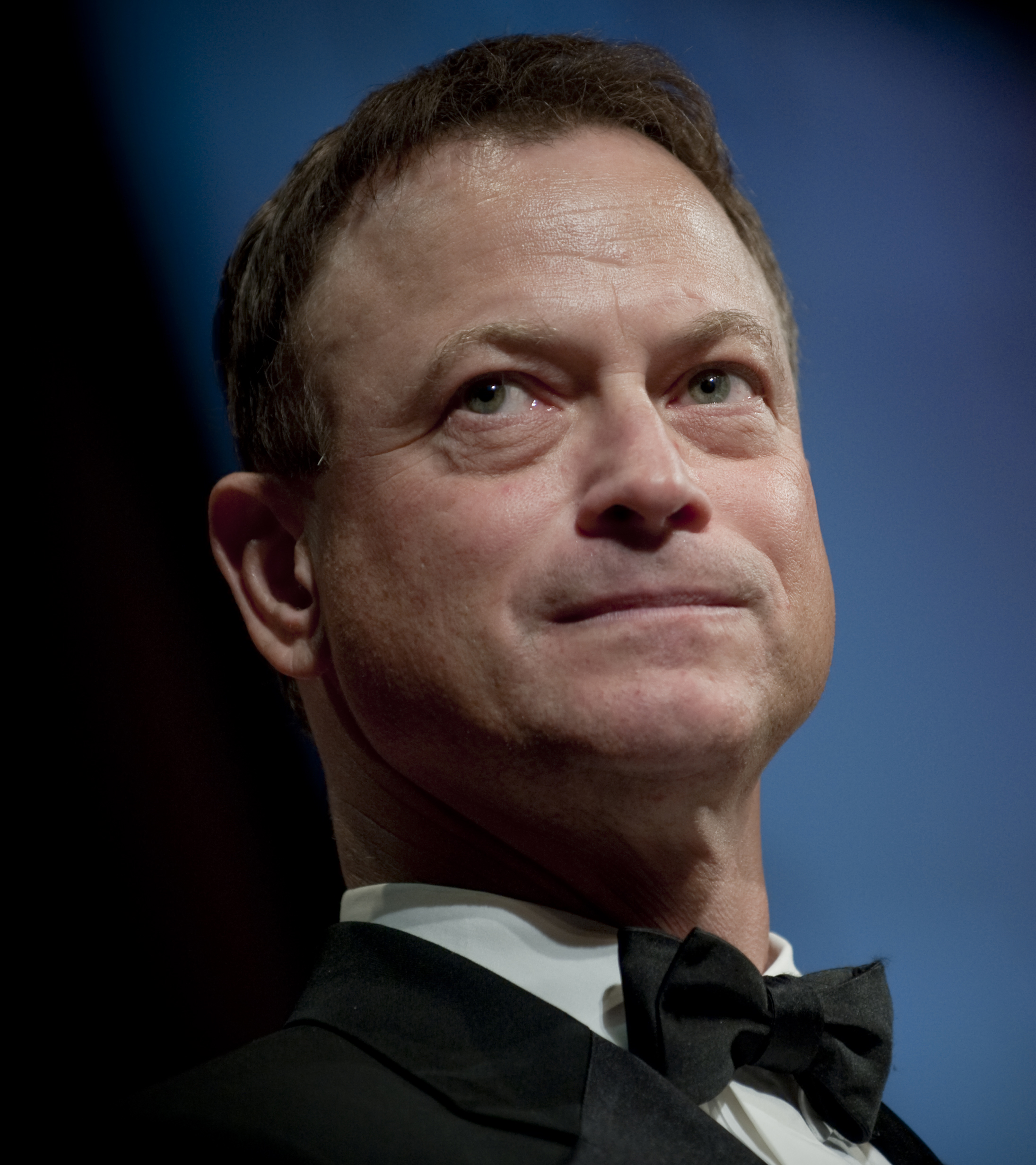
Gary Sinise (* 1955)

- Sinishtaj, Nokë (* 1944), montenegrinischer Dichter und Übersetzer
- Sinishtaj, Tony, US-amerikanischer Pokerspieler
- Sinişin, Nataliya (* 1985), ukrainische Ringerin
- Sinisterra, Jesús (* 1975), kolumbianischer Fußballspieler
- Sinisterra, Leidy (* 1987), kolumbianische Mittelstreckenläuferin
- Sinisterra, Luis (* 1999), kolumbianischer Fußballspieler
- Sinistra, Frédéric (1981–2021), belgischer Kampfsportler
- Sinitschenkowa, Nina Dmitrijewna (* 1946), russische Paläoentomologin
- Sinitschew, Jewgeni Nikolajewitsch (1966–2021), russischer PolitikerJewgeni Nikolajewitsch Sinitschew (1966–2021)

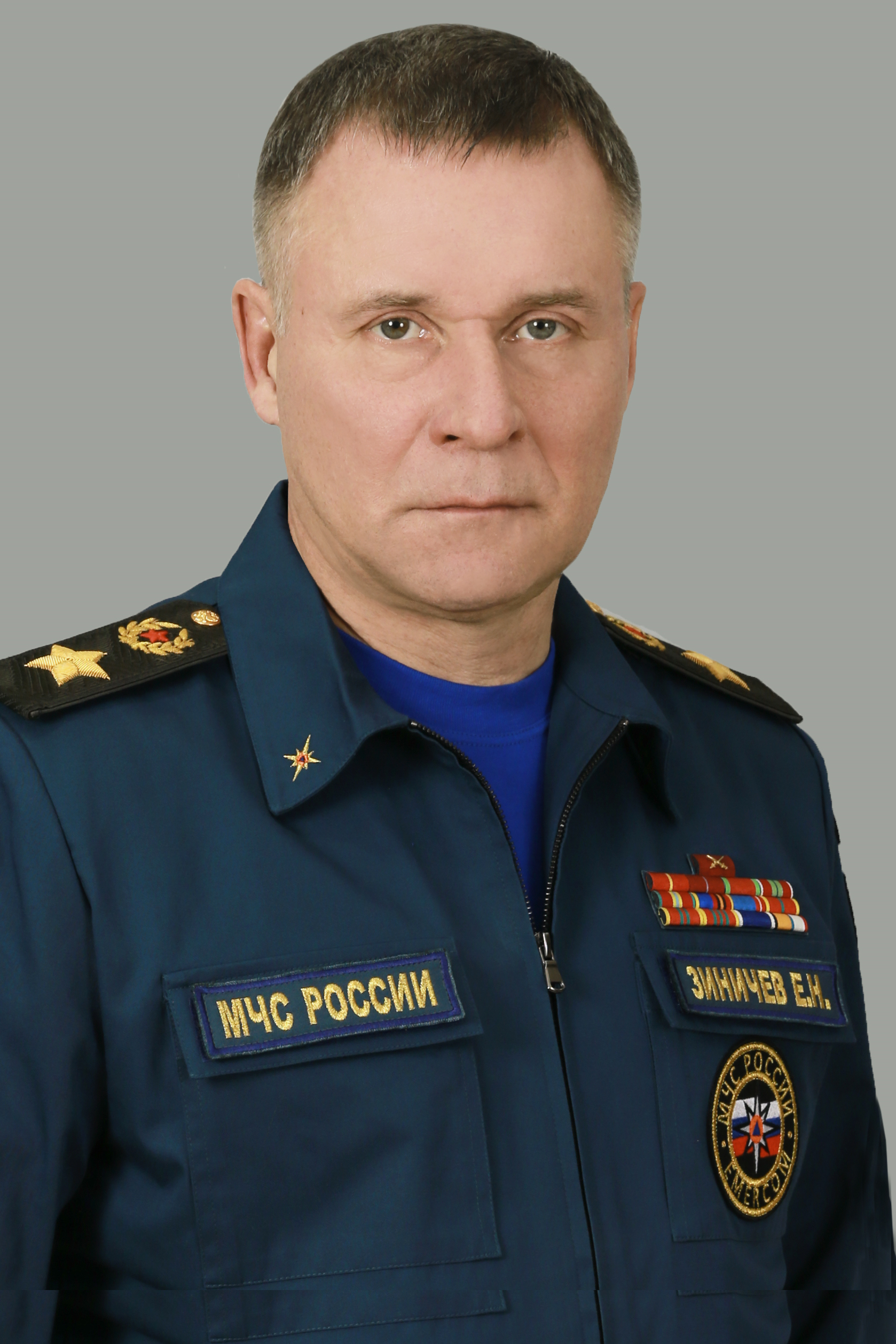
Jewgeni Nikolajewitsch Sinitschew (1966–2021)

- Sinitsina, Svetlana (* 1965), usbekische Tennisspielerin
- Sinitta (* 1963), US-amerikanische Popkünstlerin
- Sinizin, Sergei Pawlowitsch (* 1952), sowjetischer Radrennfahrer
- Sinizina, Wiktorija Alexandrowna (* 1995), russische Eistänzerin
- Sinizyn, Andrei Alexejewitsch (* 1988), russischer Fußballspieler
- Sinizyn, Dmitri Wladimirowitsch (* 1973), russischer Nordischer Kombinierer
- Sinizyn, Sergei Jewgenjewitsch (* 1983), russischer Sportkletterer
- Sinizyna, Marija (* 2003), kasachische Tennisspielerin

### Sinj
- Sinjak, Andrej (* 1972), belarussischer Handballtrainer und Handballspieler
- Sinjawskaja, Tamara Iljinitschna (* 1943), sowjetische bzw. russische Mezzosopranistin und Musikpädagogin
- Sinjawski, Alexander (* 1977), belarussischer Skispringer
- Sinjawski, Andrei Donatowitsch (1925–1997), russischer Schriftsteller
- Sinjen, Frauke (1940–2003), deutsche Schauspielerin
- Sinjen, Sabine (1942–1995), deutsche Schauspielerin
- Sinjeong (1809–1890), Regentin für König Gojong von Joseon, und Gemahlin des Kronprinzen Hyomyeong
- Sinjong (1144–1204), 20. König des Goryeo-Reiches und der Goryeo-Dynastie

### Sink
- Sink, Kuldar (1942–1995), estnischer Komponist, Flötist und Cembalist
- Sink, Marje (1910–1979), estnische Komponistin
- Sink, Mark (* 1958), amerikanischer Fotograf
- Sink, Peeter (1902–1957), estnischer Pfarrer, Lyriker, Maler und Photograph
- Sink, Robert F. (1905–1965), US-amerikanischer Offizier, Generalleutnant der US-Army
- Sink, Sadie (* 2002), US-amerikanische SchauspielerinSadie Sink (* 2002)

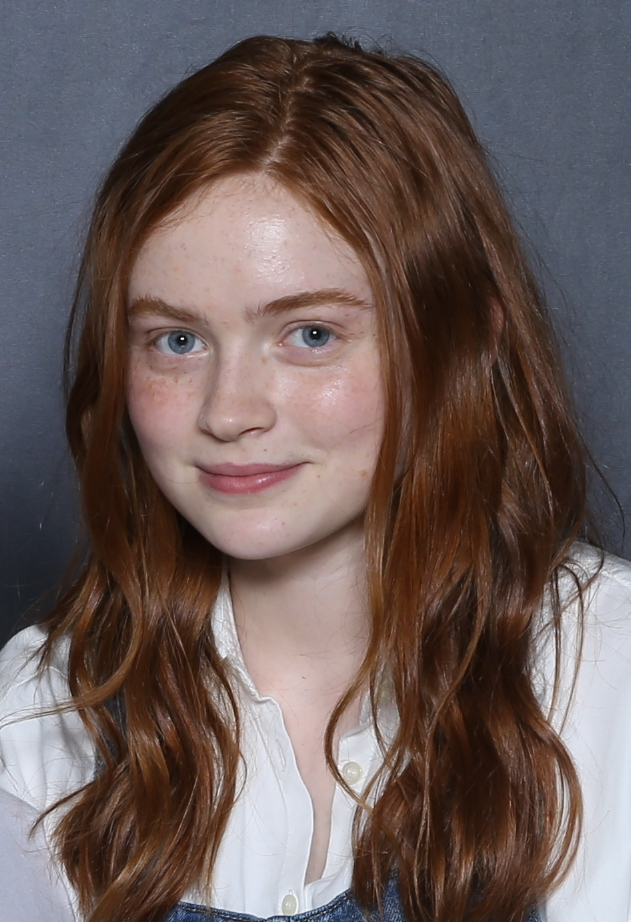
Sadie Sink (* 2002)

- Sinka, Mónika (* 1989), rumänische Fußballspielerin
- Sinka, Zsuzsánna (* 1989), rumänische Fußballspielerin
- Sinkala, Andrew (* 1979), sambischer Fußballspieler
- Sinkala, Nathan (* 1990), sambischer Fußballspieler
- Sinkari, Jari (* 1964), finnischer Diplomat
- Sinke, Digna (* 1949), niederländische Regisseurin, Produzentin und Drehbuchautorin
- Sinke, Lutz (* 1950), deutscher Handballspieler
- Sinkel, Aristarch (1912–1988), estnischer Schriftsteller
- Sinkel, Bernhard (* 1940), deutscher Regisseur, Autor und Produzent
- Sinkel, Heinrich Johann (1835–1908), niederländischer Historien- und Porträtmaler der Düsseldorfer Schule
- Sinkeldam, Ramon (* 1989), niederländischer Cyclocrossfahrer
- Sinken, Hein (1914–1987), deutscher Bildhauer
- Sinkevičius, Egidijus (* 1956), litauischer Politiker und Bürgermeister
- Sinkevičius, Mindaugas (* 1984), litauischer Politiker, Minister und Bürgermeister
- Sinkevičius, Rimantas (* 1952), litauischer Manager, Chemieingenieur und Politiker
- Sinkevičius, Virginijus (* 1990), litauischer Politiker und EU-Kommissar
- Sinkevičius, Vytautas (* 1951), litauischer Verfassungsrechtler und Verfassungsrichter
- Sinkewitsch, Alena (* 1971), belarussische Skilangläuferin
- Sinkewitz, Patrik (* 1980), deutscher RadrennfahrerPatrik Sinkewitz (* 1980)

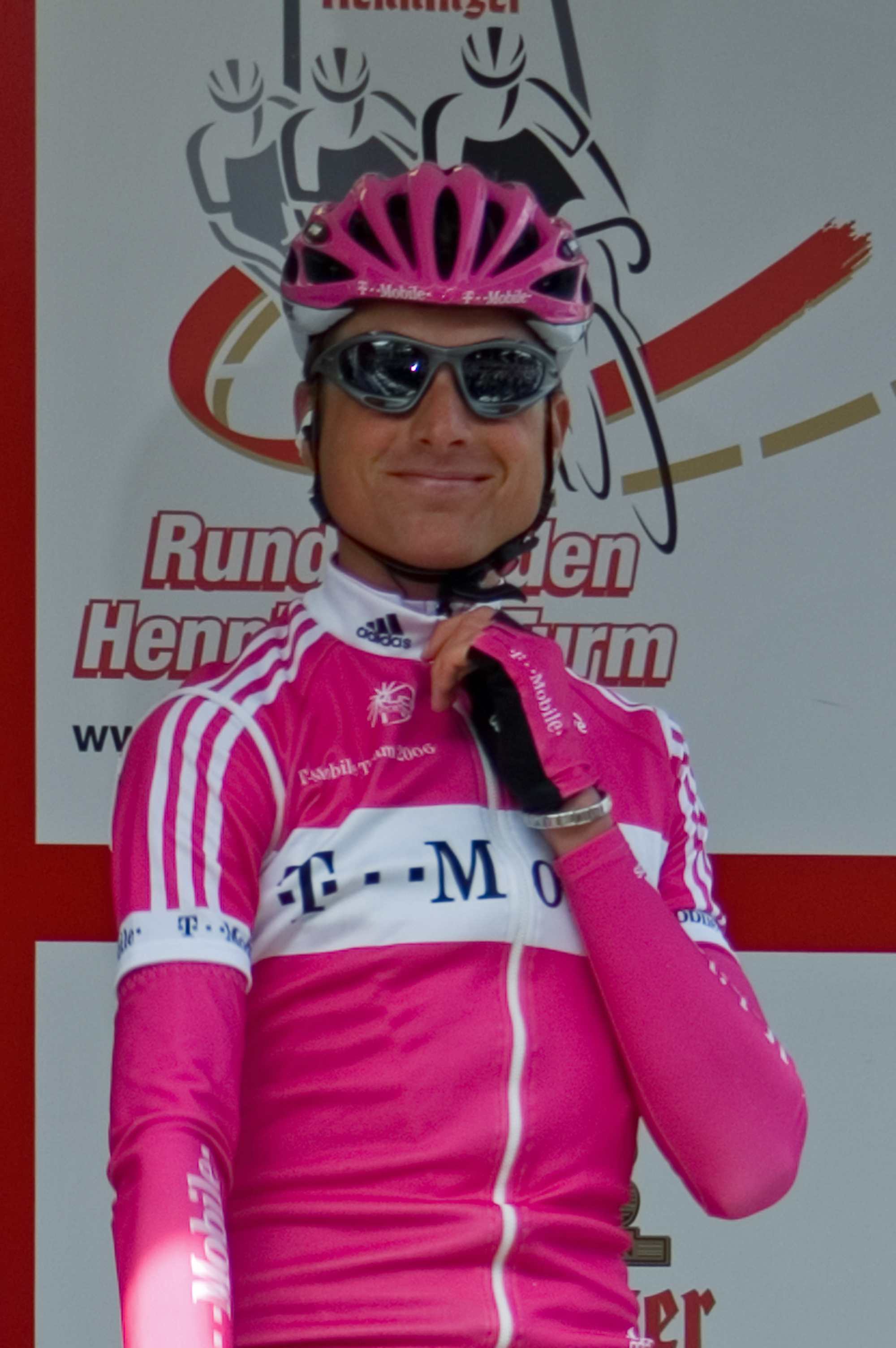
Patrik Sinkewitz (* 1980)

- Sinkewytsch, Jana (* 1995), ukrainische Politikerin und Sanitäterin
- Sinkford, William (* 1946), US-amerikanischer Pastor und Autor
- Sinkgraven, Daley (* 1995), niederländischer Fußballspieler
- Sinkiewicz, Lukas (* 1985), deutscher Fußballspieler polnischer HerkunftLukas Sinkiewicz (* 1985)

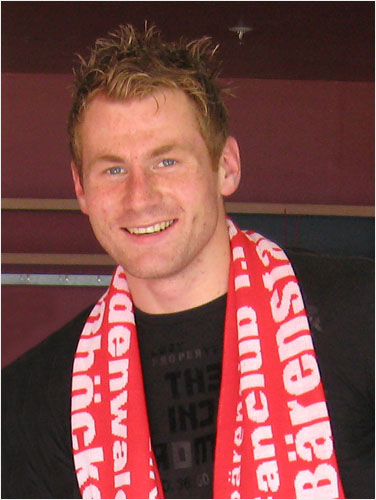
Lukas Sinkiewicz (* 1985)

- Sinkinson, Philip (* 1950), britischer Diplomat
- Šinko, Ervin (1898–1967), jugoslawischer Schriftsteller und Professor
- Sinkov, Abraham (1907–1998), US-amerikanischer Mathematiker und Kryptologe
- Šinkovec, Jure (* 1985), slowenischer Skispringer
- Sinković, Martin (* 1989), kroatischer Ruderer
- Sinković, Valent (* 1988), kroatischer Ruderer
- Sinkovicz, Wilhelm (* 1960), österreichischer Journalist, Musikkritiker und Literat
- Sinkowski, Anton Alexejewitsch (* 1996), russischer Fußballspieler
- Sinkowski, Jewgeni (* 1975), kasachischer Geistlicher, römisch-katholischer Weihbischof in Karaganda
- Sinkwitz, Karl (1886–1933), deutscher Landschaftsmaler und Grafiker
- Sinkwitz, Paul (1899–1981), deutscher Grafiker und Maler

### Sinm
- Sinmez Serbest, Sevim (* 1987), türkische Weit- und Dreispringerin

### Sinn
- Sinn, Arndt (* 1971), deutscher Strafrechtler und Hochschullehrer
- Sinn, Edmund (1902–1978), deutscher Jurist, Unternehmer und Politiker (CDU)
- Sinn, Friederike (* 1951), deutsche Klassische Archäologin
- Sinn, Günter (1930–2011), deutscher Landschaftsarchitekt und Sachbuchautor
- Sinn, Hans-Peter (* 1944), deutscher Fußballspieler
- Sinn, Hans-Werner (* 1948), deutscher ÖkonomHans-Werner Sinn (* 1948)

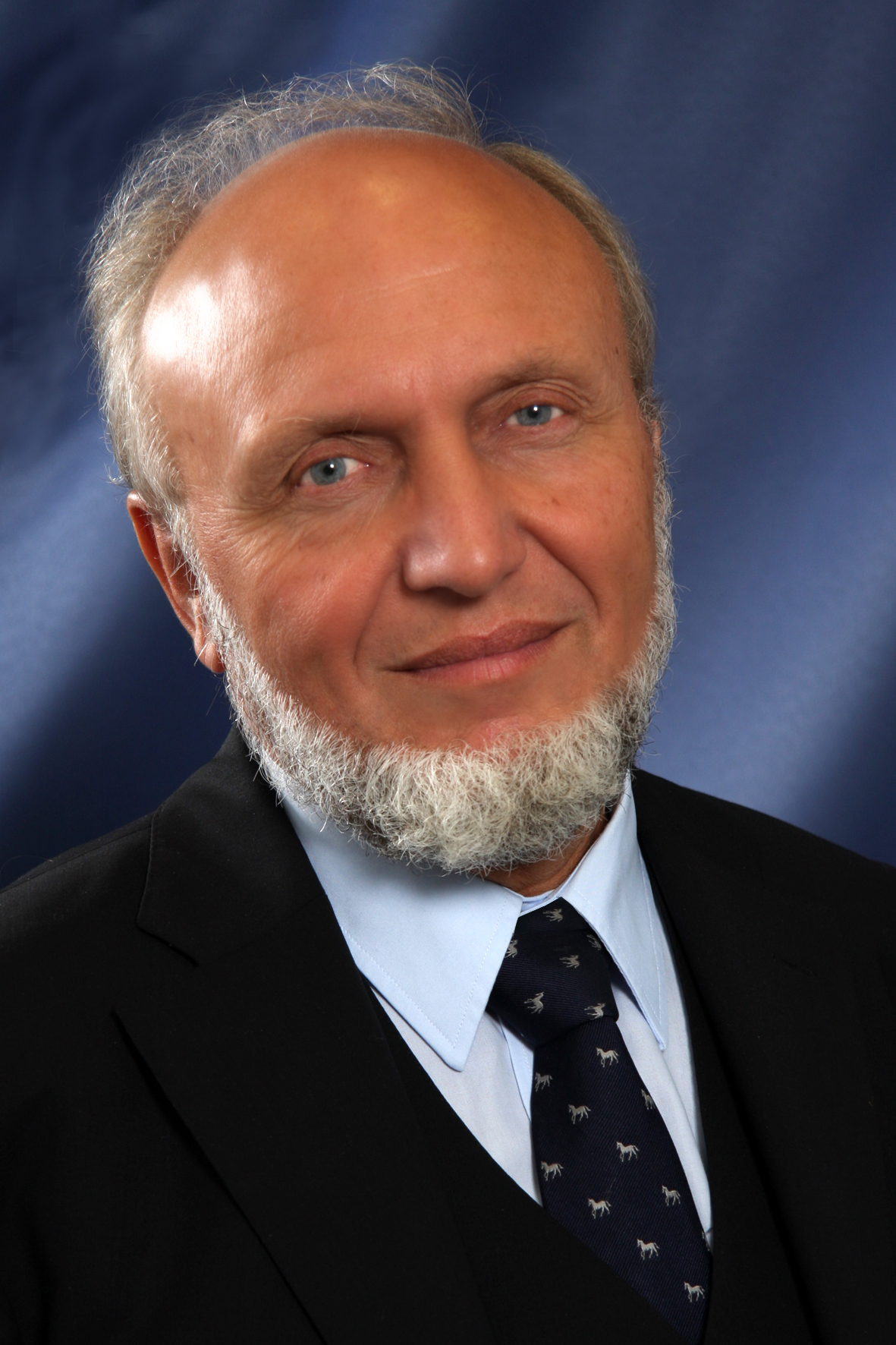
Hans-Werner Sinn (* 1948)

- Sinn, Hansjörg (* 1929), deutscher Chemiker und ehemaliger Hamburger Senator
- Sinn, Helmut (1916–2018), deutscher Pilot und Uhrenhersteller
- Sinn, Jakob (1895–1967), deutscher Theater- und Filmschauspieler
- Sinn, Josef (1868–1929), deutscher Kaufmann und Politiker (Zentrum), MdR
- Sinn, Karl (1890–1961), deutscher Verwaltungsbeamter
- Sinn, Klaus (* 1936), deutscher Fußballspieler und -trainer
- Sinn, Markus (* 1979), deutscher Fußballschiedsrichter und Schiedsrichterassistent
- Sinn, Michael (1967–2020), österreichischer Fotograf
- Sinn, Norbert (* 1953), österreichischer Militär, Offizier des Österreichischen Bundesheeres
- Sinn, Norman, deutscher Popmusiker
- Sinn, Phillip (* 2004), deutscher Eishockeyspieler
- Sinn, Ryan (* 1979), US-amerikanischer Bassist
- Sinn, Ulrich, österreichischer Filmmusikkomponist
- Sinn, Ulrich (* 1945), deutscher Klassischer Archäologe
- Sinn, Walter (* 1965), deutscher Betriebswirt und Unternehmensberater
- Sinnaeve, Bob (* 1949), kanadischer Dartspieler
- Sinnecker, Willi (1924–1988), deutscher Politiker (GVP, SPD), MdL
- Sinnema, Jolien (* 1992), niederländische Beachvolleyballspielerin
- Sinnemäki, Anni (* 1973), finnische Politikerin, Mitglied des Reichstags
- Sinnen, Hella von (* 1959), deutsche Fernsehmoderatorin und KomikerinHella von Sinnen (* 1959)

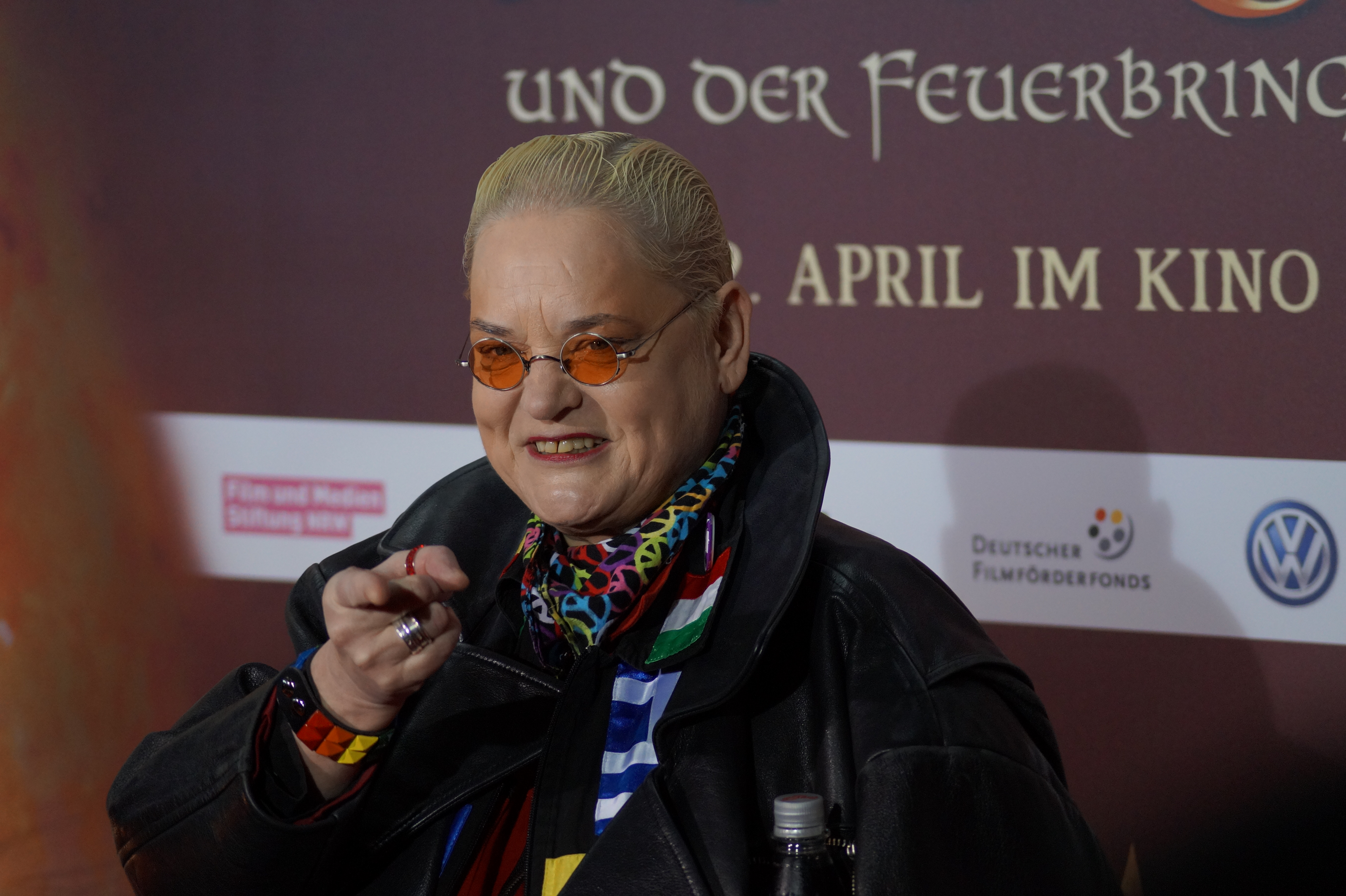
Hella von Sinnen (* 1959)

- Sinner, Basilius (1745–1827), deutscher Benediktiner und Erfinder
- Sinner, Benoît (* 1984), französischer Radrennfahrer
- Sinner, Carl Ahasver von (1754–1821), Schweizer Architekt
- Sinner, Carsten (* 1971), deutscher Übersetzungswissenschaftler und Hochschullehrer
- Sinner, Eberhard (* 1944), bayerischer Politiker (CSU), MdL
- Sinner, Friedrich (1713–1791), Schultheiss von Bern
- Sinner, Gabriel Rudolf Ludwig von (1801–1860), Schweizer Orientalist, Klassischer Philologe und Bibliothekar
- Sinner, George (1928–2018), US-amerikanischer Politiker
- Sinner, Jannik (* 2001), italienischer TennisspielerJannik Sinner (* 2001)

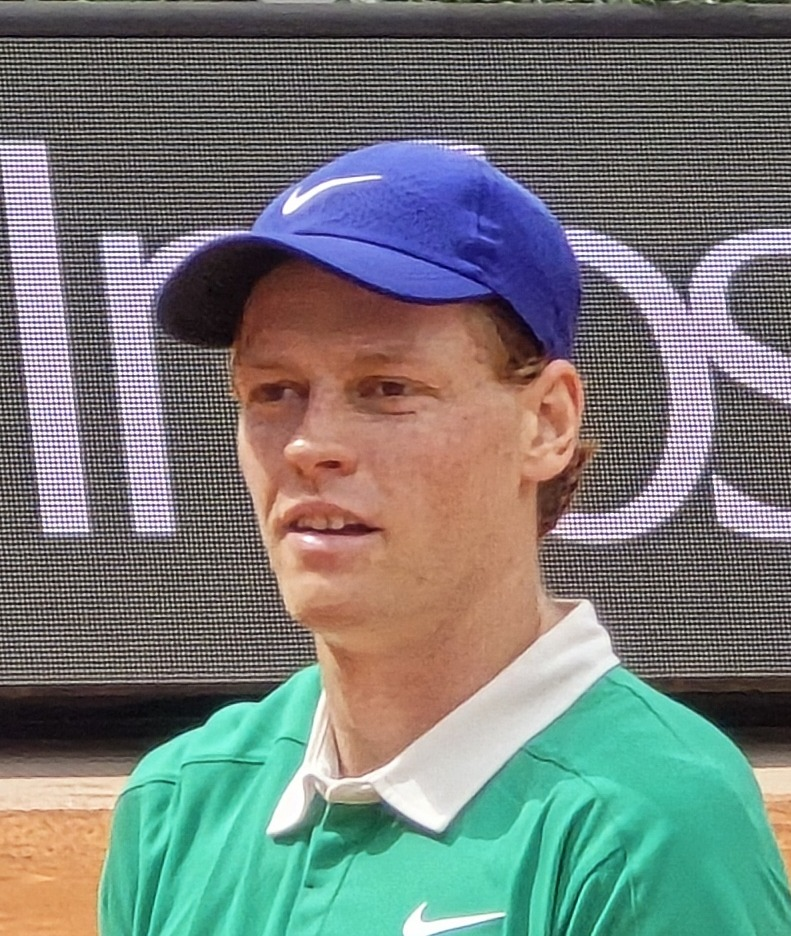
Jannik Sinner (* 2001)

- Sinner, Johann Rudolf († 1708), Schweizer Staatsmann und Schultheiss
- Sinner, Johann Rudolf († 1782), Schweizer Magistrat
- Sinner, Johann Rudolf († 1787), Schweizer Schriftsteller und Magistrat
- Sinner, Johann Rudolf von (1830–1901), Schweizer Offizier und konservativer Politiker
- Sinner, Karl Friedrich (1946–2017), deutscher Forstmann und Leiter des Nationalparkes Bayerischer Wald
- Sinner, Martin (* 1968), deutscher Tennisspieler
- Sinner, Mat (* 1964), deutscher Bassist, Sänger und Musikproduzent
- Sinner, Norbert (1907–1945), luxemburgischer Radrennfahrer
- Sinner, Paul (1838–1925), deutscher Fotograf
- Sinner, Rudolf von (1890–1960), Schweizer Architekt
- Sinner, Stefan (* 1969), deutscher Jurist, Richter am Bundesverwaltungsgericht
- Sinner, Vincenz († 1748), Schweizer Magistrat
- Sinner, Wilhelm (1915–1976), deutscher Chirurg und Urologe, Hochschullehrer in Rostock
- Sinnett, Alfred Percy (1840–1921), englischer Journalist, Autor und Theosoph
- Sinnhold, Johann Jakob Friedrich († 1805), Altphilologe, Philosoph, Hochschullehrer und Freimaurer in Erfurt
- Sinnhuber, Björn (* 1968), deutscher Leichtathlet
- Sinnhuber, Edmund I. (1631–1702), Abt des Stift Sankt Peter (Salzburg)
- Sinnhuber, Franz (1869–1928), deutscher Arzt und Sanitätsoffizier
- Sinnhuber, Hermann (1878–1961), deutscher Elektroingenieur und Manager
- Sinnhuber, Johann (1887–1979), deutscher General der Artillerie im Zweiten Weltkrieg
- Sinnickson, Clement Hall (1834–1919), US-amerikanischer Politiker
- Sinnickson, Thomas (1744–1817), US-amerikanischer Politiker
- Sinnickson, Thomas (1786–1873), US-amerikanischer Politiker
- Sinnig, Marlene (* 1984), deutsche Ruderin
- Sinnige, Clarinda (* 1973), niederländische Hockeyspielerin
- Sinnigen, Hartmut (* 1952), deutscher Fußballspieler
- Sinning, Arnold (1767–1839), deutscher Bürgermeister und Abgeordneter
- Sinning, Arnold (1822–1900), Gutsbesitzer, Mitglied des Provinziallandtages der Provinz Hessen-Nassau
- Sinning, Carl (1850–1923), Gutsbesitzer, Mitglied des Provinziallandtages der Provinz Hessen-Nassau
- Sinning, Franz Arnold (1858–1902), Gutsbesitzer, Mitglied des Provinziallandtages der Provinz Hessen-Nassau
- Sinning, Irmgard (* 1960), deutsche Biochemikerin
- Sinning, Johannes (1824–1891), deutscher Gutsherr und Mitglied der kurhessischen Ständeversammlung
- Sinning, Silke (* 1969), deutsche Sportwissenschaftlerin und Fußballfunktionärin
- Sinning, Wilhelm (1889–1968), deutscher Jurist und Agrarpolitiker in Hessen
- Sinninger, Leonhard, deutscher Bildhauer
- Sinno, John, libanesischer Filmproduzent und Filmeditor
- Sinno, Neige (* 1977), französische SchriftstellerinNeige Sinno (* 1977)

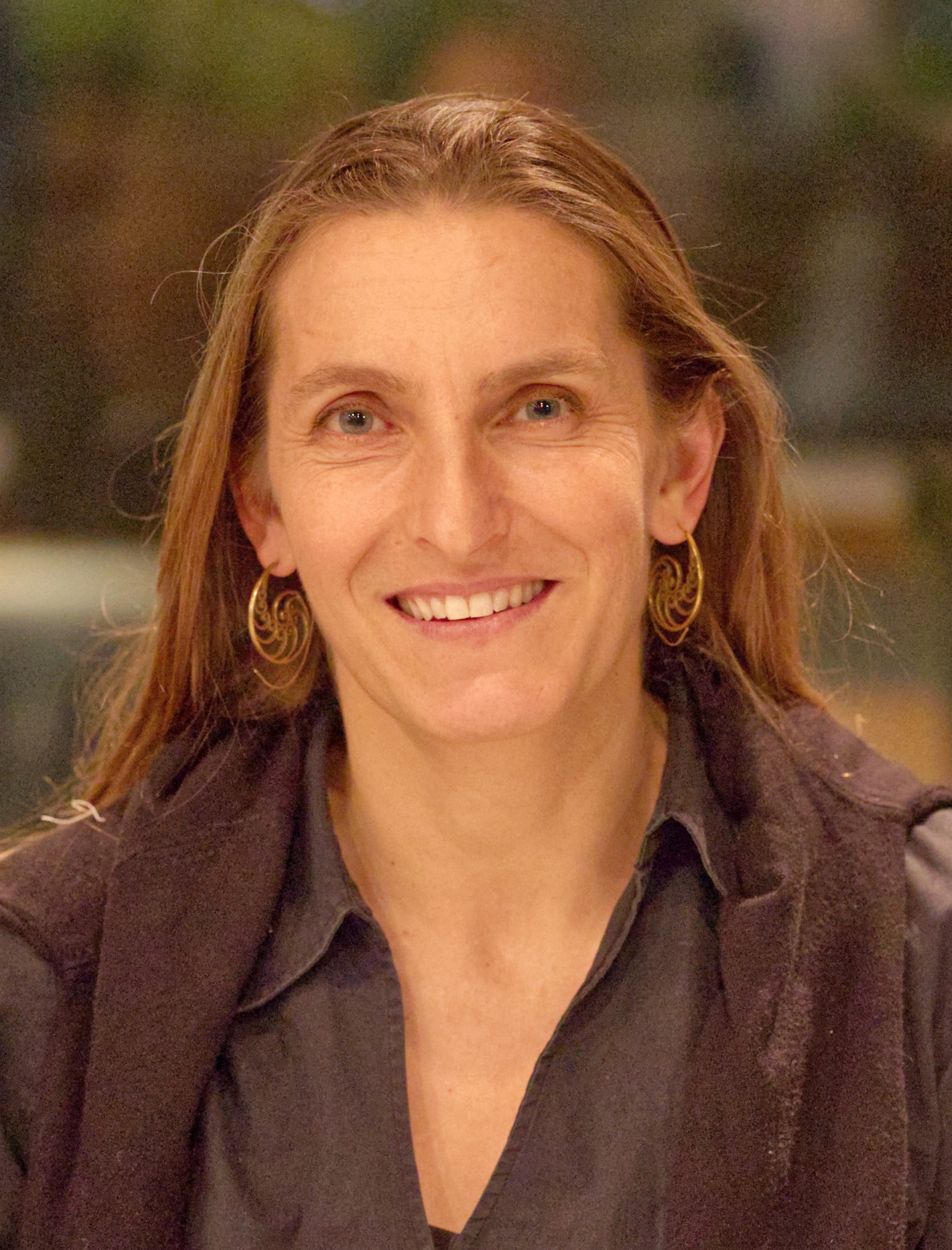
Neige Sinno (* 1977)

- Sinnock, John R. (1888–1947), US-amerikanischer Graveur, bildender Künstler und Hochschullehrer
- Sinnott, Arthur Alfred (1877–1954), kanadischer Geistlicher und römisch-katholischer Erzbischof von Winnipeg
- Sinnott, Ben (* 2002), US-amerikanischer American-Football-Spieler
- Sinnott, Edmund Ware (1888–1968), US-amerikanischer Botaniker und Philosoph der Biologie
- Sinnott, Jordan (1994–2020), englischer Fußballspieler
- Sinnott, Kathy (* 1950), irische Politikerin (parteilos) und MdEP für Irland
- Sinnott, Nicholas J. (1870–1929), US-amerikanischer Jurist und Politiker
- Sinnott, Richard (1947–2022), irischer Politikwissenschaftler und Hochschullehrer
- Sinnurow, Irek Chaidarowitsch (* 1969), russischer Wasserballspieler
- Sinnwell, Erwin (1929–2014), deutscher Diplom-Kaufmann, Manager und Politiker (CDU), MdL
- Sinnwell, Wilhelm, deutscher Turner und Turnlehrer

### Sino
- Sinodi-Popow, Dmitri Minajewitsch (1855–1910), russischer Maler
- Sinofsky, Bruce (1956–2015), US-amerikanischer Regisseur und Produzent von Dokumentarfilmen
- Sinofsky, Steven (* 1965), US-amerikanischer Leiter der Windows Division bei Microsoft
- Sinogowitz, Bernhard (1921–2006), deutscher Bibliothekar
- Sinold genannt Schütz, Johann Helwig (1623–1677), Kanzler des Herzog Georg Wilhelm von Braunschweig-Lüneburg
- Sinold genannt von Schütz, Philipp Balthasar (1657–1742), Publizist, Schriftsteller und Theologe sowie zuletzt Geheimrat des Grafen von Solms-Laubach
- Sinold, Justus (1592–1657), deutscher Jurist und Kanzler der Universität Gießen
- Sinon, Philip (* 1963), seychellischer Mittelstreckenläufer
- Sinopoli, Giuseppe (1946–2001), italienischer Dirigent und Komponist
- Sinopoulos, Sokratis (* 1974), griechischer Musiker (Lyra, Komposition)
- Sinor, Denis (1916–2011), US-amerikanischer Asienwissenschaftler
- Sinor, Helmut (* 1961), österreichischer Musiker, Komponist, Textautor und Radiomoderator
- Sinoto, Yosihiko H. (1924–2017), US-amerikanisch-japanischer Anthropologe
- Sinoué, Gilbert (* 1947), französischer Schriftsteller ägyptischer Herkunft
- Sinouh, Khalid (* 1975), marokkanisch-niederländischer Fußballtorhüter
- Sinova, Jairo (* 1972), spanisch-US-amerikanischer theoretischer Physiker
- Šínová, Tereza Elena (* 2001), tschechische Weitspringerin und Hürdenläuferin
- Sinowatz, Fred (1929–2008), österreichischer Politiker (SPÖ), Abgeordneter zum Nationalrat, BundeskanzlerFred Sinowatz (1929–2008)

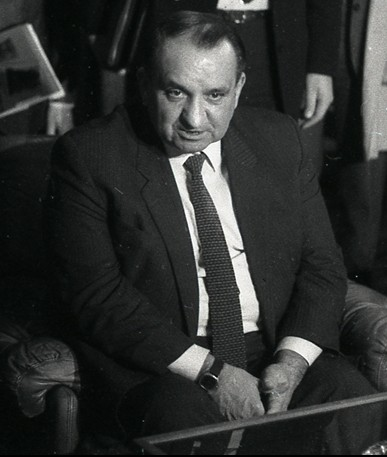
Fred Sinowatz (1929–2008)

- Sinowitsch, Kiryl (* 2003), belarussischer Fußballspieler
- Sinowjew, Alexander Alexandrowitsch (1922–2006), russischer Philosoph und Schriftsteller
- Sinowjew, Grigori Jewsejewitsch (1883–1936), sowjetischer Politiker
- Sinowjew, Oleksandr (1961–2005), ukrainischer Radrennfahrer
- Sinowjew, Sergei Olegowitsch (* 1980), russischer Eishockeystürmer
- Sinowjewa, Olena (* 1980), ukrainische Gewichtheberin
- Sinowjewa-Annibal, Lidija Dmitrijewna (1866–1907), russische Schriftstellerin

### Sinr
- Sinram, Theodor (1840–1896), deutscher Mathematiker, Lehrer, Schulgründer und Schulbuchautor

### Sins
- Sins, Johnny (* 1978), US-amerikanischer PornodarstellerJohnny Sins (* 1978)

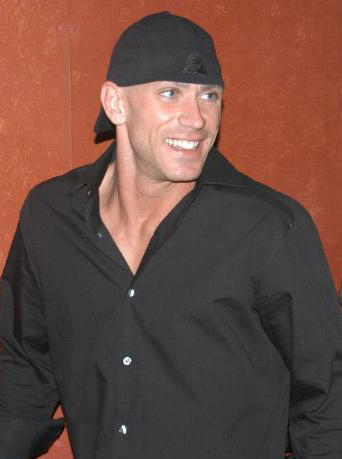
Johnny Sins (* 1978)

- Sins, Kissa (* 1987), US-amerikanische Pornodarstellerin
- Sinsel, Ludwig (1884–1968), deutscher Gewerkschafter und Politiker (SPD, SED), MdL
- Sinsel, Thomas (* 1954), deutscher Handballspieler
- Sinsheimer, Hermann (1883–1950), deutscher Jurist jüdischer Glaubenstradition, Journalist, Theaterkritiker und Schriftsteller
- Sinsheimer, Ludwig (1873–1942), deutscher Jurist jüdischer Herkunft, Opfer des Holocaust
- Sinsheimer, Robert (1920–2017), US-amerikanischer Biophysiker und Molekularbiologe
- Sinskaja, Jewgenija Nikolajewna (1889–1965), russische Botanikerin und Hochschullehrerin
- Sinsteden, Mechtildis (1782–1881), Stifterin
- Sinsteden, Wilhelm Josef (1803–1891), deutscher Mediziner und Physiker

### Sint
- Sint Jago, Rudsel, bonairischer Fußballtrainer
- Sint, Markus (* 1974), österreichischer Politiker (FRITZ), Landtagsabgeordneter in Tirol
- Sintasone, Khamkeng, laotischer Fußballspieler
- Sintayehu, Ethlemahu (* 2001), äthiopische Hindernisläuferin
- Sintchak, Matthew, US-amerikanischer Saxophonist und Musikpädagoge
- Sintenis, Christian Friedrich (1750–1820), deutscher evangelischer Theologe, Erbauungsschriftsteller und Erzähler
- Sintenis, Gustav (1879–1931), deutscher Jurist und Bankier
- Sintenis, Karl (1806–1867), deutscher klassischer Philologe und Lehrer
- Sintenis, Karl Friedrich Ferdinand (1804–1868), deutscher Politiker
- Sintenis, Paul (1847–1907), deutscher Botaniker
- Sintenis, Renée (1888–1965), deutsche Bildhauerin und GraphikerinRenée Sintenis (1888–1965)

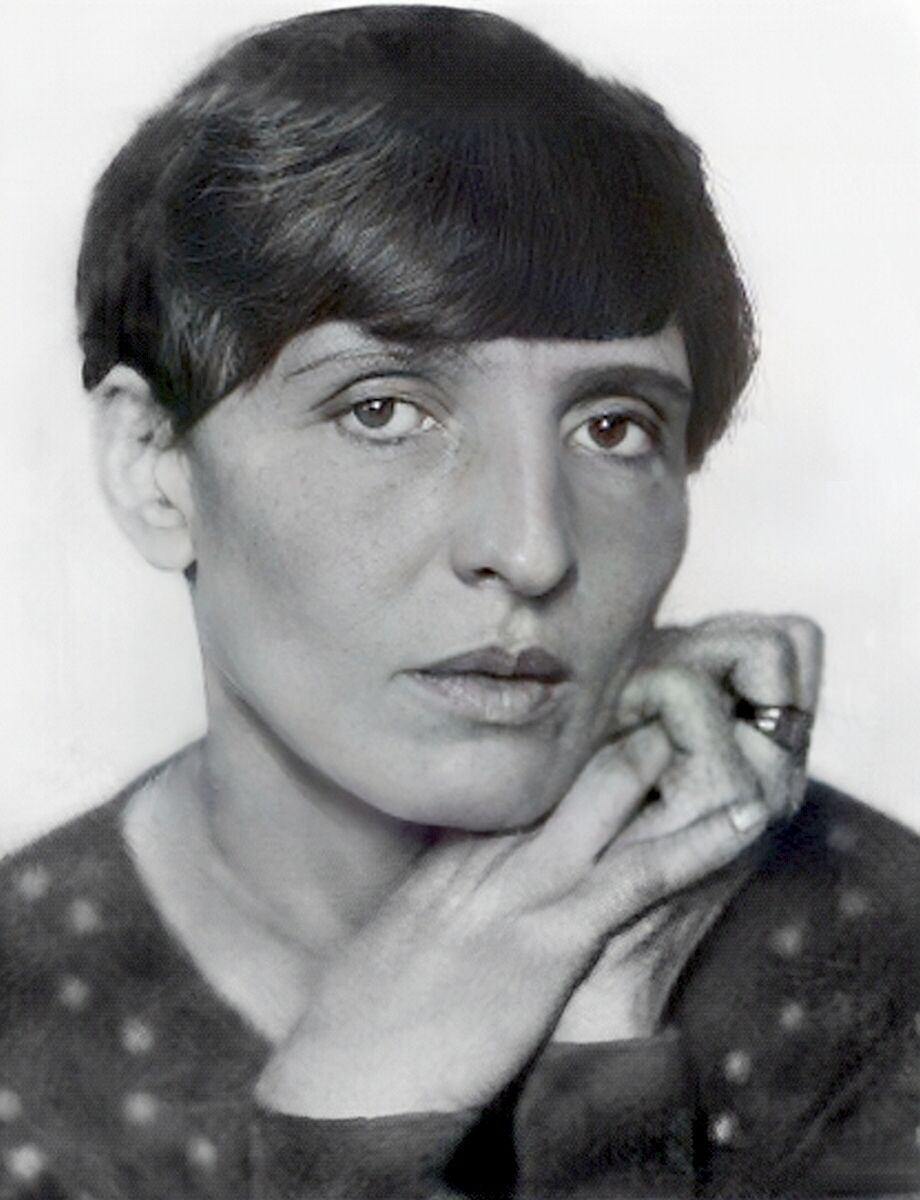
Renée Sintenis (1888–1965)

- Sintenis, Walter (1867–1911), deutscher Bildhauer
- Sintenis, Wilhelm Franz (1794–1859), deutscher evangelischer Theologe und Vertreter des theologischen Rationalismus
- Sintes, Ariadna (* 1986), spanische Schauspielerin
- Sinthaveechai Hathairattanakool (* 1982), thailändischer Fußballtorhüter
- Sintmaartensdijk, Daan van (* 1998), niederländischer Radrennfahrer
- Sintmaartensdijk, Roel van (* 2001), niederländischer Radrennfahrer
- Sintnicolaas, Eelco (* 1987), niederländischer Zehnkämpfer
- Sinton, Andy (* 1966), englischer Fußballspieler und -trainer
- Sinton, Josh (* 1971), US-amerikanischer Jazz- und Improvisationsmusiker (Baritonsaxophon, Bassklarinette)
- Sintra, Pedro de († 1484), portugiesischer Entdecker
- Sintschenko, Anatoli Alexejewitsch (* 1949), russischer Fußballspieler
- Sintschenko, Andrei Petrowitsch (* 1972), russischer Radrennfahrer
- Sintschenko, Oleksandr (1957–2010), ukrainischer Politiker
- Sintschenko, Oleksandr (* 1996), ukrainischer Fußballspieler
- Sintschenko, Tatjana Dmitrijewna (* 1947), sowjetisch-russische Entomologin und Hydrobiologin
- Sintschukowa, Jelena (* 1961), russische Weit- und Dreispringerin

### Sinu
- Sinuhe (* 1976), deutscher Rapper griechischer Herkunft
- Sinulescu, Benone (1937–2021), rumänischer Sänger
- Sinurowa, Jewgenija Grigorjewna (* 1982), russische Mittelstreckenläuferin

### Sinw
- Sinwar, Mohammed (1975–2025), Mitglied des Politbüros der Hamas
- Sinwar, Yahya (1962–2024), palästinensischer Politiker und Terrorist der HamasYahya Sinwar (1962–2024)

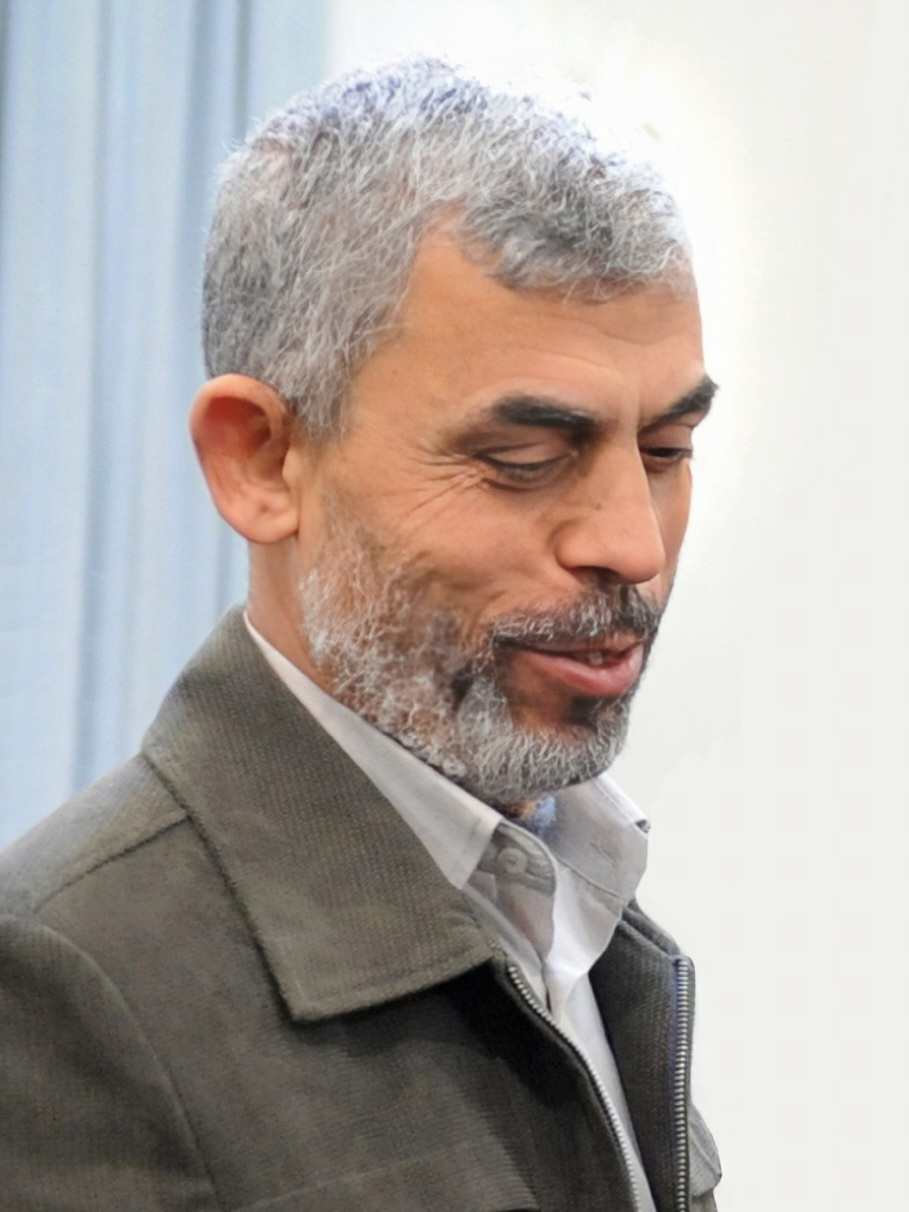
Yahya Sinwar (1962–2024)

### Siny
- Sinyan Mergan, Fatou, gambische Managerin
- Sinyan, Musa, gambischer Politiker
- Sinyan, Sheriff (* 1996), norwegisch-gambischer Fußballspieler
- Sinyard, Mike (* 1950), US-amerikanischer Unternehmer
- Sinyor, Jana (* 1976), kanadische Drehbuchautorin, Fernsehproduzentin, Schauspielerin und Regisseurin

### Sinz
- Sinz, Andrea (* 1969), deutsche Apothekerin und Hochschullehrerin
- Sinz, Egon (1928–2008), österreichischer Politiker; Bürgermeister und Stellvertretender Leiter des Landesarbeitsamtes Vorarlberg
- Sinz, Heinrich (1871–1951), deutscher katholischer Pfarrer und Autor heimatgeschichtlicher Publikationen
- Sinz, Herbert (1913–1989), deutscher Schriftsteller und Historiker
- Sinz, Ricky (* 1980), US-amerikanischer Pornodarsteller
- Sinz, Volker (* 1935), deutscher Mediziner
- Sinzendorf, Georg Ludwig von (1616–1681), kaiserlicher Staatsmann und Besitzer der Grafschaft Neuburg
- Sinzendorf, Johann Wilhelm Edmund von (1697–1766), k.k. Diplomat und Staatsmann
- Sinzendorf, Philipp Ludwig von (1699–1747), Bischof von Raab, Fürstbischof von Breslau, Kardinal der römisch-katholischen Kirche
- Sinzendorf, Philipp Ludwig Wenzel von (1671–1742), österreichischer Diplomat und Staatsmann
- Sinzendorf, Prosper Anton Joseph von (1700–1756), österreichischer Höfling und Kanzler von Karl VI in Wien
- Sinzendorf, Prosper von (1751–1822), Fürst
- Sinzendorf, Rudolph von (1757–1812), k. k. Generalmajor und Ritter des Maria Theresien-Ordens
- Sinzendorf, Sigmund Rudolph von (1670–1747), Geheimer Rat und Obersthofmeister
- Sinzheim, David (1745–1812), Rabbiner in Straßburg, Vorsitzender des Napoleonischen Sanhedrin
- Sinzheimer, Hugo (1875–1945), deutscher Rechtswissenschaftler und sozialdemokratischer PolitikerHugo Sinzheimer (1875–1945)

Hugo Sinzheimer (1875–1945)

- Sinzheimer, Max (1894–1977), deutsch-amerikanischer Dirigent, Chorleiter, Pianist und Organist
- Sinzig, Eckard (* 1939), deutscher Schriftsteller und Maler
- Sinzig, Hanns (1901–1992), deutscher Landrat des Landkreises Altenkirchen (CDU)
- Sinzig, Pedro (1876–1952), brasilianischer Schriftsteller, Journalist und Komponist
- Sinzinger, Adolf (1891–1974), österreichischer Militär und im Zweiten Weltkrieg Generalleutnant der deutschen Wehrmacht
- Sinzinger, Georg (1859–1930), bayerischer Bürgermeister
- Sinzinger, Helmut (1948–2020), österreichischer Arzt
- Sinzinger, Karl (* 1941), österreichischer Ruderer
- Sinzinger, Karl (* 1965), österreichischer Ruderer
- Sinzow, Anton Sergejewitsch (* 1985), russischer Straßenradrennfahrer